# Republica Romană
Republica Romană (din latină Res publica romana, „Lucrurile publice ale Romei”) a fost organizarea de stat a Romei și a teritoriilor sale în perioada cuprinsă între abolirea Regatului Romei (509 î.Hr.) și până la numirea lui Cezar ca dictator pe viață în anul 44 î.Hr., sau, mai probabil, până în anul 27 î.Hr., anul în care Senatul roman i-a acordat lui Octavianus titlul de Augustus.
Orașul Roma este situat pe malurile fluviului Tibru, foarte aproape de coasta de vest a peninsulei Italia. Roma era situată pe granița dintre teritoriul în care era vorbită limba latină, la sud de Roma, și cel în care se vorbea limba etruscă, la nord de Roma.

## Instituții guvernamentale

### Adunările romane

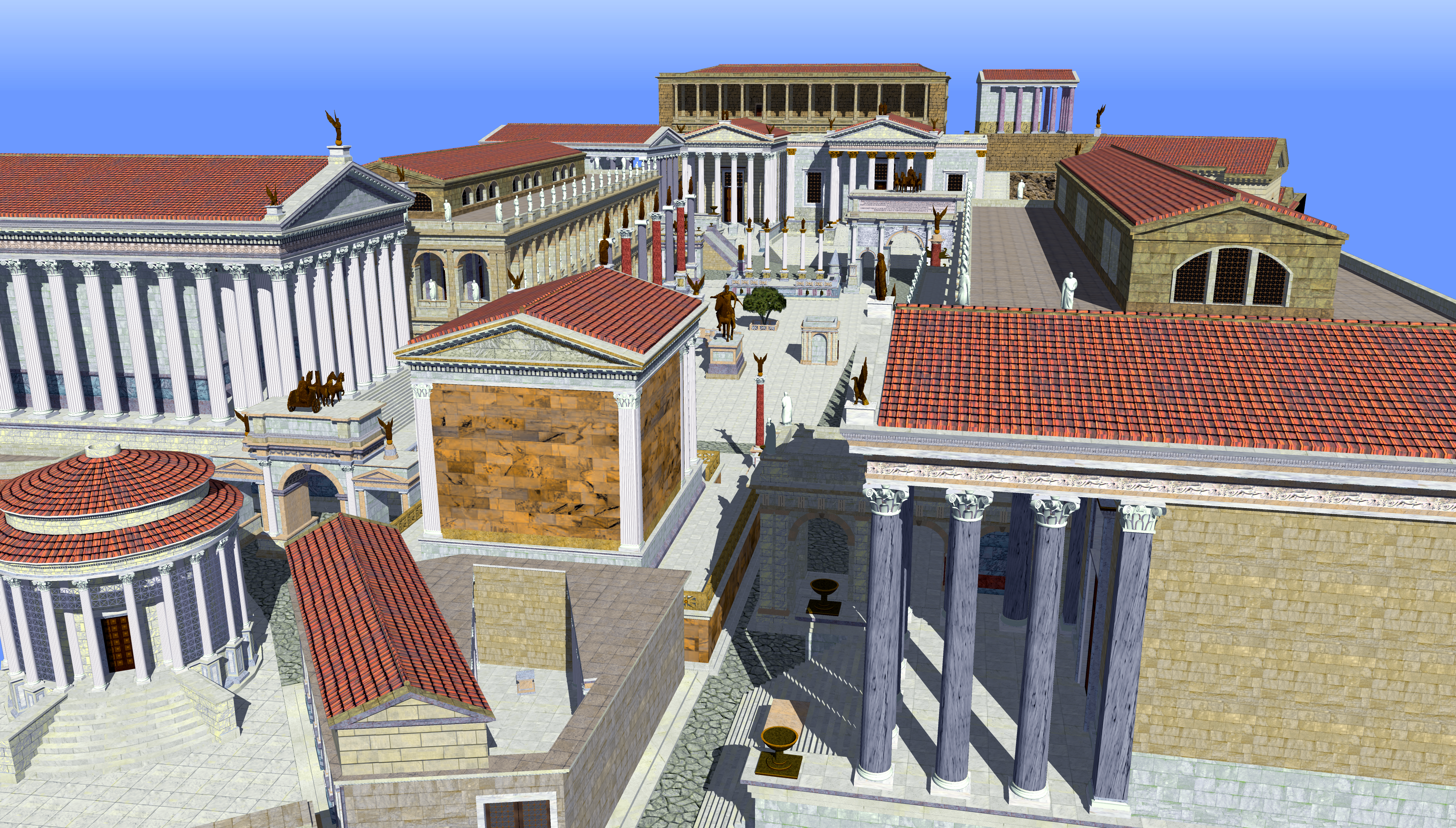
Forumul roman - reconstituire

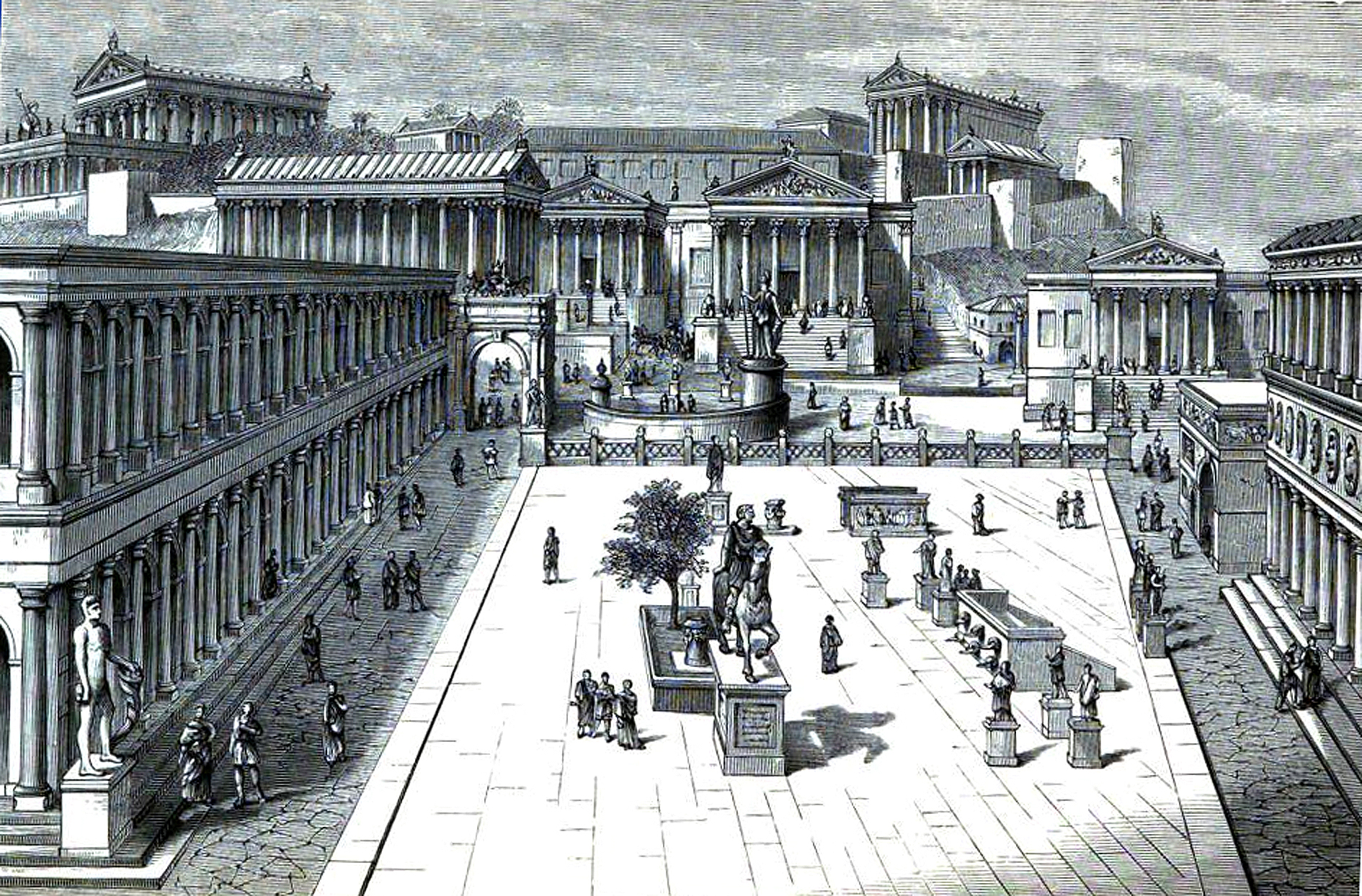
Forum Comitium

Adunările romane erau alcătuite din cetățenii ce aveau ca rol să voteze legile propuse de senat și de magistrați, să aleagă magistrații, având atribuții administrative, juridice și religioase. Deciziile erau luate prin vot, iar calcularea rezultatelor se întocmeau în funcție de curii sau centurii. Problemele erau dezbătute în adunări contiones. 
Existau mai multe tipuri de adunări cetățenești (în latină Comitia), iar toate deciziile erau votate. Erau trei tipuri de adunări: comițiile curiate, comițiile tribute și comițiile centuriate, ce reprezentau trei modalități de adunare a poporului în funcție de criterii.
- Comițiile curiate erau cele mai vechi. Au fost fondate de regele legendar Romulus și cuprindea membri adulți din cetate organizați în 30 curii (erau cele trei ginti fondatoare-Tities, Ramnes și Luceres, fiecare având câte 10 curii). Comițiile curiate aveau un rol religios și un caracter aristocratic, reprezentând instanța ce vota principalele legi ale senatului. Din perioada Republicii, plebea avea acces la această adunare, ce era convocată în Forum, de către un lictor curiat, oferind investituta solemnă magistraților aleși, de a declara război sau decide semnarea tratatelor de pace. Curiile erau convocate pe Capitoliu, în prezența unui Pontifex Maximus, la fiecare început de luna, aducându-se la cunoștință sărbătorile și oficializându-se adopțiile. În timpul principatului, curiile erau reprezentate de 30 de lictori.

- După reformele militare și fiscale ale regelui Servius Tullius, poporul era organizat în cinci clase cenzitare plătitoare de tributum (impozit direct) și de o clasa cenzitară scutită de obligații fiscale și fără drepturi politice și militare. Cele cinci clase cenzitare erau organizate pe centurii, unități militare și electorale. Avea rol legislativ și electoral.Adunarea comițiilor centuriate-poporul înarmat, ce venea cu echipament militar propriu, se organiza în afară incintei sacre a Romei, pe Câmpul lui Marte (Vaticanul de azi), iar convocarea era inițiată și condusă de un magistrat ce deținea "imperium"-dreptul la comandă militară. Atribuțiile centuriilor erau votarea legilor și alegerea magistraților senatului. Apelul la adunare era publicat înainte cu 30 de zile și afișat în Forum.

- Comițiile tribute își au originea din adunările vechi ale plebeilor (fondate în timpul conflictelor dintre patricieni și plebei, în anii 494-300 î.Hr.), ce își alegeau proprii magistrați ce reprezentau plebeii și decideau legile pentru aceștia. Legile erau extinse până la nivelul patricienilor în cazul în care erau votate de Senat. Din 287 î.Hr., deciziile plebeilor erau recunoscute și fără acordul senatorial. Comițiile tribute erau individualizate, având rolul de a alege magistrații inferiori din 104 î.Hr. 27 de triburi trase la sorți alegeau Marele Pontif. Adunările de triburi aveau atribuții juridice, dar le păstrau pentru probleme private. Convocarea triburilor era anunțată cu 17 zile înainte. Comitia adopta plebiscita-lex Hortensia, care capătă valoarea unei legi. Atribuțiile membrilor era să numere alegerea magistraților inferiori fără imperium, tribunii și edilii plebei.

Sistemul electoral era censitar, iar voturile erau numărate de fiecare curie, centurie sau trib. Cel mai bine recunoscut vot era cel al comițiilor centuriate de pe Câmpul lui Marte. Votau întâi prima clasa cenzitară (80 centurii de pedestrași) și cele 18 centurii de călăreți, urmând celelalte clase. Se vota cu bile sau cu pietre, voturile scrise fiind aplicate la sfârșitul republicii, iar urnele erau amenajate pe o tribună în față armatei. Din cele 193 de centurii, călăreții și prima clasa cenzitară aveau 98 de voturi, astfel balanța votului era mereu înclinată spre prima centurie.

### Senatul roman

Senatul

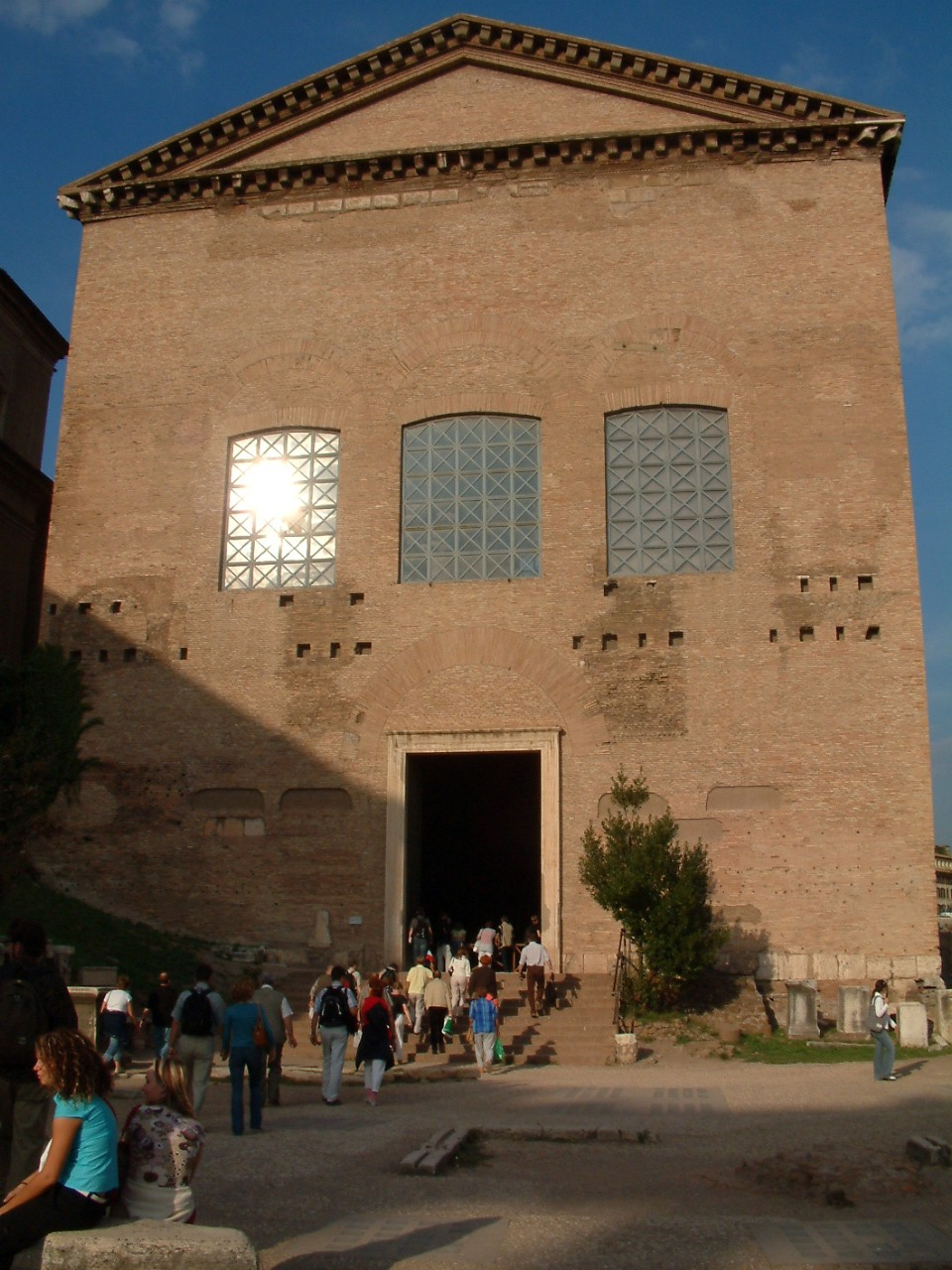
Curia Julia - sediul de întrunire al senatului în timpul lui Cezar

Prima și cea mai importantă instituție a Republicii Romane era Senatul Roman. Era principalul organism de conducere a statului. Conform istoricului Polybius, senatul dispunea de visteria statului, putea trimite soli în afara Italiei, rezolva dispute.
Conform tradiției, a fost fondat de Romulus. În Senat existau două partide neoficiale: optimații și popularii. Senatul a avut o importantă majoră, iar prestigiul său s-a format prin prisma participării instituționale a patricienilor bogați, aparținând aristocrației, și a plebeilor.
În epoca republicană era compus din 300 de membri, foști magistrați. În timpul dictaturilor lui Sulla și Cezar, numărul senatorilor va crește la 600-900. Sub Augustus, numărul de 600 de senatori va fi definitiv fixat.
Pentru ca un om să ajungă senator trebuia să fie cetățean roman, să aibă statutul juridic de om liber (exceptând liberții), vârsta de minim 46 de ani și onorabilitate. Treptat, vârstă legală va scădea la 30 de ani în Republica romană târzie, iar liberții vor putea intra și ei în senat, în contextul conflictelor civile și politice.
Senatorii purtau toga laticlavă - cu bandă lată de purpură, inelul de aur, pantofii "calcei", aveau un cal și locuri rezervate la spectacolele de teatru și circ.
Magistrații care dețineau "imperium" (responsabilitate) - consulii, pretorii, magisteri equitum, interrex și tribunii plebei - puteau convoca senatul. Ședințele senatoriale se desfășurau într-un "templum", un loc desemnat de magistrații care convocau senatul, fie în Curia Calabra pe Capitoliu, fie în Comitium sau în alte temple ori teatre. Ședințele durau o zi, dar se puteau prelungi.
Atribuțiile senatului erau decizionale, pregăteau ședințele comițiilor, soluționau crimele grave și împărțeau jurisdicția publică la Roma și în provincii. Pregătea ședințele, adunărilor poporului, examina proiectele de legi, administra viață religioasă (stabilea calendarul religios, jocurile, supraveghea activitatea preoților, structura panteonului, ridicarea lăcașelor de cult, raporturile dintre Roma și cultele străine). 
Prin "senatus-consulta", senatul dispunea de putere legislativă. Pe plan extern, senatul primea ambasadele străine, iar pe plan informal, influențau votul comițiilor.

### Magistraturile

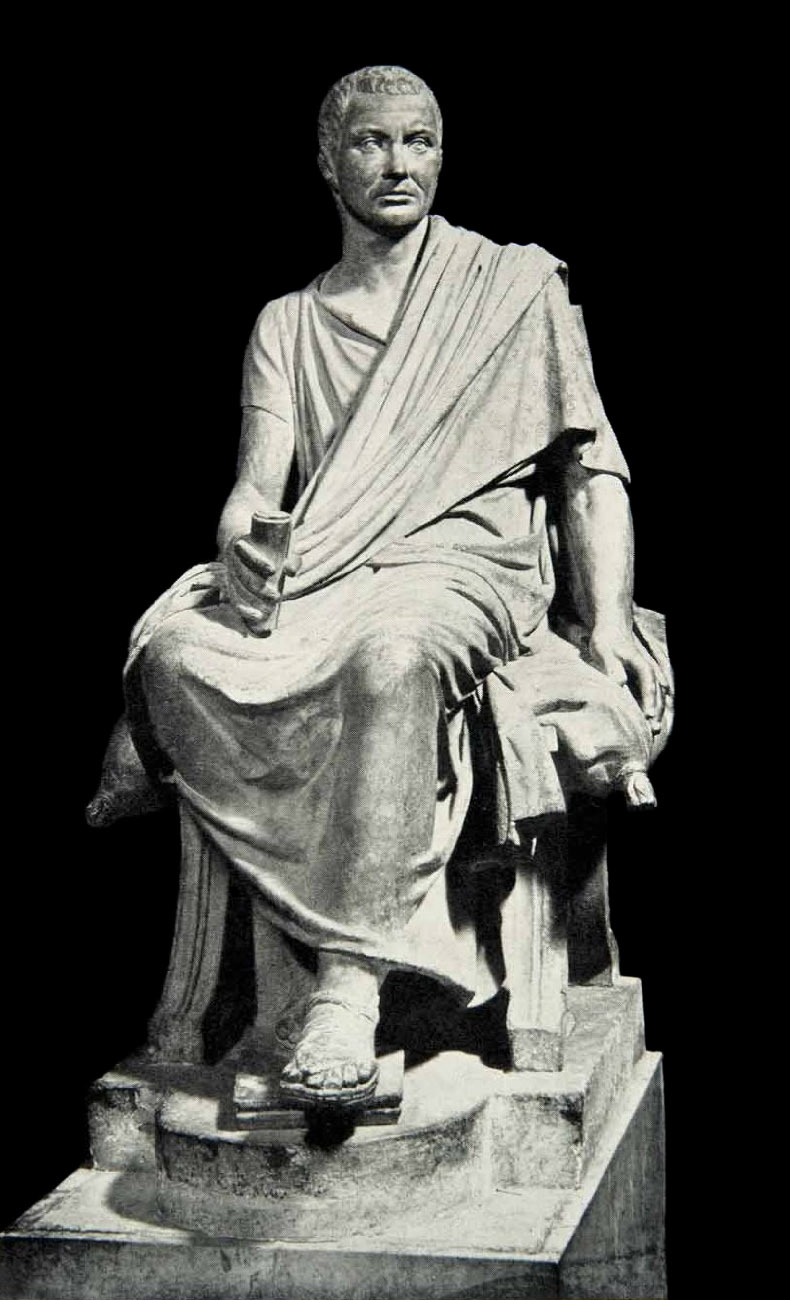
Consul

În cadrul magistraturilor republicii romane, existau două principii: anualitatea și colegialitatea. Anualitatea presupunea participarea unui număr cât mai mare de cetățeni în administrarea Romei, dar și o limitare temporală a puterii magistrale. 
Colegialitatea depindea de antipatia romanilor față de deținerea permanentă a puterii de către un magistrat superior, care tindea să ajungă tiran, având rolul controlului reciproc din partea participanților la o magistratură egală că prestigiu și putere. 
Magistrații romani se împărțeau în: 
- ordinari, ce aveau un mandat doar de un an, precum consulii, editiil, pretorii, chestorii, tribunii plebei.
- extraordinari-își exercitau mandatul timp de 6 luni, precum dictatorii, magister equitum. Censorii aveau 18 luni.

Din perspectiva prestigiului, existau două categorii de magistrați-curuli: cei care ședeau pe scaunul curul-consulii, pretorii, edilii curul, dictatorii, magister equitum; și necuruli-chestorii, edilii plebei, tribunii plebei.
Din punct de vedere al puterii deținute, erau magistrați care dețineau imperium-consulii, pretorii, dictatorii, magister equitum; și cei fără "imperium"-chestorii, censorii, edilii sau tribunii plebei. Imperium reprezenta dreptul de recrutare și comandă militară, atribuții administrative, civile și juridice. Cei care dispuneau de imperium puteau avea drept de arestare a nesupușilor și de "vocatio", dreptul de a constrânge înfățișarea acuzaților în față instanței. Puteau convoca comitia centuriada în afară Romei.
Consulii, în număr de doi, erau cei mai importanți magistrați. Erau aleși pentru un an, erau deținători de imperium, aleși de comitia centuriada. Erau aleși numai dintre patricieni, dar abia după secolul IV î.Hr., după impunerea legilor licino-sextiene, plebeii vor avea acces la consulat. Aveau atribuții juridice și civile, convocau și conduceau senatul, comițiile curiate și centuriade, dispuneau de imunitate pe timpul mandatului, coordonau strângerea impozitelor și puneau în aplicare legile votate de comiții. Recrutau și comandau o armata. Erau însoțiți de o garda de 12 lictori-purtători de fascii, se așezau pe scaunul curul, purtau toga praetexta pe timp de pace și toga de culoare purpurie paludamentum pe timp de război.
Cenzorii, care erau doi, erau aleși pentru 18 luni, din 5 în 5 ani, desemnați de comițiile centuriade. Nu dispuneau de imperium, dar întocmeau recesamantul populației, organizau orașul, administrau parțial tezaurul public, întocmeau listele senatorilor și supravegheau moravurile. Censorii erau aleși dintre foștii consuli, despre care se credea că aveau o moralitate ireproșabilă.
Pretorul era magistrat ordinar, ales de comitia centuriada, deținea imperium, avea atribuții juridice la Roma. Supraveghea procesele și întocmea listele cu jurați. Dispunea de doi lictori la Roma și avea drept să se așeze pe scaunul curul. Din secolul III î.Hr., a apărut praetor peregrinus, însărcinat cu litigiile dintre provinciali și dispunea de 6 lictori.
Edilii, magistrați inferiori, erau de două tipuri-curuli-patricieni și plebei. 
- Edilii curuli erau aleși de comițiile tribute, luau auspiciile, supravegheau festivalurile romane, activitatea edilitară și poliția orașului și supravegheau moravurile.
- Edilii plebei erau aleși prin plebiscit în cadrul comițiilor tribute, păzeau arhivele plebei, depuse în templul lui Ceres, convocau comitia tributa și supravegheau tranzacțiile comerciale ale plebeilor. Se ocupau cu aprovizionarea Romei și cultelor. Erau patru: doi edili curuli și doi curuli plebei.

Chestorii erau aleși de comitia tributa, indeplineua un pas către carieră politică și puteau accede la Senat. Aveau ca atribuții administrarea tezaurului public și supravegheau arhivele statului. Inițial erau doi, apoi erau patru, ulterior șase în Italia din secolul al III-lea î.Hr.
Tribunatul plebei, ca magistratură anuală și colegială, era o metodă de control din partea plebeior asupra consulatului. Erau aleși anual dintre plebei și erau colegiali, de către comițiile tribute, având atribuții și drepturi. Persoană lor era sacrosanctă și inviolabilă la Roma, dispuneau de dreptul de intercessio-să se opună unei decizii ce contravenea intereselor plebei, aveau drept de veto și ius coercitionis-dreptul de a apară în instanța orice plebeu. Existau dezavantaje: puterea temporală anuală și limitată doar în cadrul Romei, precum și anularea competențelor lor în timpul unei dictaturi. Inițial doi, au crescut la cinci și ulterior, la 10 în secolul V î.Hr.
În timpul expansiunii romane, era nevoie de persoane care să guverneze noile provincii. Astfel, promagistratii-foști magistrați, îi înlocuiau pe magistrații în atribuțiile militare în provinciile atribuite lor. 
Spre sfârșitul republicii, când apăreau persoane care aveau tendințe de a deține puterea permanent, au apărut consulatul "sine collega", dictatura sau tribunatul plebei pe viață, noi magistraturi în timpul triumviratului.
Romanii respectau două principii pentru oficialii lor: anualitatea sau durata de un an a mandatelor, și colegialitatea sau deținerea aceleiași funcții simultan de către cel puțin două persoane. Statutul suprem de consul, de exemplu, era întotdeauna deținut de două persoane în același timp, fiecare dintre ele exercitând o putere mutuală de veto asupra oricăror acțiuni ale celuilalt consul. Dacă de exemplu întreaga Armată Romană ieșea pe câmpul de luptă, era întotdeauna sub comanda celor doi consuli, care alternau zilele de comandă. Majoritatea celorlalte funcții erau deținute de mai mult de două persoane; în Republica târzie existau 8 pretori în fiecare an și 20 chestori.
Dictatorii erau o excepție a anualității și colegialității, iar cenzorii doar a anualității. În vremuri de urgență militară era ales un singur dictator pentru un termen de 6 luni, pentru a deține singur comanda asupra statului roman. În mod regulat, însă nu anual, erau aleși doi cenzori: la fiecare cinci ani, pentru un mandat de 18 luni.
Coloana vertebrală a puterii militare romane era formată de către legiunile romane. Roma își folosea legiunile pentru a-și extinde granițele dincolo de malurile Tibrului, ajungând până la dominarea majorității spațiului european și mediteranean. De fiecare dată când Roma cucerea noi teritorii, zona era împărțită într-una sau mai multe provincii, fiecare aflată sub comanda unui guvernator ales de către Senat.

### Instituțiile religioase

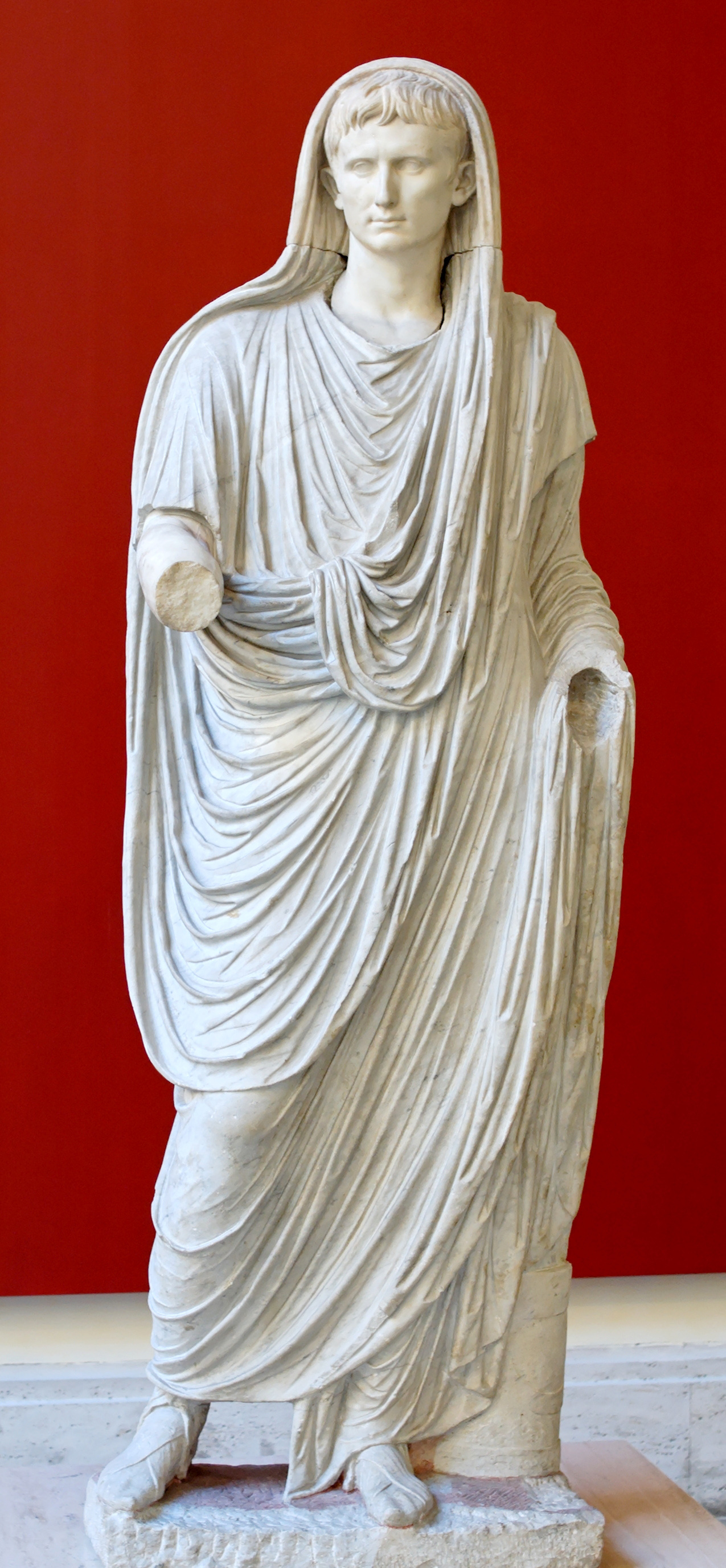
Pontifex Maximus
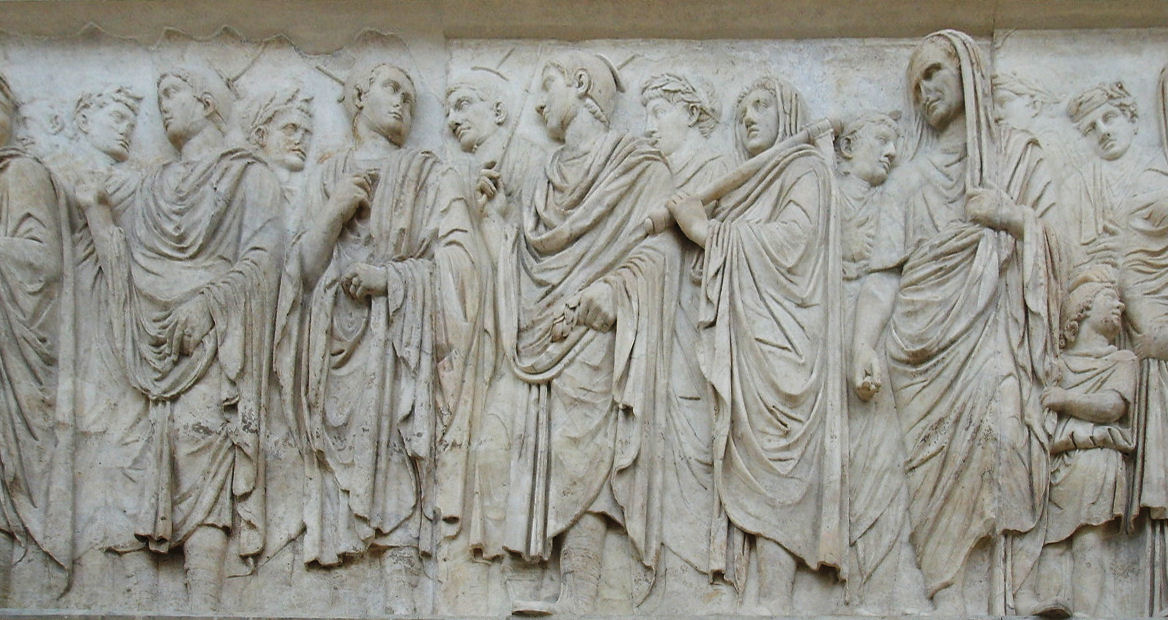
Flaminii
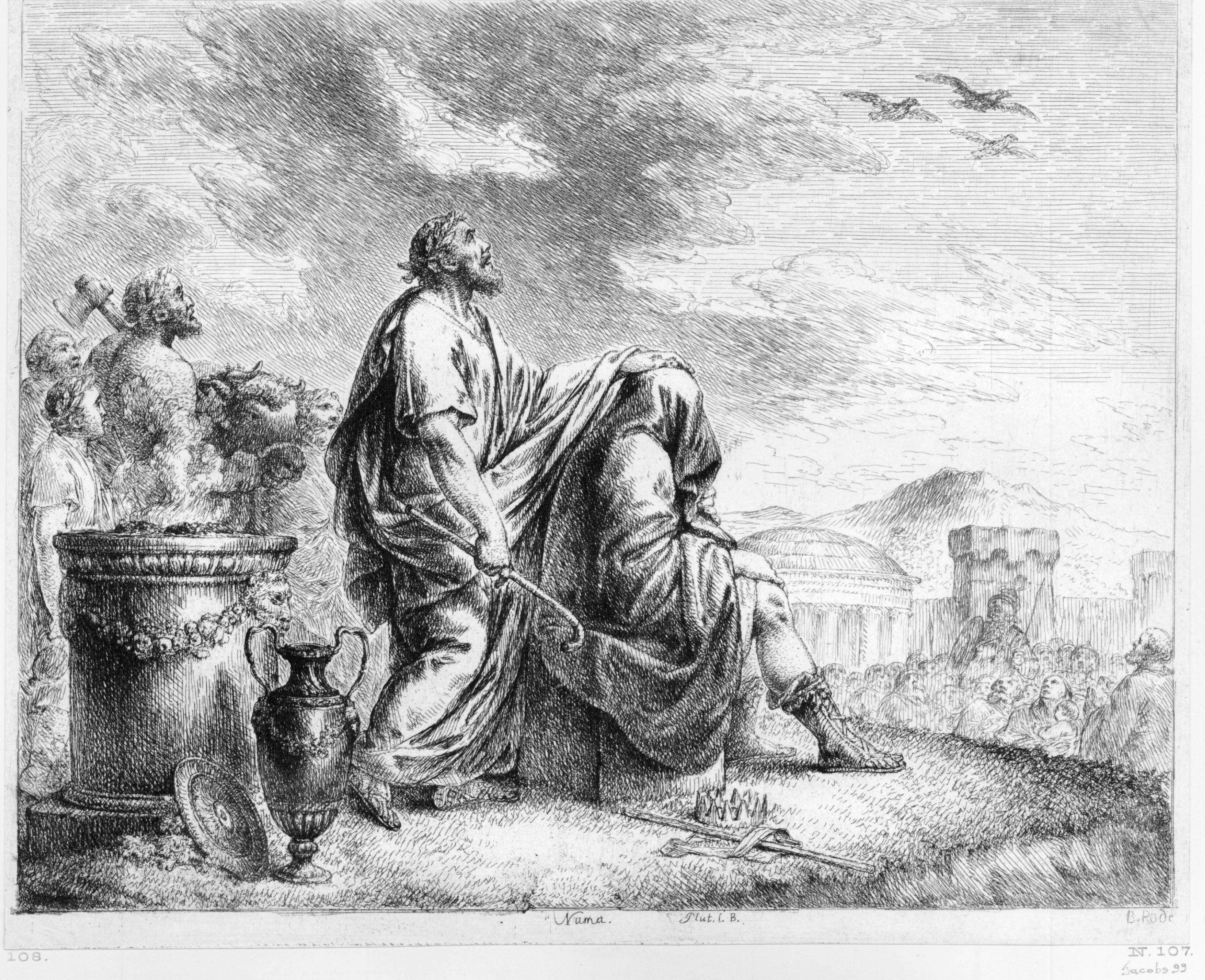
Augurii
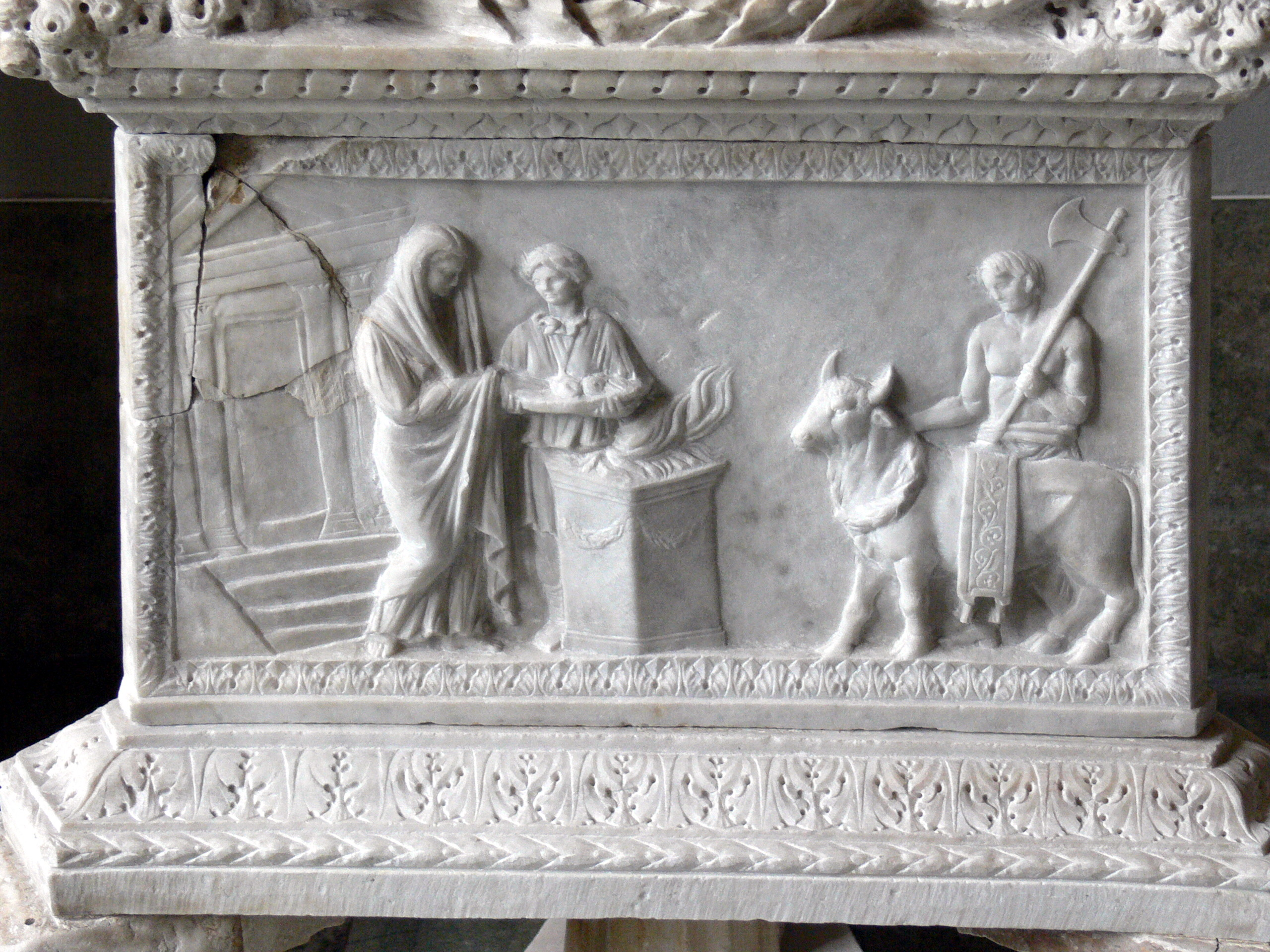
Haruspicii
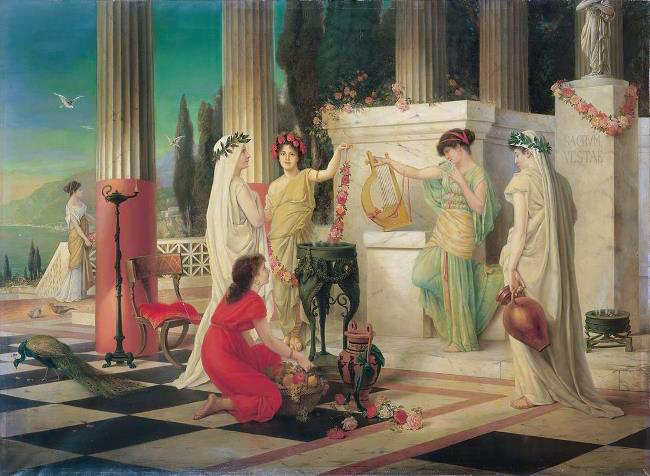
Vestalele

Erau sub comanda regelui, iar în timpul Republicii, era sub comanda marelui Pontif, dar sub supravegherea Senatului. Erau organizate într-o serie de colegii de preoți: 
- flaminii (în număr de 15, dintre care trei le dedicau cultul triadei străvechi: Jupiter-Marte-Quirinus),
- colegiul pontifilor,
- colegiul vestalelor (o slujeau pe zeiță Vestă, păzind focul sacru-simbol al vetrei și căminului)
- colegiul salienilor (care își celebrau sărbătoriile în cinstea lui Marte)
- fețialii care desfășurau ceremoniile religioase pentru declarația de război, aruncând cu lancea spre terenul inamicilor, și erau devotați lui Jupiter
- lupercii care în fiecare an, pe 15 februarie, celebrau purificarea și fertilizarea cetății în față grotei de pe Palatin;
- colegiul augurilor ce studiau semnele cerești și zborul păsărilor.
- Augurii puteau întrerupe orice activitate, ședințele politice și alegerile, dacă considerau că zeii nu sunt favorabili.
- Haruspicii interpretau organele interne ale mieilor sau vitelor sacrificate.

Funcțiile religioase erau ocupate doar de patricieni inițial, ulterior fiind gratuite și ocupate prin cooptare.

### Armata

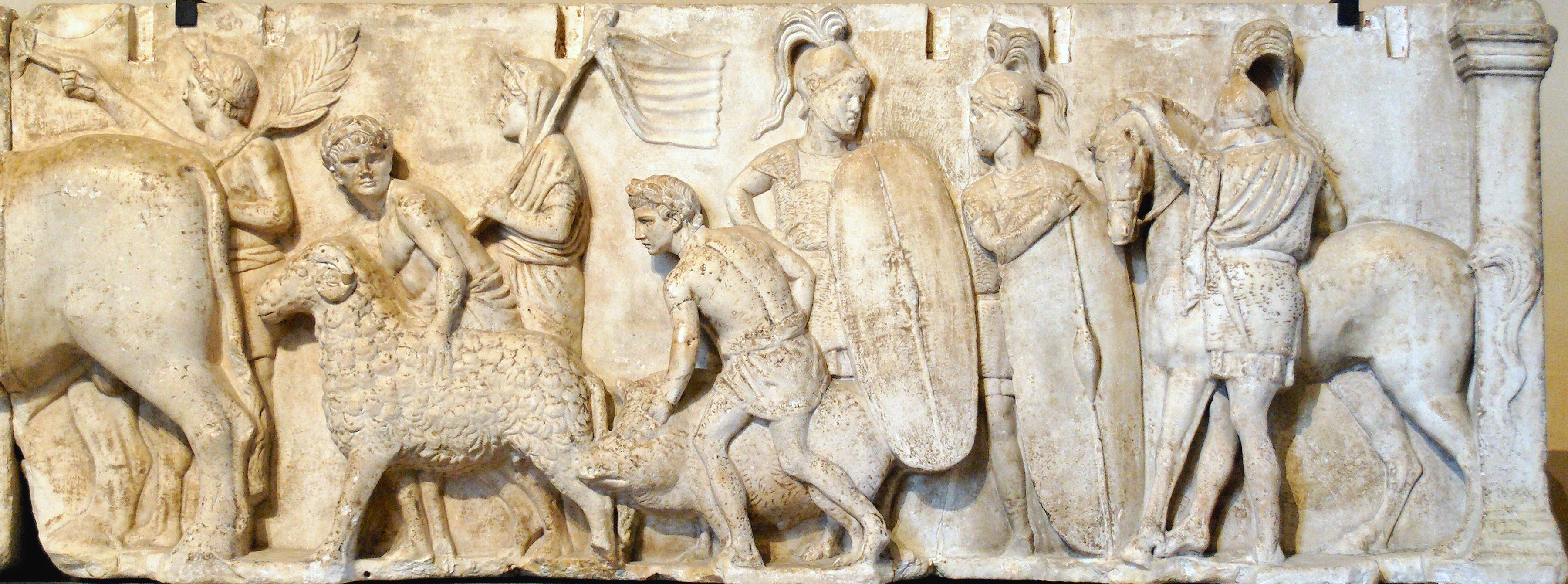
Soldați în fața unui altar

Armata era o instituție fundamentală, a cărei sistem a fost moștenit de la reformele regelui Servius Tullius. Armata avea în centrul ei centuria (unitate militară alcătuită din 100 de pedestrași) condusă de un centurion. Două centurii formau un manipul, iar șase centurii alcătuiau o cohorta. 10 cohorte alcătuiau o legiune. 
Călăreții erau organizați în turrnae. 
Fiecare clasa cenzitară avea un nume propriu de centurii pedestre, fiind în total 193 de centurii, la care se adăugau o centurie 10 centurii de călăreți și 4 centurii de meșteșugari și instrumentiști. O legiune cuprindea 6000 de soldați, condusă de un consul, pretor ori dictator. 
Erau înrolate trupe de italici pe post de trupe auxiliare, iar din secolul al III-lea î.Hr., a fost creată o flota militară. Cetățenii erau înrolați pe Câmpul lui Marte. Fiecare soldați își cumpără echipamentul pe cont propriu. Din anul 107 î.Hr., când generalul Marius, care a impus reforma militară, s-a renunțat la principiul claselor cenzitare în favoarea voluntariatului, iar statul se ocupă de echiparea soldaților și plata soldelor din pradă de război.

## Istoria Republicii Romane: de la înființare la expansiune

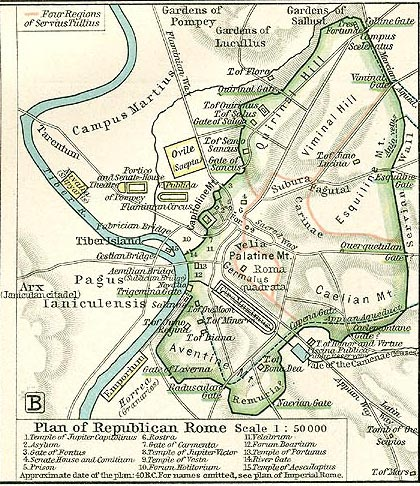
Hartă a Romei in timpul Republicii Romane

Versiunea lui Livius a înființării republicii spune că fiul ultimului rege al Romei, Lucius Tarquinius Superbus (Tarquin cel Mândru), Sextus Tarquinius, a violat o nobilă romană pe nume Lucreția. Lucreția și-a obligat familia să acționeze, prin aceea că și-a adunat rudele masculine, le-a spus ce s-a întâmplat și apoi s-a sinucis. Aceștia au fost obligați să o răzbune și au condus o răscoală prin care au expulzat din Roma casa regală (Tarquinii), aceștia găsindu-și un refugiu în Etruria.
Soțul Lucreției, Lucius Tarquinius Collatinus și Lucius Junius Brutus au fost aleși primii doi consuli, ofițerii șefi ai noii Republici. (Marcus Junius Brutus, care mai târziu avea să-l asasineze pe Gaius Iulius Cezar, a revendicat descendența sa din acest prim Brutus.)
Consulii timpurii au preluat rolurile regelui cu excepția înaltului său statut de preot în venerarea lui Jupiter Optimus Maximus la templul sacru de pe Colina Capitoliului. Pentru această îndatorire romanii au ales un Rex sacrorum sau „rege al lucrurilor sfinte”. Până la sfârșitul Republicii, acuzația că un om puternic ar fi vrut să se facă rege a rămas un memento de clătinarea carierei pentru urmași (asasinii lui Iulius Cezar au spus că încercau doar să ferească Roma de reabilitarea ei ca monarhie).

### Patricieni și plebei

Toga era îmbrăcămintea caracteristică bărbaților cetățeni ai Romei; purtarea sa era interzisă celor ce nu erau cetățeni.

Cetățenii din Roma erau împărțiți în patricieni și plebei. Aceste două clase se moșteneau ancestral. Deși patricienii monopolizaseră toate oficiile politice și probabil majoritatea averilor în Republica timpurie, au existat și plebei avuți, menționați în diferite documente istorice. Pe de altă parte, multe familii de patricieni și-au pierdut în decursul vremurilor atât bogăția cât și influența politică. Clasificările aveau sens predominant în funcțiile religioase, unde multe dintre posturile de preot erau sub restricția de a fi ocupate doar de patricieni.
Relația dintre plebei și patricieni s-a înăsprit. Plebeii doreau să aibă proprii magistrați, dar au fost refuzați. Între anii 494-493 î.Hr., au refuzat să se mai înroleze și   s-au retras pe Aventin, sau pe Muntele sacru, pentru a clădi propria lor comunitate 
În contextul nefavorabil, se acceptă înființarea tribunilor plebei, ajungând la un număr de 10, care aveau influență numai în interiorul Romei, participând la ședințele senatului, exprimându-și opoziția-dreptul de vot și își apărau interesele, reprezentantul lor fiind sacră. Aveau drept de inițiativa legislativă, iar tribunii plebei erau aleși de adunările plebei, apoi de comițiile tributa. Tribunii aveau în subordine edilii și chestorii, asemenea consulilor.
Dar pentru a fixa cutumele juridice, a început un alt conflict. Magistraturile au fost suspendate în 451 î.Hr., instituindu-se o comisie de decemviri formată din 10 patricieni care conduceau cetatea și aveau că rol redactarea scrisă a legilor romane.
După terminarea mandatelor, decemvirii refuzau să predea puterea, astfel este formată o altă comisie, alcătuită din 5 patricieni și 5 plebei, care forează cele 12 pachete de legi. Legile erau redactate pe tabule de bronz și afișate în forum, făcând referire la normele procedurale de judecată, aspectele privind moștenirile, tutela, datorii, interdicția înmormântării în interiorul orașului, interdicția căsătoriei dintre patricieni și plebei. Ultima a fost abolită în 445 î.Hr., prin Lex Canuleia. 
Plebeii doreau să aibă accesul la magistraturi consulare prin legile licino-sextine în 367 î.Hr. Primul consul plebeu a fost numit în 343 î.Hr., atribuțiile juridice ale consulului fiind cincedate pretorului. Obțin accesul și la colegiile religioase-cel al augurilor, prin Lex Ogulnia în 300 î.Hr. Deciziile plebeilor-plebiscitele, capătă valoare ded legi prin lex Hortensia din 287 î.Hr., și au devenit obligatorii fără acceptul senatului pentru patricieni.

### Cucerirea Italiei: Războiul cu etruscii

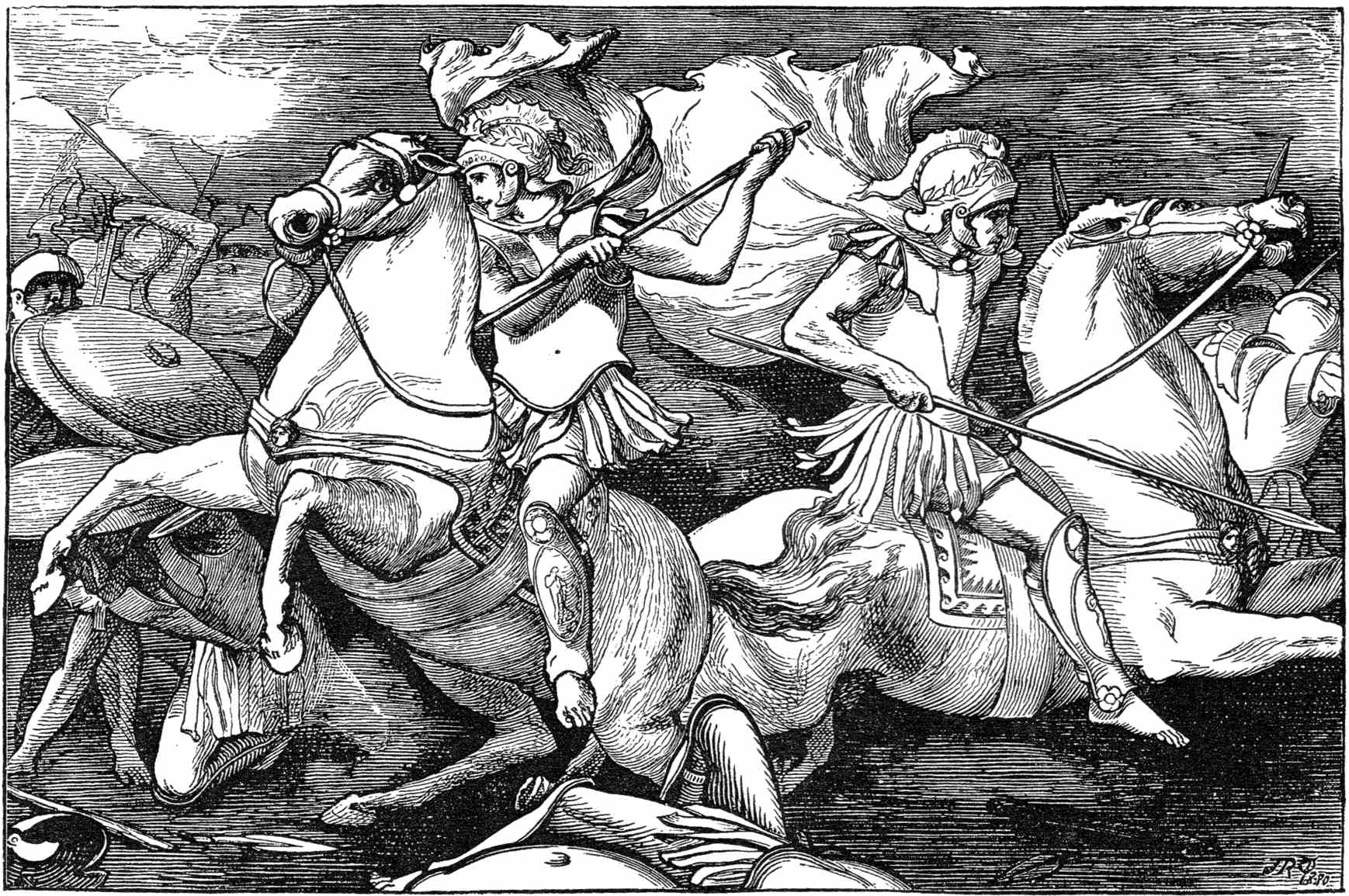
Bătălia de la Lagul Regillus

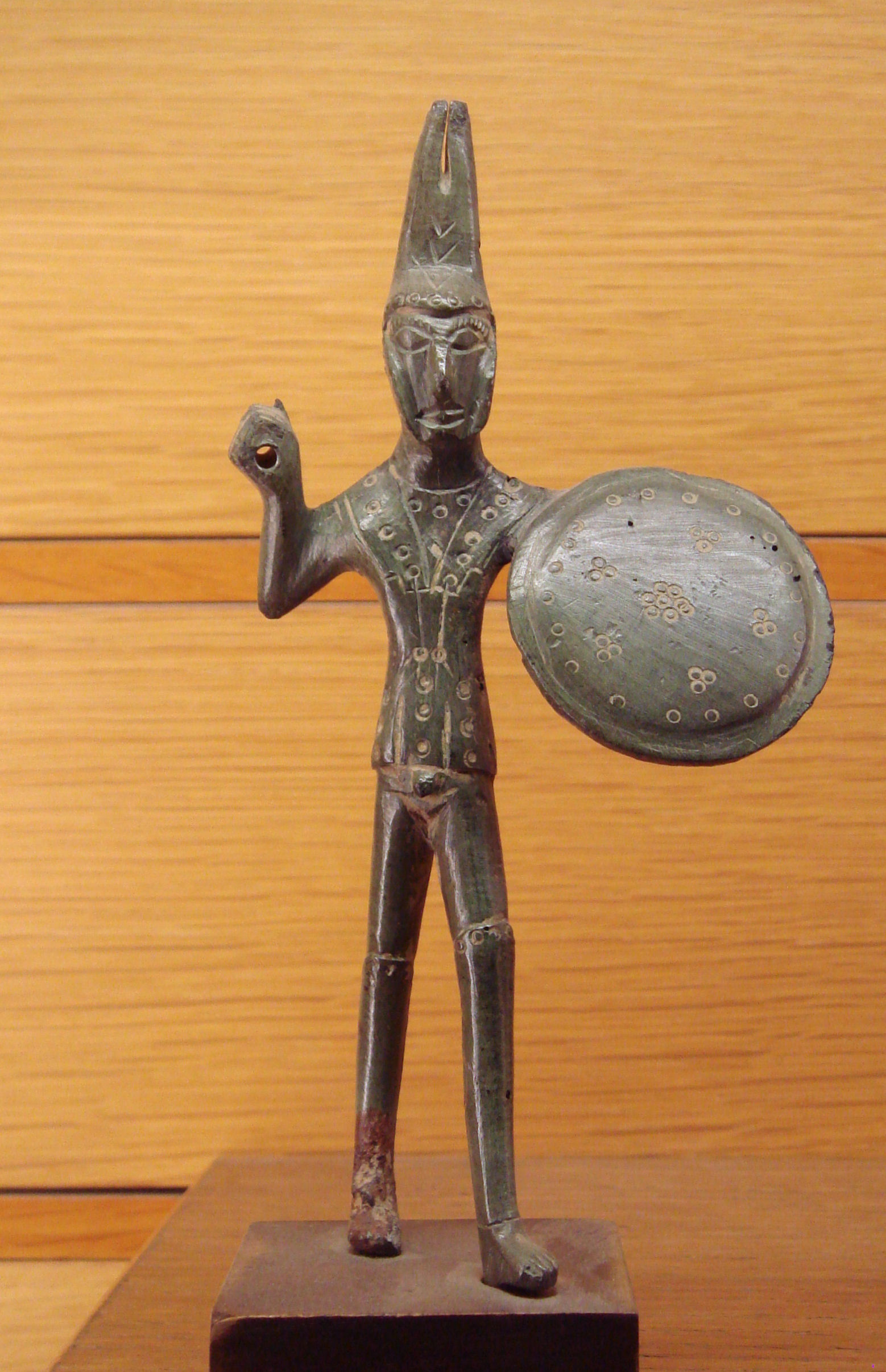
Războinic etrusc

Italia era la început ocupată de populații numeroase indoeuropene, iar relațiile dintre acestea și Roma au presupus contacte militare sau stabilirea unor alianțe. Nevoia de a ocupă zone agricole, ogoare și pășuni, accesul la sare și resurse metalifere, i-a determinat să conducă campanii împotriva samniților, campanienilor, etruscilor, galilor și orașelor grecești. 
Roma se afla în coaliția latină, membră cu drepturi și obligații egale cu ale celorlalte cetăți. Roma se impune că hegemon al acestei ligi, afirmându-și preponderență asupra altor populații vecine din Latium. 
Expansiunea începe imediat după alungarea ultimului rege. În 507 î.Hr., Clusium, un oraș etrusc, și-a impus autoritatea asupra Romei, impunându-i interdicția de a utiliza fierul în afară utilajului agricol, și a demarat o procedura de confiscare a pământurilor. Etruscii și-au impus stăpânirea teritoriului până în Campania, unde sunt opriți de coloniile grecești. romanii își obțin independența în 506 î.Hr., prin victoria de la Aricia. 
În primul sfert al secolului al V-lea, puterea etruscilor intră în declin, atunci când etruscii sunt înfrânți în față tiranului Siracuzei, Hieron I, la Cumae. Etruscii își pierd teritoriile din nordul Italiei după intervenția celtilor.
În anul 496 î.Hr., sub comanda lui Postimus Albus și Titus Aebutius Elva ca Magister Equitum, romanii au învins Liga Latină în Bătălia de lângă lacul Regillus. Presiunea exercitată de triburilor muntene asupra Latiumului i-a determinat pe romani să încheie în 493 î.Hr. un tratat "foedus" Cassianum, inițiat de Spurius Cassius, asigurând autonomia Romei față de Liga Latină, și care prevedea: furnizarea contingentelor militare în proporții egale, împărțirea egală a prăzilor de război și a pământului. 
Politică externă era stabilită în comun, astfel, luptele împotriva hernicilor, volscilor și equilor erau datorate unor eforturi comune ale membrilor Ligii Latine.
În 491 î.Hr., un trădător de patrie, Coriolan, ce comandă un contigent de volsci, este înfrânt de romani. 
În 460 î.Hr., Sabinii au pătruns în Roma, sub comandă lui Herdonius, susținut din interiorul orașului. Au fost respinși de romani susținuți de Tusculum. Volscii, ernicii și equii au aderat la tratatul lui Spurius Cassius. 
Între 458 și 431, după eforturile depuse de L. Quinctius Cincmnatus și A. Posthumius., volscii sunt învinși.
Din 448 î.Hr., sabinii nu au mai reprezentat o amenințare pentru Roma. Volscii și equii au continuat să-i hărțuiască pe latini și pe romani până la sfârșitul secolului V î.Hr.  Romanii au cucerit două poziții, Tibur și Praeneste. Spre sfârșitul secolului al V-lea, romanii cuceresc capitală volscă, Terracina, pe locul ei înființând colonia latină de la Circei. 
Equii sunt definitiv înfrânți între 418-415, iar cetățile lor sunt ocupate. 
Etruscii se mențin între timp, cucerind Ianiculum, în timp ce romanii ocupă Fidenae, vechi aliat al orașului etrusc Veii, în 435 î.Hr.
Temându-se de influențele etrusce ce au pătruns la Roma, latinii și grecii din Cumae au militat pentru restaurarea Tarquinilor. Roma a profitat concurența pentru supremație în interiorul confederației latine, întocmită între Ardea, Lavinium, Aricia și Tusculum, însă era izolată în cadrul limitei incintei sale și ale "ager-ului" (ogorul roman), întins până la câteva mile de oraș. Roma era supusă de multe decade unui asediu permanent exercitat de vecinii săi de-a lungul secolului V î.Hr. Relațiile cu Etruscii nu au fost excelente, iar Veii, la granița Etruriei, la 17 km de Roma, pe malul drept al Tibrului, au blocat comerțul cu sare și pădurile de pe acest țărm și căile de acces spre Campania (ce avea sol fertil). 
Conform legendelor, 300 de membri și clienți ai gintei Fabia, au purtat un război pe aceste meleaguri. În 426 î.Hr., romanii au ocupat Fidenae, iar în 416 î.Hr. și Veii. Veienii au trimis soli în restul Etruriei, lăudându-se că au învins trei generali romani într-o singură bătălie. 
M. Furius Camillus, fiind sprijinit de etruscii din Caere, a cucerit și distrus orașul Veii din temelii și i-a vândut locuitorii ca sclavi. Etruscii aliați au primit cetățenie romană limitată. Nu au dispărut litigiile cu latinii, miza fiind controlul așezării Ardea, situată la 42 de km de Roma. Romanii obțin salinele de la gurile Tibrului și supun alte centre etrusce, printre care și Volsinii, centru religios etrusc.
Roma și restul Latiumului s-au confruntat cu puternică presiune din partea populațiilor sabellice, coborâte din munți. Muntenii doreau să se stabilească în Latium, iar samniții s-au stabilit în Campania. Volscii, sabini, equii și hernicii invadau au invadat Latium. Multe dintre cuceririle și coloniile puse pe seama Romei aparțineau Ligii Latine, iar Roma a făcut compromisul de a acceptă invadatorii, printre care cei 5000 de sabini, conduși de Appus Claudius. Sabinii au ocupat regiunea etruscizată de pe valea mijlocie a Tibrului, blocând accesul Romei spre Campania.
În 393 î.Hr., Roma se baza pe 152 000 de cetățeni mobilizabili.

### Invazia celtică

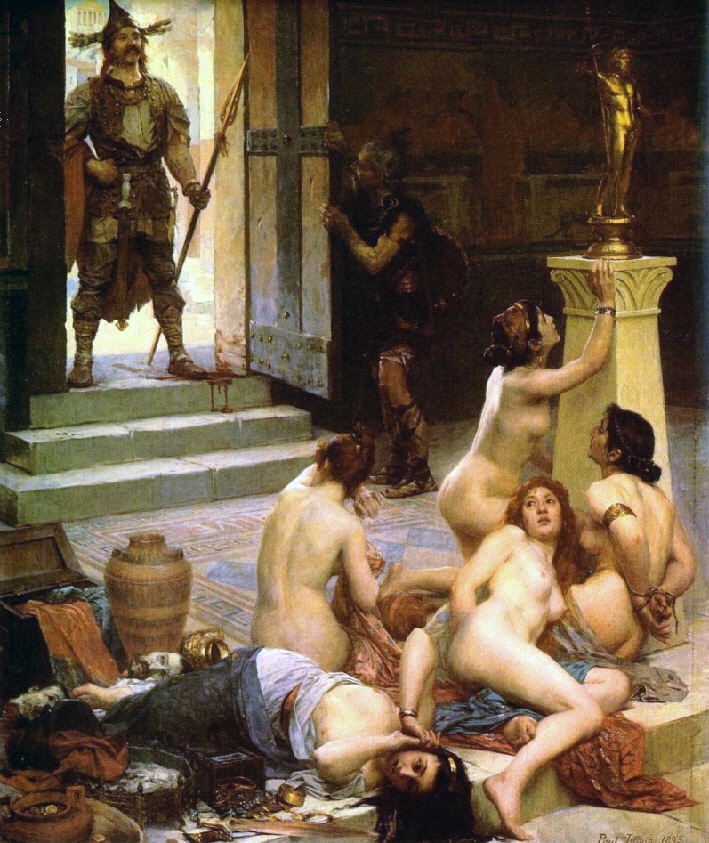
Brennus

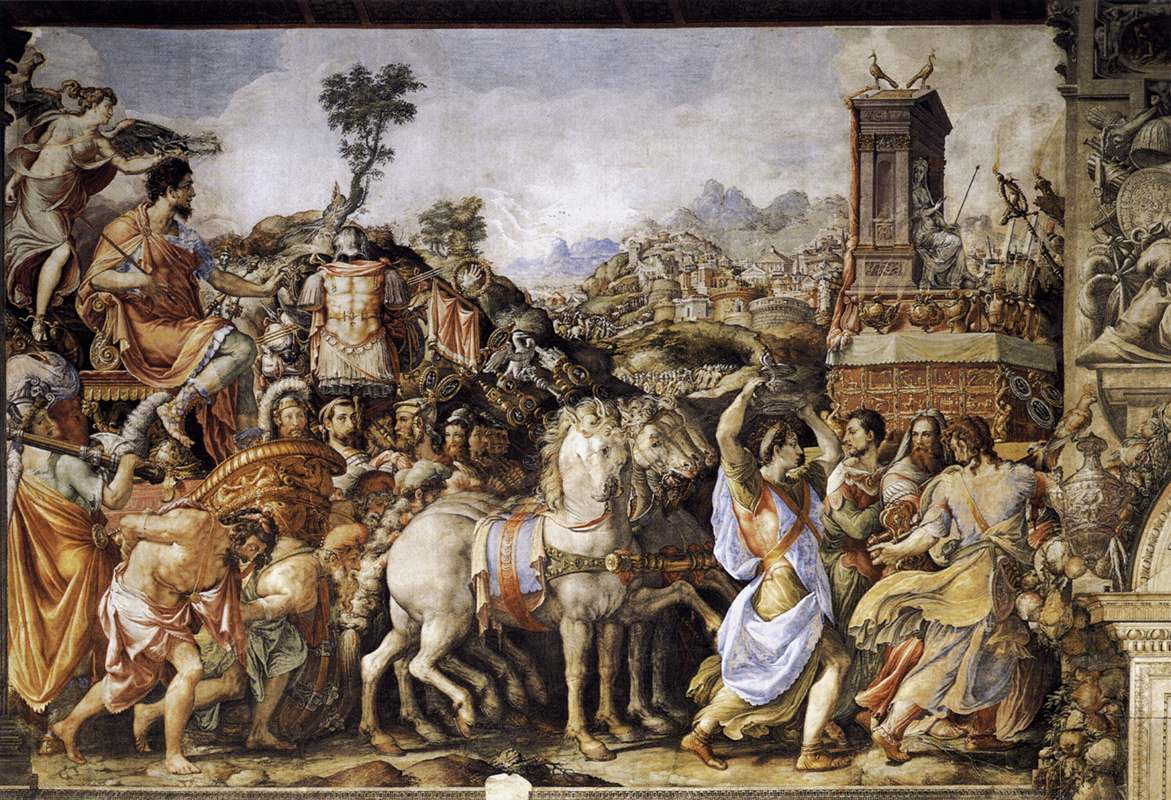
Triumful lui Camillus

Celții au fost ultimul val de populație indo-europeană ce au coborât în Italia, dinspre nordul peninsulei. Prima migrare a fost în timpul domniei primului rege etrusc, la sfârșitul secolului al VI-lea, iar cea de-a două a fost între secolele V-IV î.Hr. Migrația celtilor a stopat expansiunea etruscă din nordul peninsulei atunci când s-au stabilit în Câmpia Padului, de unde vor organiza incursiuni militare spre centrul și sudul peninsulei. 
Între 391-390 î.Hr., are loc prima mare invazie a celtilor, devastând cetatea Clusium. Fabii au rezistat împotriva celților, determinând atacul celților asupra Romei în 390.
Galii senoni au năvălit asupra orașelor etrusce din valea Padului, formându-se Galia Cisalpină. Sfătuite de emisarii Siracuzei, aflată în război cu cetatea etruscă Caere, numeroase cete de gâli s-au răspândit în Italia centrală și meridională. Una dintre aceste bande celtice, cea comandată de Brennus, la 18 iulie 387-386 î.Hr., pe râul Allia, la 15 km de Roma, a zdrobit forțele romane și a ocupat Roma , cu excepția Capitoliului, unde s-au retras ultimii apărători ai cetății.
Romanii au trebuit să-și răscumpere eliberarea și să-i convingă pe gâli să se retragă, după ce au asediat Capitoliul timp de 7 luni. O legendă spune că într-o noapte, când galii se îndreptau să asedieze Capitoliul, pașii lor au trezit Gâștele Capitoliului. Gălăgia făcută de gâste i-au anunțat pe romani sosirea invadatorilor și i-au respins. 
Retragerea galilor a costat 1000 de libre de aur. Potrivit lui Titus Livius, în timpul unei dispute ce priveau ponderile utilizate pentru a măsură aurul, Brennus și-a aruncat sabia pe cantar și a rostit faimoasele cuvinte " Vae Victis !", care se traduce din latină: "Vai de cei învinși !".
Senatul apelează la Camillus, aflat în exil la Ardea. Îl numește în funcția de dictator și-i încredințează, odată cu ultimele forțe armate, soarta Romei. Cunoscând tactica galilor, Camillus își adaptează trupele la această, izbește surprinzător și toacă sistematic armata dușmană, reușind să-i alunge pe gâli din Latium. La Veii și la Ardea, Camillus a reconstruit armata romană, iar cetatea Caere a sprijinit Roma, primindu-i zeii, preoții, obiectele sacre, furnizându-i un ajutor militar substanțial, care i-a permis să îi învingă pe gali. Alte raiduri celtice au fost respinse.
După 380 î.Hr., Roma a fost reconstruită, fiind ridicată o nouă incinta și primind un perimetru de 430 hectare. Republica Romană a fost în continuare aliată cu etruscii din Caere, sprijind expedițiile maritime ale acestora. S-a încercat încheierea unei coalizări cu cetatea greacă a Massiliei și Roma, ajunsă una dintre cele mai importante orașe italiene, cunoscută de istoricii greci.
Între 367-360 î.Hr., celții atacă din nou Roma, iar în 358 î.Hr., ajung în Campania, unde sunt respinși. Invazia celtilor a reliefat slabă organizare defensivă a cetății, atunci nefiind ziduri care să oprească atacurile, precum și organizarea slabă a trupelor. Invaziile au determinat multe cetăți să iasă din coaliția romană, inclusiv cele etrusce ca Falerii, Caere, Tarquinium , Fidenae și cele ale voileilor. 
În privința organizării militare, se asigura o atenție asupra mobilității trupelor terestre, cască de piele fiind înlocuită cu una din fier, iar scutul este întărit cu lame din bronz.Se introduc manipulii, formațiuni mici și mobile, în locul falangei grele. 
Între 358-354 î.Hr., Roma impune latinilor pacea între așezările lor și au exercitat un protectorat asupra Etruriei. În 348 î.Hr., a încheiat un tratat cu Cartagina.
Invaziile ulterioare ale celtlor au slăbit Etruria și Latium. Amenințarea galică a fost eliminată în 332-329 î.Hr.

### Războaiele romano-samnite

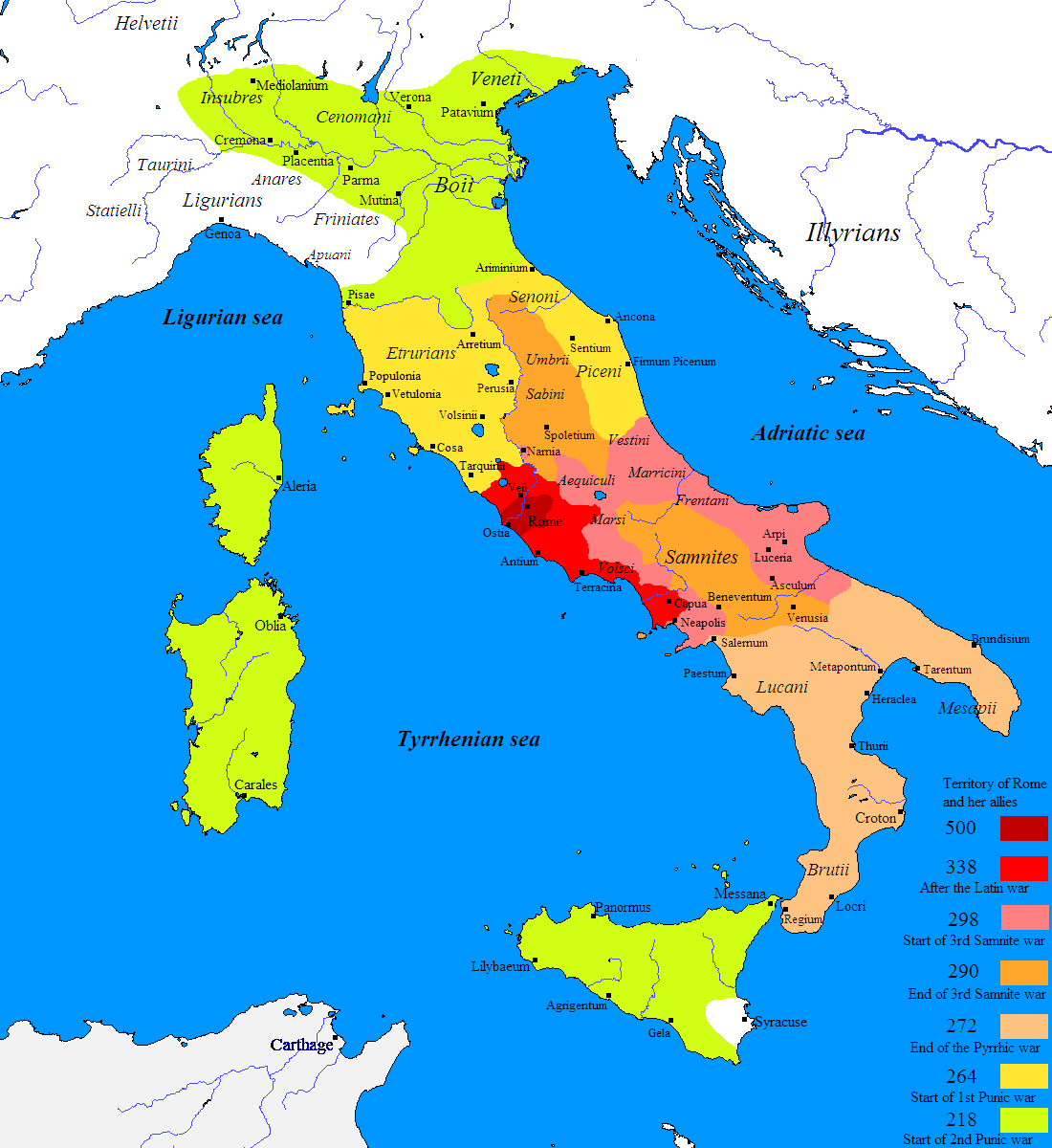
Cucerirea Italiei

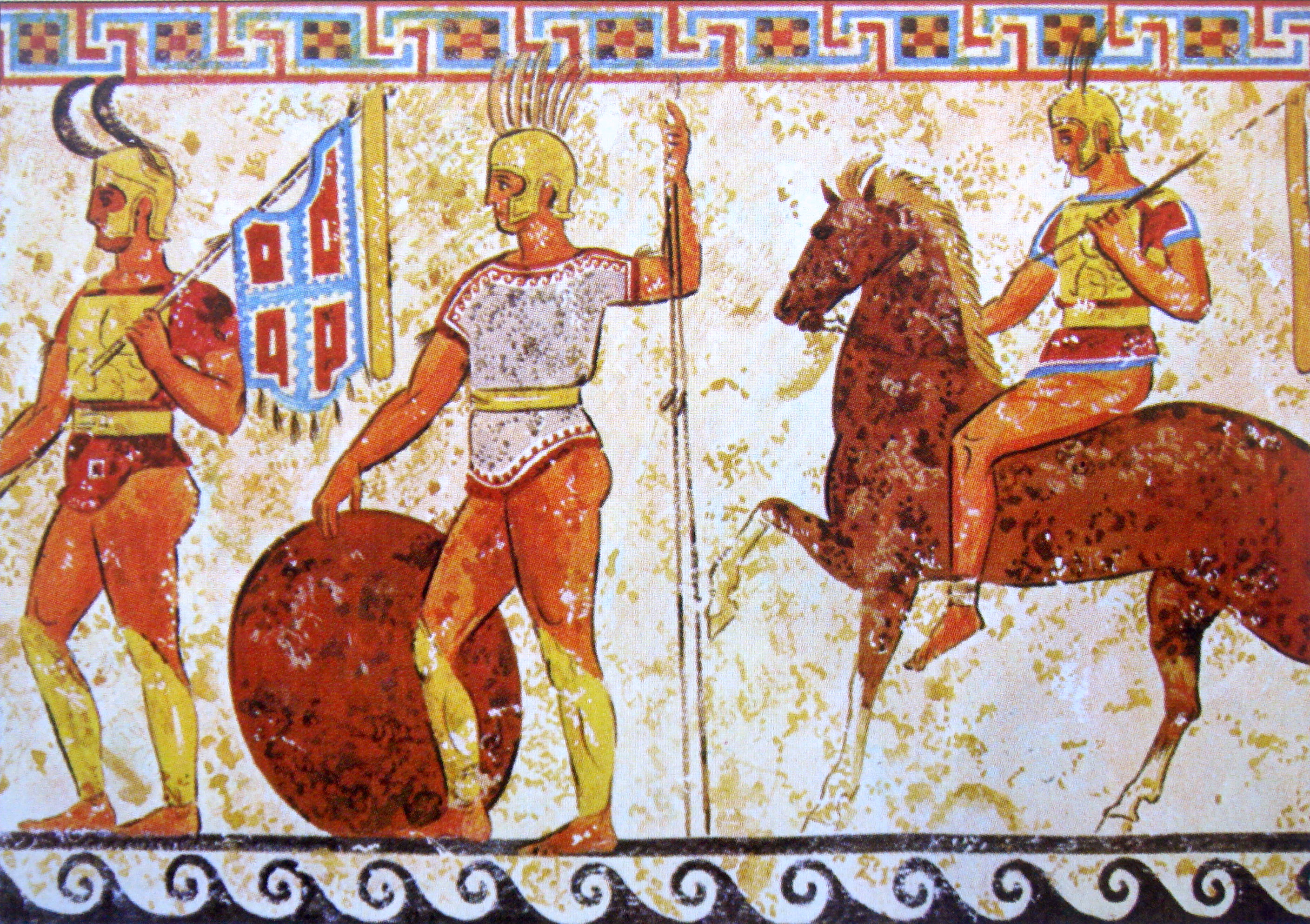
Soldați samniți

Samniții și triburile sabelice erau reunite într-o confederație, în zona central-sudică, fiind o populație de păstori. Din zonele montane au traversat Campanie spre zonele de câmpie litorală, intrând în conflict cu cetățile campaniene. 
Roma a reluat și accelerat expansiunea în toate direcțiile. Armata romană concentra 10 legiuni. 
A intervenit în conflictele dintre muntenii samniți și agricultorii campanieni.    
Inevitabilă ciocnire cu federația samniților a avut loc și a fost cumplită. Romanii stânjeneau transhumanța samniților spre pășunile de pe litoral, samniții fiind săraci, dar numeroși și buni războinici. Au atras de partea lor populații italice, iar în anii 348-338 î.Hr., a fost momentul crucial în expansiunea maritimă romană, Roma, fiind abia intrată într-o politică mediteraneană datorită raporturilor sale cu orașul etrusc Caere, care măsură 150-420 hectare, dispunând de o flota numeroasă, cu strânse legături cu Cartagina. 
Treptat, prin înfrângerea samniților de lângă muntele Gaurus și de la Suessula, Capuâ și și Neapolis au fost subordonate Romei, trecute sub protectorat roman, iar Latium era încercuit de garnizoanele romane, creându-se coloniile de la Norba și Setia.
Între 343-272 î.Hr., s-au desfășurat cele patru războaie romano-samnite. În 343 î.Hr., campanienii sunt înfrânți de samniți și se retrag în capitală lor Capua, de unde cer ajutor Romei.Romanii nu au intervenit în conflict pentru că semnaseră anterior un acord cu samniții. Campanienii au promis că vor intră sub deplină lor stăpânire dacă romanii vor interveni de partea lor. Capua era un oraș bogat, iar ogoarele fertile vor constitui un important câștig pentru romani. Din punct de vedere strategic, o instalare romană în zona, ar fi însemnat o încercuire a Latimului și o eficientă modalitate de a o controla. 
Miza era dominarea peninsulei italice. Romanii au tăiat accesul samniților spre cele două țărmuri maritime, i-au atacat din spate, din Apulia. 
Pentru a încerca să-și recapete libertatea, orașele ligii latine, precum și orașele Capua și Cumae se revoltă între 341-338 î.Hr. Revolta este suprimată prin victoria romană de la Capua în 340 î.Hr. și prin cucerirea centrului Antium din 338 î.Hr., marcând instaurarea hegemoniei romane în Latium și Campania. Prin noul acord, Liga Latină a fost desființată, iar orașelor latine li s-au impus interdicția de a practică comerțul între ele și de a încheia căsătorii, dar își păstrau autonomia internă, singurele raporturi externe fiind cele încheiate cu Roma. Nu mai aveau drepturi politice, aveau obligația de a datora Romei contigente militare pe timp de război și contribuții fiscale. Roma întemeiează colonii romane, populate cu cetățeni soldați, la Antium și Terracina. S-a ajuns la un acord cu Capua, care era principalul rival al romanilor la dobândirea supremației în Italia. Cetățile grecești din sud au solicitat sprijinul romanilor spre a-și rezolva divergențele interne, iar diverse familii nobile romane au acționat în Campania și Italia meridională. Sunt încheiatelegături, alianțe familiale, între aceste ținuturi și Roma.
În 321 î.Hr., când armata romană se străduia să se strecoare în inima zonei samnite, între Capua și Benevent, s-a produs catastrofă-trupele romane, comandate de consulii Veturius și Postumius, au fost atrase în cursa întinsă în trecătoarea Caudium de samnitul Gavius Pontius. Romanii au capitulat și au trecut dezarmați sub jugul alcătuit din lăncile învingătorilor-celebrele furci caudine. A fost una dintre cele mai mari eșecuri din istoria militară a Romei. Roma pierde Luceria și Fregellae.
Teritoriul este recâștigat prin recucerirea litoralului adriatic, dar în 312 î.Hr. o nouă ofensivă samnită provoacă grave pierderi romanilor, în bătălia de la Lautullae. Deși zona Campaniei trecuse de partea samniților, Roma a reușit să recupereze Terracina, Capua și Nocera. romanii au început construirea drumului care trebuia să lege Capua de Roma, via Appia.
În 315 î.Hr., samniții i-au învins pe romani la Lautulae. Numeroase populații și orașe italice au fost captate într-o coaliție antiromană, din care făceau parte etrusci, munteni sabellieni și gali. Soarta războiului închină în favoarea Romei din 314 î.Hr. 
Între 318-312 î.Hr., Capua a fost anexată de romani și au instalat colonii în fertilă Campania. În 304 î.Hr., s-a încheiat o pace favorabilă romanilor, însă intervenția lor în Lucania a determinat reluarea conflictului și victoria clară a legiunilor la Sentinum în 295 î.Hr. , asupra armatei gallo-samnito-etrusce. Samniții au fost alungați de pe teritoriile lor și împinși spre Etruria. Roma a câștigat controlul asupra Italiei, dar samniții au continuat să reziste și să se opună, astfel, abia în 272 î.Hr., au fost definitiv învinși și supuși Romei. Astfel, a luat astfel naștere statul romano-campanian.

### Războiul cu Pyrrus

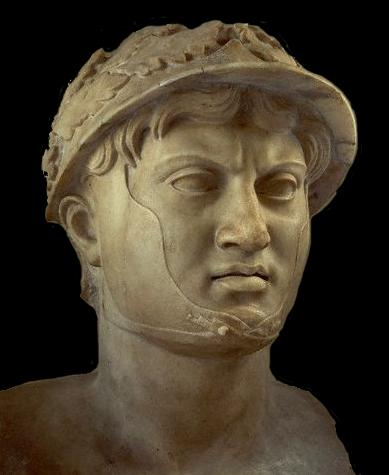
Pyrrhus

Razboiul Pyrrhic

Legiunea polibiană

Un pericol major s-a conturat în sud, când bogata și influenta cetate grecească din sudul Italiei, Tarentul, nu a acceptat distrugerea samniților, nici alianța dintre Roma și Cartagina, prin care și-au delimitat zonele lor de influență în Italia și Sicilia. 
Sprijinită de aliații ei  oșci și campanieni, Roma a lansat o expediție militară în golful Tarentului. Tarentinii au solicitat și obținut sprijinul militar al generalului elenistic,Pyrrhus din Epirus. El a ajuns rege al Epirului în 296 î.Hr., și după ce a fost alungat din Macedonia, a debarcat în Italia în fruntea unei armate elenistice disciplinate și bine antrenate de 25 000 soldați, dispunând și de 25 de elefanți de luptă. 
Înfruntarea la Heracleea a fost un dezastru pentru legiunile romane, elefanții de lupta i-au înspăimântat pe romani, iar falanga i-a derutat, pierzând o treime din efectivele lor de lupta. Pyrrhus a lansat un marș triumfal asupra Romei , la 60 km de oraș, iar Senatul, îndemnat de Appius Claudius, nu a acceptat conditile de pace propuse.
În 279 î.Hr., Pyrrhus a repurtat o victorie îndoielnică asupra romanilor în Apulia, la Asculum-Victorie a la Pyrrhus. Romanii au pierdut 6000 de soldați dintre cei 40000, dar și Pyrrhus a pierdut 3000. Pyrrhus a traversat Sicilia, unde timp de 2 ani a luptat împotriva cartaginezilor și grecilor, răsculați împotriva să. Reîntors în Italia, este înfrânt în 275 î.Hr. de romani la localitatea Maleventum, rebotezată după luptă-Beneventum. Dezamăgit, regele se reîntoarce în Grecia. Romanii au învățat din acest război să lupte mai organizat, să ridice tabere fortificate și castre.
În 272 î.Hr., Tarentul a capitulat și este jefuit, romanii cunoscând vesela de lux a grecilor și sculpturile lor magistrale, i se
impun mari despăgubiri de război, dărâmarea zidurilor, primirea unei garnizoane romane, intrarea cetății în sistemul alianțelor romane.  Roma a devenit incontestabilă stăpână a Italiei-de la Rubicon până la strâmbtoarea Messina. 
În 265 î.Hr., sub presiunea aristocrațiilor locale, Volsinii și Vulci, ultimele cetăți etrusce independente, au trecut sub ocupația Romei. Pentru a supune alte populații italice, Roma a recurs la soluția "Divide et impera", a recurs de la anihilarea totală până la temelii a așezărilor inamice și primirea în rândurile ale cetățeniei romane, fie ale aliaților, socii-noii supuși, fără a exclude amputarea teritoriilor ce le aparțineau, năruirea fortificațiilor, obligațiile, tribut și furnizarea proviziilor livrate romanilor, alianțe, implantarea de colonii-populate cu soldați lăsați la vatră așezați în punctele strategice ale Italiei. Multe cetăți subjugate își păstrau largă autonomie locală, în domeniul instituțiilor, iar alianța cu Roma se baza pe cooperarea între orligarhiile locale și nobilimea romană, iar elitele indigene erau dependențe de nobilii romani prin complexe legături de ospitalitate, clientelă, obligații reciproce, înrudiri. Clienții , ca negustori activi, aveau nevoie de supunerea altor populații, care le aduceau profit, iar romanii și-au reprezentat cucerirea Italiei ca o defensivă permanentă, pradă de război și ambițiile expansioniste cântărind mult. Latinizarea n-a fost impusă cu forța, aculturația nefiind obligată, ci acceptată voit de aliați-socii, însă latină cu dificultate se va impune în Magna Graecia. 
Roma a devenit o superputere mediteraneană veritabilă, de ea depinzând orașe maritime și comerciale. Confruntarea dintre Italia și Cartagina în plină expansiune părea inevitabilă, iar Sicilia era prea bogată și importantă strategic ca să opereze că un tampon dintre cele două mari puteri.

### Războaiele punice
Articolul principal: Războaiele punice
Imediat ce Roma și-a consolidat controlul în peninsula italiană, a trebuit să înfrunte o serioasă confruntare cu Cartagina, într-o serie de trei războaie punice (punic este latinul pentru fenician) (264-241 î.Hr., 218-202 î.Hr. și 149-146 î.Hr.). După aceste conflicte, Roma a devenit indiscutabil cea mai puternică națiune din Europa și spațiul mediteranean, un statut pe care îl va păstra până la divizarea Imperiului Roman între Imperiul Roman de Apus (care a căzut în anul 476) și Imperiul Roman de Răsărit, numit și Imperiul Bizantin (care a supraviețuit până în 1453).
Cartagina, o colonie feniciană de pe coasta Tunisiei de azi, era în anul 264 î.Hr. o republică oligarhică, un puternic oraș-stat cu un vast imperiu, și, cu excepția Romei, cea mai mare putere din vestul mediteranean. În vestul Atenei, dominanța navală a Cartaginei era incontestabilă, însă armata sa de uscat era foarte incompletă. Cetățenii săi rareori luptau direct împotriva inamicilor lor pe sol; în loc de asta preferau să folosească imensa avere agonisită prin comerț pentru a angaja mercenari să lupte în războaie în locul lor.

#### Primul Război Punic

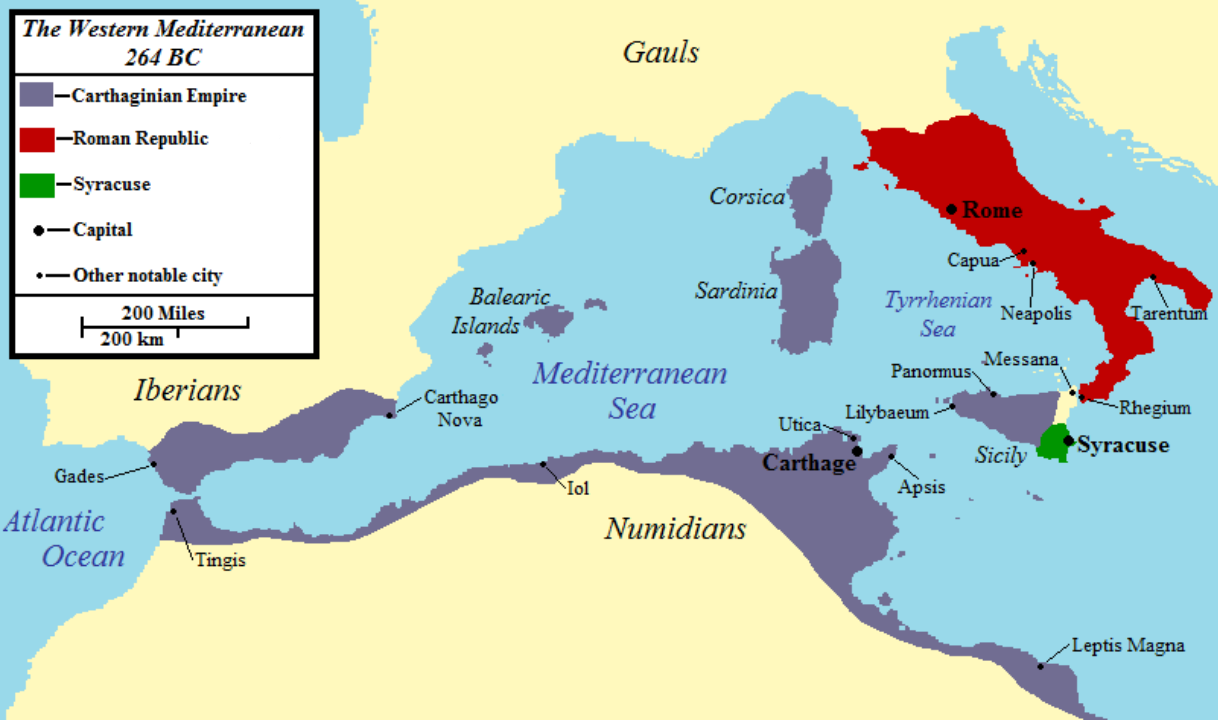
Primul Război Punic

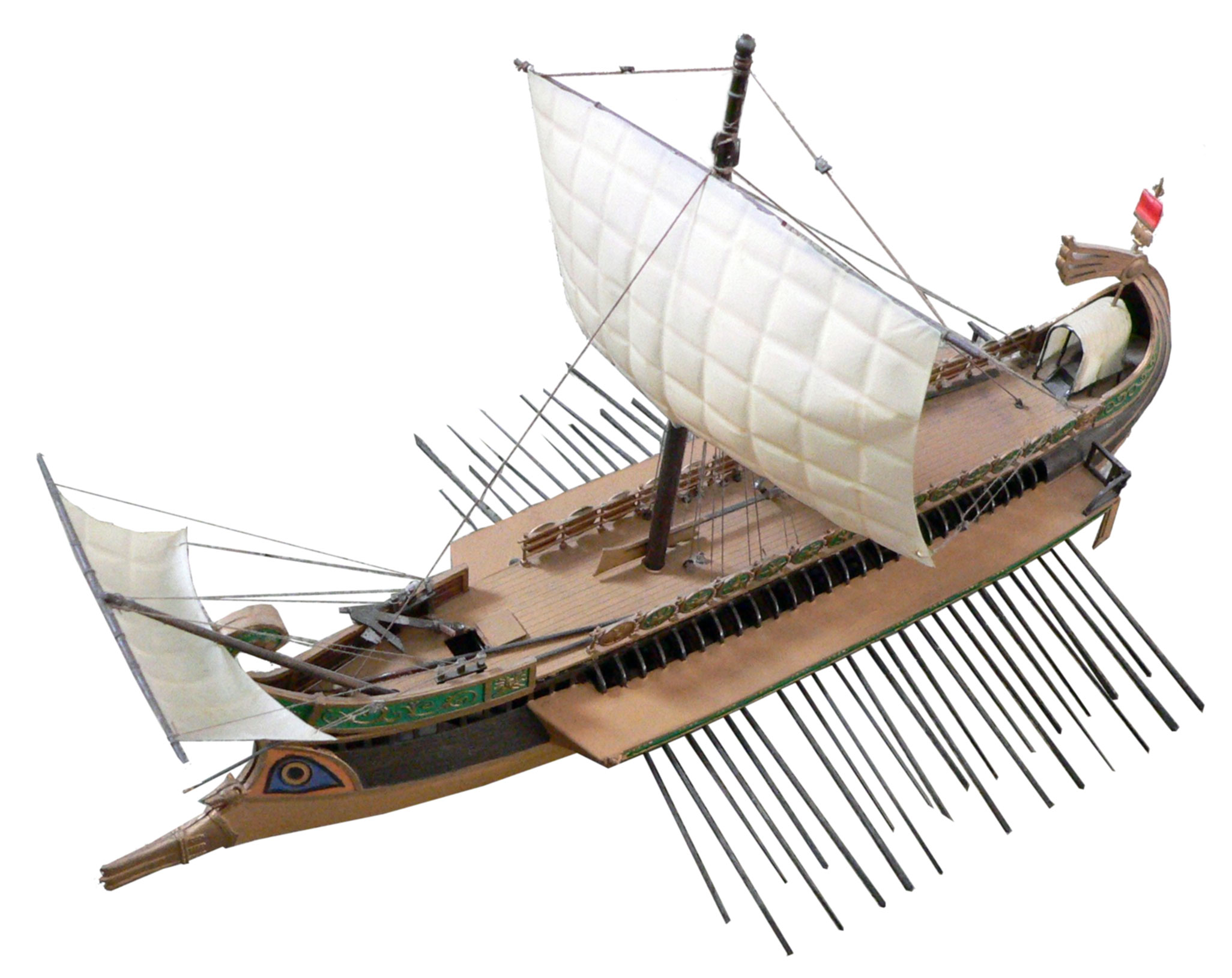
Triremă

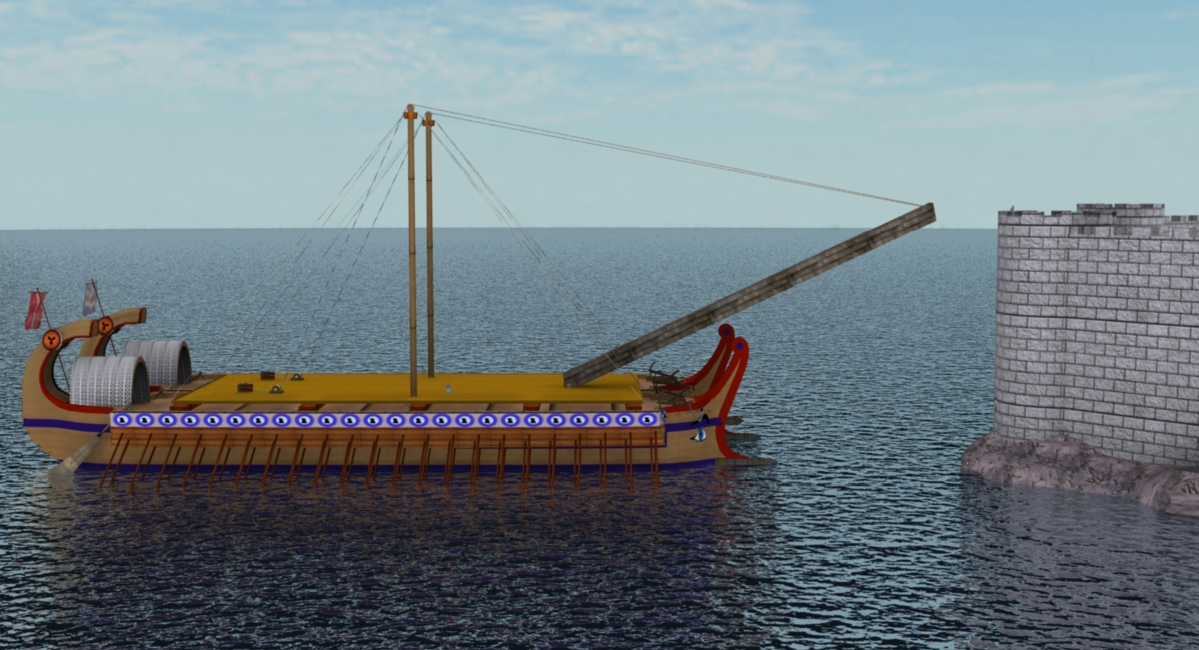
Corvus

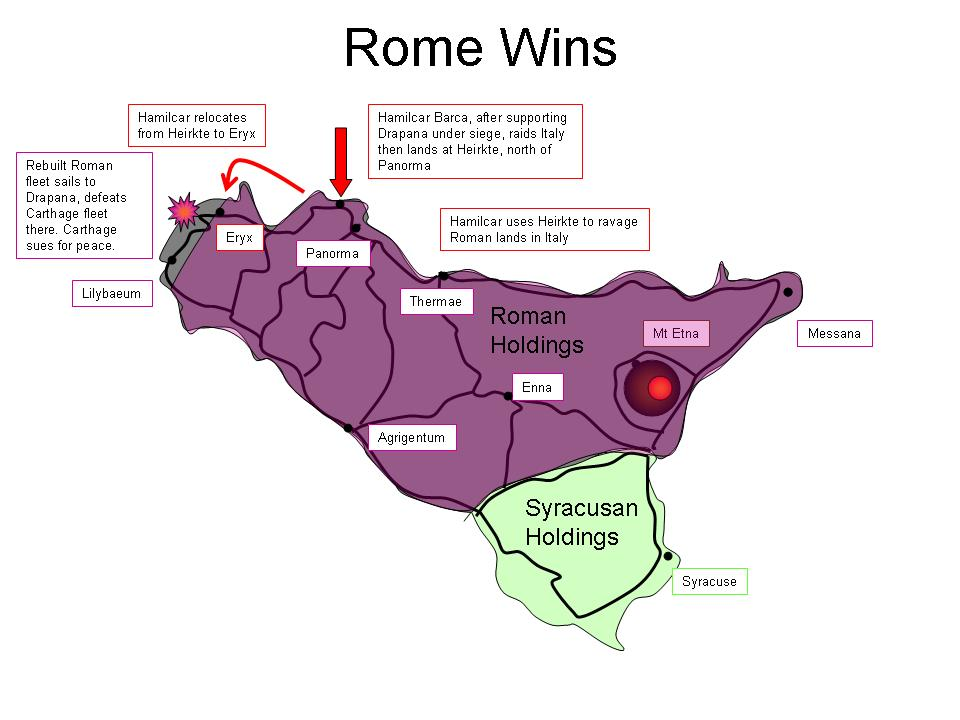
Sicilia

În acest conflict nu mai era în joc destinul Italiei, ci soarta întregului bazin mediteranean și a Romei însăși. Roma, în 264 î.Hr., avea un tratat de alianța cu grecii din Rodos, dar nu concepuse o strategie orientală. Acordurile încheiate cu cartaginezii îi interziceau comerțul cu Sardinia și Africa, dar îi îngăduia și accesul în Sicilia, survenind mărul discordiei. 
Regatul grec al Siracuzei fusese salvat de amenințările cartagineze de către Pyrrhus și de basileul sau, Hieron ÎI. Dar mamertinii, mercenari campanieni-oșci, inițial în slujba Siracuzei, au pus stăpânire pe Messina și au jefuit Sicilia orientală. Cartagina, deținătoarea unor baze politico-militare în Sicilia, le-a impus protectoratul său când Herion era să-i calmeze. 
În 269 î.Hr., când Roma avea de furcă cu alți mercenari campanieni la Rhegium și în Calabria, mamertinii s-au pus sub protecția Romei preocupate de lichidarea ultimelor rezistente etrusce. Comițiile centuriate, împotriva ezitărilor senatului, acceptă colaborarea cu mamertinii și apărarea Messanei împotriva agresiunii Cartaginei. Romanii aveau o slăbiciune pentru oșci. Trupele romane alungă din Messana garnizoana cartagineză, abia instalată, și în 263 î.Hr., a încheiat pace cu Siracuza, care plătea 100 de talanti ca despăgubiri de război și s-a aliat cu Roma împotriva Cartaginei. Forțele militare angajate în conflict erau egale, dar confruntate cu greutăți financiare în propriile cetăți. 
Sprijiniți de siracuziani, în 262 î.Hr., romanii au cucerit Arigentium și au vândut locuitorii acestei cetăți ca sclavi. 
În 260 î.Hr., romaii au fabricat o flota militară, destinată protecției bazelor proprii și blocării bazelor punice.În scopul de a compensa lipsa de experiență , romanii au echipat noile nave cu un dispozitiv special de îmbarcare ,"Corvus", prin intermediul căruia, romanii intrau la bordurile corăbiilor cartagineze și îi confruntau pe cartaginezi direct. În loc de a manevră cu berbec , care a fost tactică năvală standard în acele vremuri , navele echipate cu Corvus manevrau alături de navele inamice , atașând podul de nava inamică . Noua armă și-a dovedi utilitatea în Bătălia de Mylae , în nordul Siciliei,  prima victorie navală a Romei.  Biruința a fost sărbătorită fastuos la Roma. 
În 256 î.Hr., consulul Marcus Attilius Regulus, dopat de o victorie navală, a lansat o ofensivă în Africa. Expediția a eșuat lamentabil, corpul expediționar silit să capituleze. După câteva victorii, Regulus a fost învins de Xantippos, general spartan, aflat în serviciul Cartaginei. Xantippos l-a zdrobit pe Regulus în Bătălia de la Tunis. Consulul a fost luat prizonier, trimis la Roma pentru a negocia pacea și ulterior lichidat. 
Generalul cartaginez Hamilcar Barca a repurtat victorii în Sicilia, iar în 249 î.Hr., flota romană, comandată de consulul Publius Claudius Pulcher, care disprețuia pesagiile defavorabile, a fost înfrântă la Drepanum, în N-V Siciliei. Romanii, tenace, fac un imens efort financiar și pun pe picioare o nouă flota permanentă.
În 241 î.Hr., flota romană, comandată de Gaius Lutatius Catulus, zdrobește într-o bătălia de la Insulele Aegates forța năvală cartagineză. Hamilcar Barca, supranumit Fulgerul, nu era suficient susținut de Cartagina, iar în toamna 241 î.Hr., este încheiată pacea. 

Marea Mediterana dupa Primul Razboi Punic

Roma a pierdut 300 000 de oameni, o cincime din efectivul militar cetățenesc. Punii au plătit o despăgubire substanțială de război-3200 de talanți de argint, eșalonată pe 10 ani. Au abandonat Sicilia. Exceptând regatul siracuzian, Sicilia devine romană. Cum promagistratii provinciilor nu existau, guvernarea insulei revenea unui chestor naval, dublat de un pretor în 227 î.Hr., care îi era superior. 
Sicilia a fost convertită într-un grânar al unei Rome erijate în principala putere mediteraneană occidentală, la egalitate cu marile puteri elenistice. Înfrântă, Cartagina a trebuit să înfrunte noi dificultăți-nercebaruu care n-au fost retribuiți, s-au răsculat. Reîntorși din Sicilia și sprijiniți de triburile libiene și orașul Utica   de supremația împovărătoare cartagineză, mercenarii se răscoala, sub conducerea lui Maho și a grecului Spendios. Cu dificultate, forțele militare conduse de Hanno și Hamilcar Barca îi zdrobesc în 238 î.Hr. 
Romanii ocupă Sardinia și Corsica , iar Cartagina a trebuit să achite o nouă compensație de război. A continuat să avanseze spre nord, unde între 238-218 î.Hr. au ocupat Galia Cisalpină unde au întemeiat colonii romane. Marea Tyrrheniana a devenit lac roman, iar ligurii erau atent supravegheați de flota romană. Inițiatorul expansiunii septentrionale, Gaius Flaminius, a construit via Flaminia care deschidea expansiunea spre nord și a propus legi agrare în favoarea plebei și a interzis senatorilor romani să posese corăbii comerciale. Pirații illyrieni au fost combătuți, iar coasta Adtiaticei a fost anexată, realizându-se deschiderea Romei spre Grecia. 
Coalizați, galii au invadat Etruria până la Vulci, însă coalizarea a două oștiri consulare a determinat pulverizarea hoardei celtice la capul Telamon și o masivă campanie împotriva Galiei cisalpine. Au nimicit cetele galilor senoni și boii la Clastidium. 
În nordul peninsulei, sunt întemeiate colonii la Placentia și Cremona în față invaziei galilor. Romanii intervin de partea coloniei siracuzene de pe coasta Adriaticii, Issa, aflată în conflict cu illyrii, sub regina Teuta. Teuta asediază Epidammos și Corcyra, iar Roma începe ostilitățile din 229. Sub presiunea romană, Teuta depresureaza cetățile asediate, cedează o parte din regatul ei lui Demetrios din Pharos, iar Roma impune protectorat asupra orașelor Epidamnos și Apollonia. Din cauza infidelității lui Demetrios, romanii cuceresc Pharosul în 219 î.Hr.
Între timp, Hamilcar Barca a ocupat Andaluzia și a întreprins expediții militare în Hispania pe țărmul mediteranean, murind ucis în 229 î.Hr. Fiul său, Hannibal, adus în Hispania, a jurat răzbunare împotriva romanilor, crescut între militari. Operațiile militare ale cartaginezilor sunt continuate de Hasdrubal, ginerele lui Hamilcar, învinge triburile locale și întemeiează Carthago Nova. În 226 î.Hr., Hasdrubal încheie cu Roma o înțelegere ce limitează expansiunea cartagineză la albia răului Ebru. Din 221 î.Hr., Hasdrubal este înlocuit la porunca Romei, astfel, în 219 î.Hr., Hannibal cucerește Saguntum, aliat al Romei, act care redeschide ostilitățile dintre romani și cartaginezi.

#### Al doilea război punic (218-201 î.Hr.)

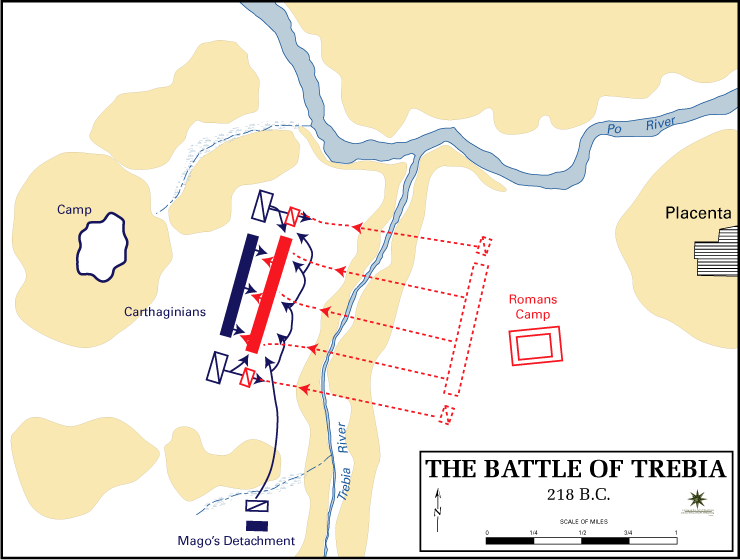
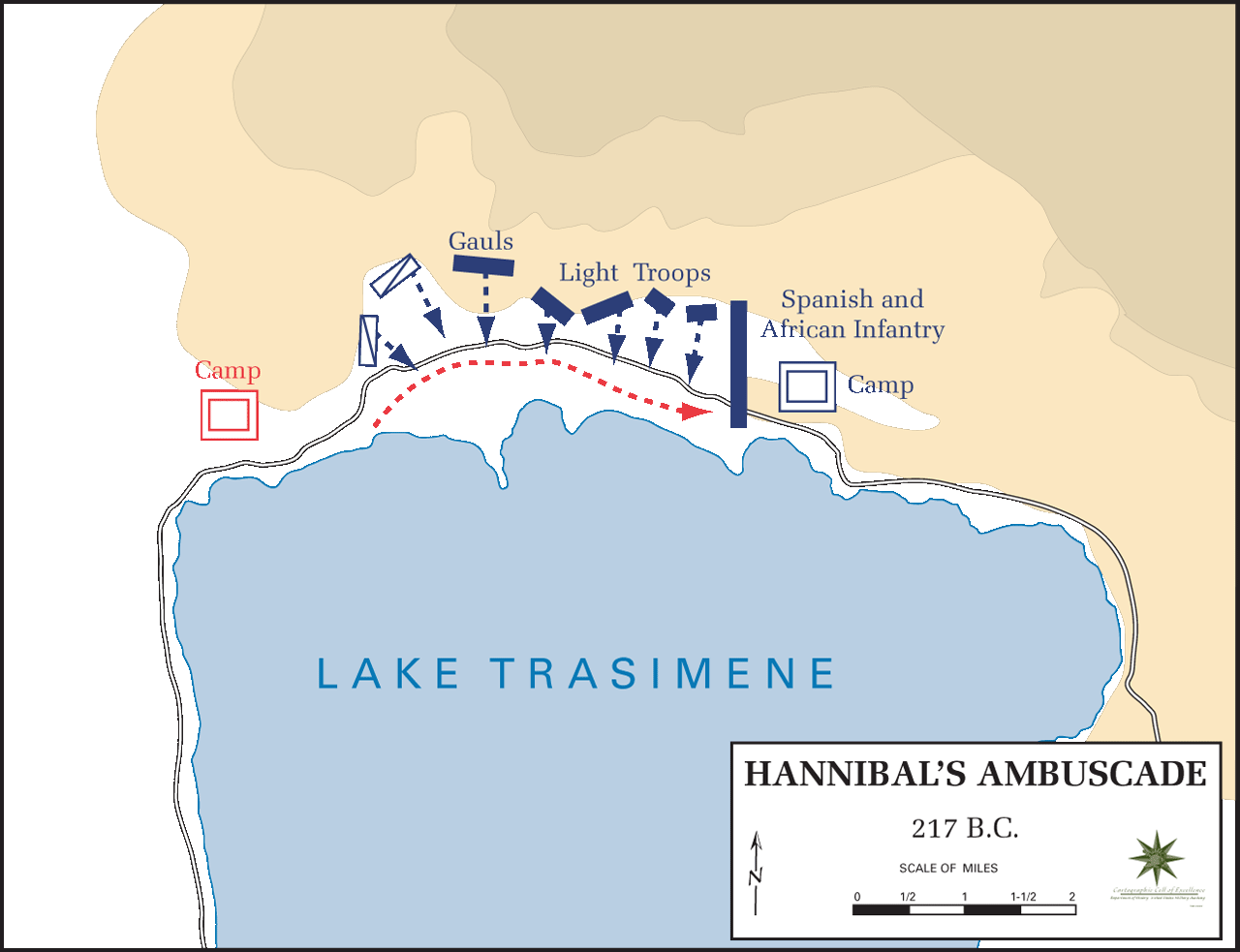
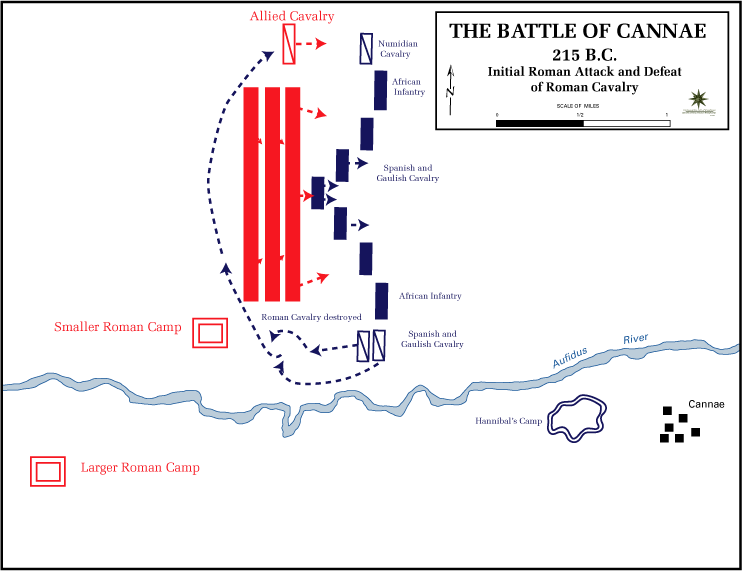

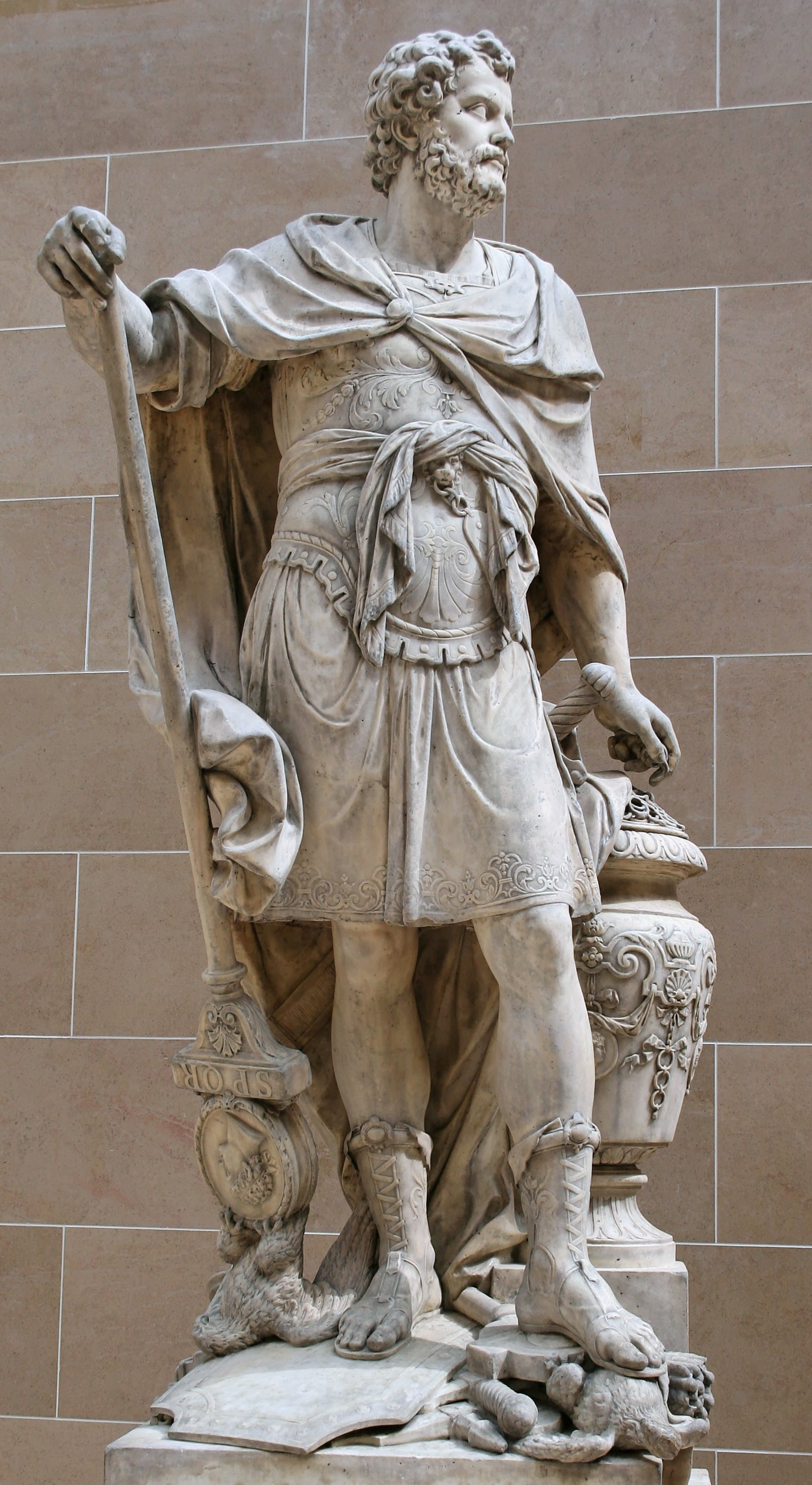
Hannibal

Campania lui Hannibal

Cel de-al doilea  război punic  a fost sângeros și a provocat distrugeri masive, în Italia și pe alte meleaguri ale Europei mediteranene. Roma conta pe un efectiv de 273.000 de cetățeni mobilizați (23.000 de călăreți), cu vârste cuprinse între 17-60 de ani, dar și 40000 de iuniores, printre aliații săi. 
Încă din 225 î.Hr., a mobilizat 210 000 de oameni. Hannibal nu se bizuia decât pe efectul surpriză. Cartagina nu putea să mobilizeze efective atât de numeroase. Stăpânirea maritimă aparținea Romei, a cărei flota militară domină Mediterana.
Dar Hannibal se baza pe faptul că ocuparea Italiei de către romani era un fenimen recent și efemer.  Sicilia s-a revoltat și multe răscoale au izbucnit în Sardinia. Consiliile municipale senatele indigene se aflau de partea Romei, forțele populare militau pentru cartaginezi. Hannibal a declanșat o expediție militară spre Italia. O armata consulară îl aștepta la nord de Massilia, iar alta se concentra în Sicilia în vederea unei noi și decisive ofensive întreprinse în Africa. Totuși excepționalul strateg militar, Hannibal, a dejucat planurile romanilor.
A străbătut sudul Franței, traversând Munții Pirinei cu o forță militară compusă din 50 000 de infanteriști, 9000 de călăreți și 37 de elefanți de luptă. În 15 zile, a traversat culmile înzăpezite ale Alpilor și a ajuns în Galia Cisalpină și câmpia Padului, numai cu 20000 de infanteriști și 6000 de călăreți. A obținut suportul oferit de către celți și de liguri. Hannibal s-a dat drept eliberatorul Italiei. Romanii au încercat să-l oprească în câmpia Padului, pe când un alt corp expediționar roman a fost expediat în Hispania, spre a-l combate pe Hasdrubal, fratele acestuia. În   Ticinus și Bătălia de la Trebia  , cartaginezii și aliații lor au înfrânt armatele consulare romane, comandate de Cornelius Scipio și Sempronius Longus. 

Traversarea Alpilor

A trecut Padul și a invadat Etruria, unde îl așteptau 4 legiuni și forțe auxiliare de 30 000 de militari romani, aflate sub comanda consulului Gaius Flaminius. La 22 iunie 217 î.Hr., Hannibal a surprins trupele acestui consul la Bătălia de la Lacul Trasimene , unde a pierit chiar comandatul lor. 
Hannibal a ocolit prudent Roma și s-a instalat în Italia meridională, purtând tratative cu populațiile antiromane. Nu dispunea de forțe suficiente penteru a atacă Roma, unde între timp, comițiile centuriate l-au desemnat pe Quintus Fabius Maximus ca dictator. A refuzat confruntarea decisivă cu forțele militare punice și a dus la un război de uzură, de hărțuire și slăbire progresivă a forțelor lui Hannibal. În Hispania, romanii îl înving pe Hasdrubal. S-au ivit divergente între patricienii care se preocupau de salvarea Romei și plebea care milita pentru cauza Italiei, sperând să obțină noi pământuri.După expirarea mandatului dictatorului, Roma trimite în sud o armata numeroasă. Consulul patrician recomandă prudență, pentru că trupele lui Hannibal erau obosite și înfometate, dar plebea insistă pentru un atac masiv. 
În Apulia, în  Bătălia de la Cannae, pe 2 august 216 î.Hr., consulii Lucius Aemilius Paulus-patrician și Gaius Terentius Varo-plebeu, au atacat forțele lui Hannibal, dar aripile cartagineze se închid asupra romanilor  care le străpunseră centrul apărării. Cavaleria cartagineză îi zdrobește pe romani, rezultând 45 000 de morți, printre care și un consul, și 20 000 de soldați luați prizonieri. A fost cel mai mare dezastru din istoria Romei.
Hannibal șovăie să pornească asupra Romei, refuză propunerea lui Maharbal, comandatul cavaleriei sale, și decise să amorseze ofensivă. Hannibal constietiza că forțele sale nu erau capabile să conducă un asediu asupra Romei și dorea doar să o izoleze de bazele ei italice. Astfel,   și alți aliați meridionali au trecut de partea cartaginezilor. Mulți aliați precum bruttienii, lucanienii și samniții, Capua, au trecut de partea lui Hannibal. A încheiat cu acesta în 215 î.Hr. un tratat care prevedea împărțirea Italiei între Capua și Cartagina, după lichidarea puterii romane. În 214 î.Hr., s-a înfiripat un proiect de făurire a unui stat al Italiei meridionale.
Hannibal s-a  instalat la Capua. Roma era salvată de zidurile sale. Pe de altă parte, Cartagina nu mai era capabilă să expedieze întăriri în Italia, depunând eforturi substanțiale în Hispania. Din 215 î.Hr.  romanii au practicat războiul de uzură, pe termen lung fiind prielnic. Efectivele ajung la 25 de legiuni, utilizate să apere cetățile litorale și din interior și să-l supravegheze pe Filip V al Macedoniei care l-ar putea sprijini pe Hannibal.Cartaginezii au debarcat în Saridinia și în Sicilia, au ocupat Tarentul și au învins trupele romane din Hispania. Simultan, începuse un conflict dintre Roma și Macedonia care durase până în 205 î.Hr.
În 212 romanii au ocupat Capua, iar Claudius Marcellus a cucerit și prădat Siracuza, Arhimede este ucis întâmplător, iar orașul devine capitală provinciei romane Sicilia.
În 209 î.Hr., romanii au ocupat Tarentul și Cartago Nova, preluând arsenalul și minele de argint. Hannibal, care sperase să izoleze Roma în peninsula, s-a văzut el izolat, în Bruttium. 

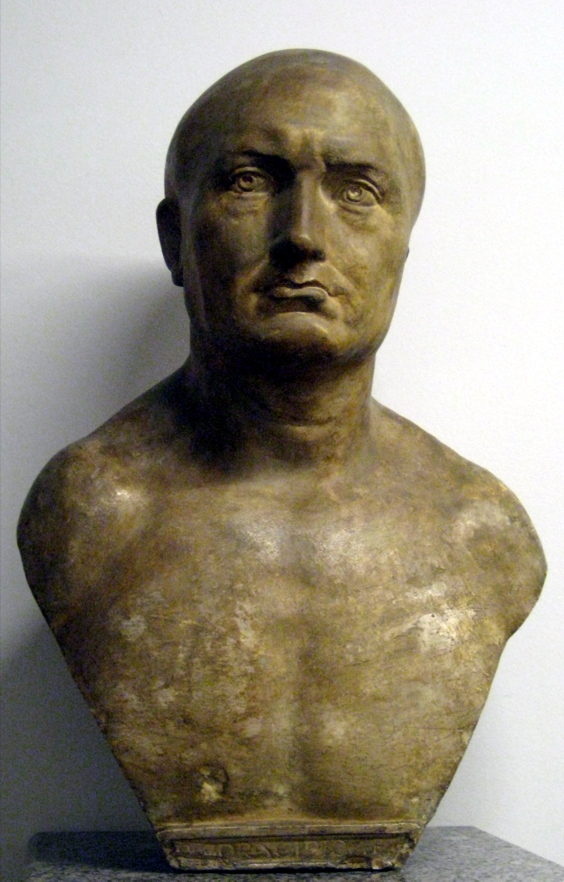
Scipio Africanul

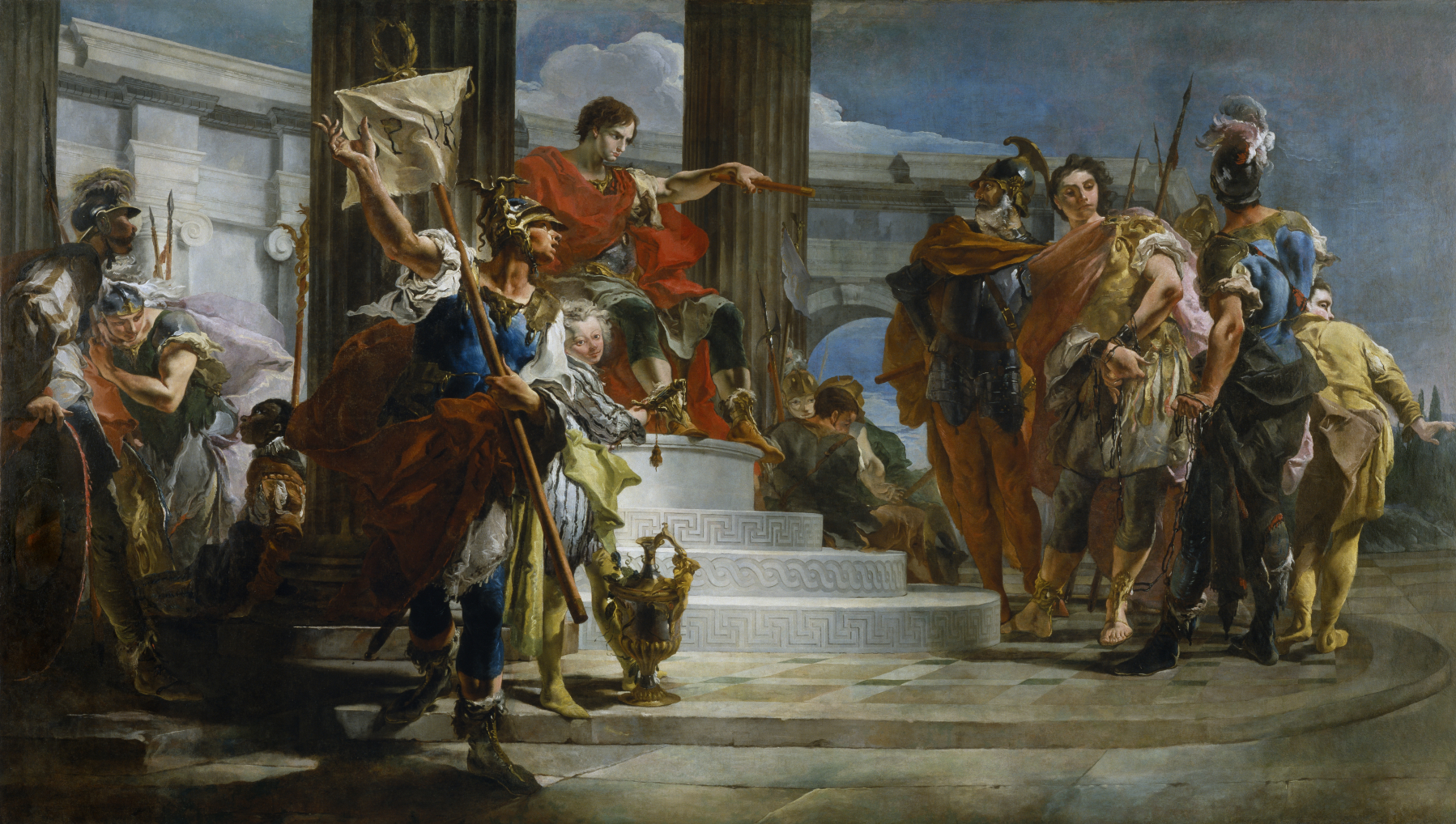

În 211 i,en., a ajuns fără folos la porțile Romei. 
În 210 î.Hr., tânărul Scipio Africanul  primește un imperium proconsular și comandamentul forțelor romane din Hispania. Hasdrubal a adus din Hispania întăriri, însă nu a putut face joncțiunea, fiind nimicit de corpul de forțele consulului Livius Salinator în 207 î.Hr.
În 206-205 î.Hr., Scipio lichidează orice rezistență punică din Hispania, iar în 204 î.Hr., debarcă în Africa în fruntea a 25 000 de soldați, având sprijinul numizilor.
În 203 î.Hr., Cartagina l-a obligat pe Mago, care opera în Liguria, să se întoarcă în Africa. Hannibal era uzat și dezamăgit, iar campania sa în Italia a eșuat.Întors în Africa, Hannibal primește ajutoare, recrutează noi soldați și pornește împotriva forțelor lui Scipio, după ce a refuzat un compromis. 

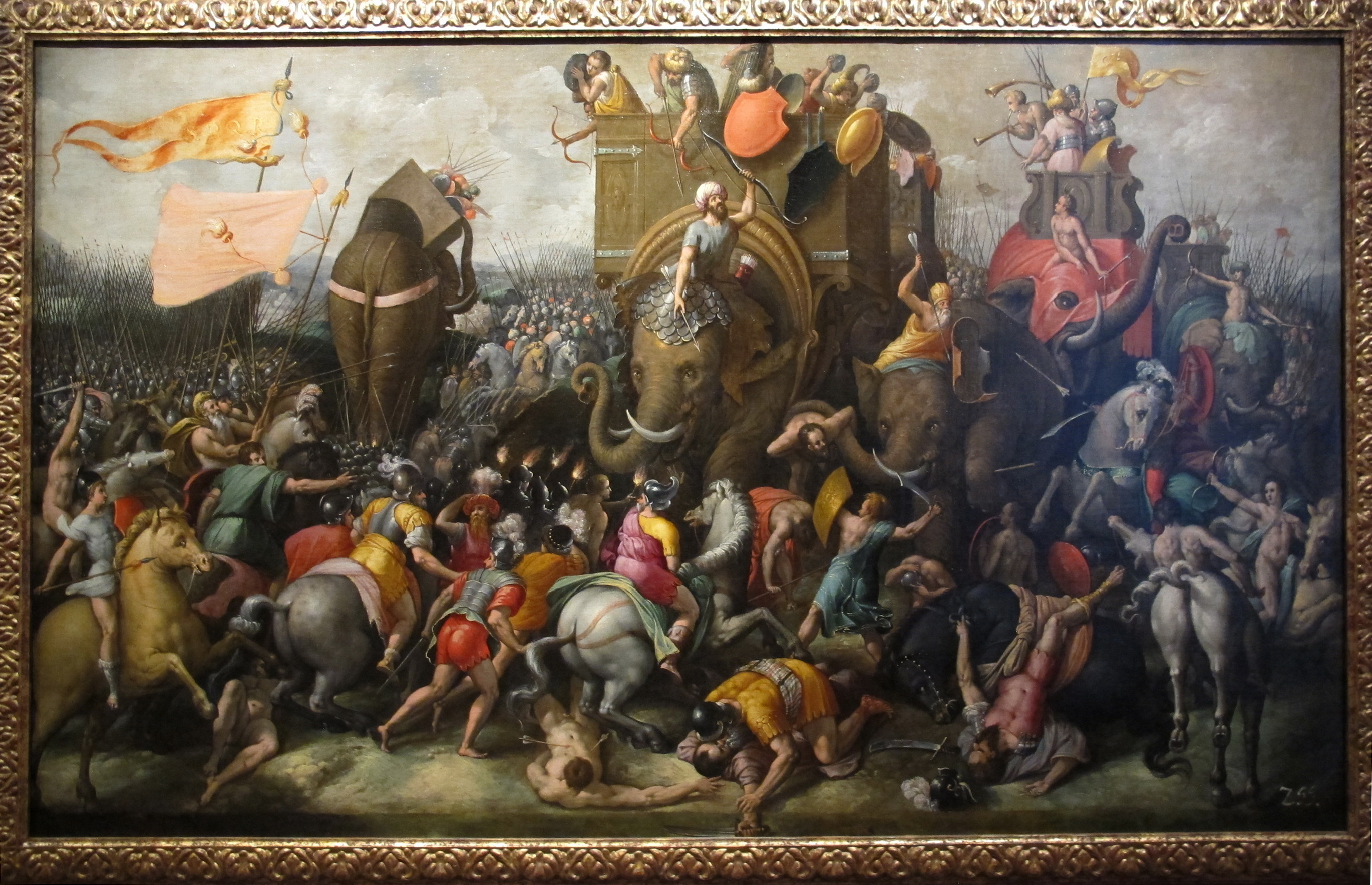
Bătălia de la Zama

La 29 octombrie 202 î.Hr., l-au înfruntat pe Scipio și pe Masinissa, căpetenia numizilor  în Bătălia de la Zama. Înainte de lupta, fiecare dintre comandanți au rostit cuvântări de îmbărbătare a propriilor militari. Confruntarea a semnificat bătălia supremă, care a decis destinul cărui va face legea în Mediterana. 
Răsplata victoriei-nu doar Italia și Africa, ci întreg glob pământesc. Hannibal a organizat o linie de bătaie în care se amestecau mercenari italici, o elită formată din cartaginezi și 80 de elefanți. Scipio deviază elefanții spre flancuri, unde destabilizează o cavalerie punică slabă. După o sângeroasă ciocnire dintre cele două infanterii, Scipio atacă pe centru și pe flancuri. În cele din urmă, șarja cavaleriei romano-numide, comandată de Laelius și de Masinissa, a hotărât soarta bătăliei-armata lui Hannibal este măcelărită. 
În 201 î.Hr., cartaginezii sunt siliți să accepte o pace umilitoare-pierd Hispania și posesiunile exterioare Africii, predau flota Romei, cu excepția a 10 vase, plătesc tribut și indemnizații de război (10000 de talanti în 10 ani), să aibă acordul Romei pentru orice inițiativa diplomatică sau militară, nu mai puteau recruta mercenari, acceptă strictă supraveghere în Africa, exercitată de un stat numid clientelar. Foștii aliați, trădătorii, sunt executați, sunt confiscate pământuri italice,  este constituit ogorul campanian de 60 000 hectare, foarte fertile, Capua și-a pierdut autonomia, lucanienii și bruttienii nu au mai fost recrutați în legiuni, terenurile lor au fost acaparate de colonii romane. În ciuda efortului costisitor și pierderilor, prada de război a fost bogată, a fost emis dinarul, în Hispania au fost constituite provinciile Baetica, Hispania Ulterior și Hispania Interior. Termenul de "prouncia" a acoperit denumirea zonelor unde se exercită provincia. Roma a devenit o mare putere economico-militară a Mediteranei vestice. Senatul a ieșit întărit, devenind ocrotitorul statului, magistrații aau servit că emisari, slujutori ai curiei și s-a ivit ierarhizarea senatorilor

#### Al treilea război punic

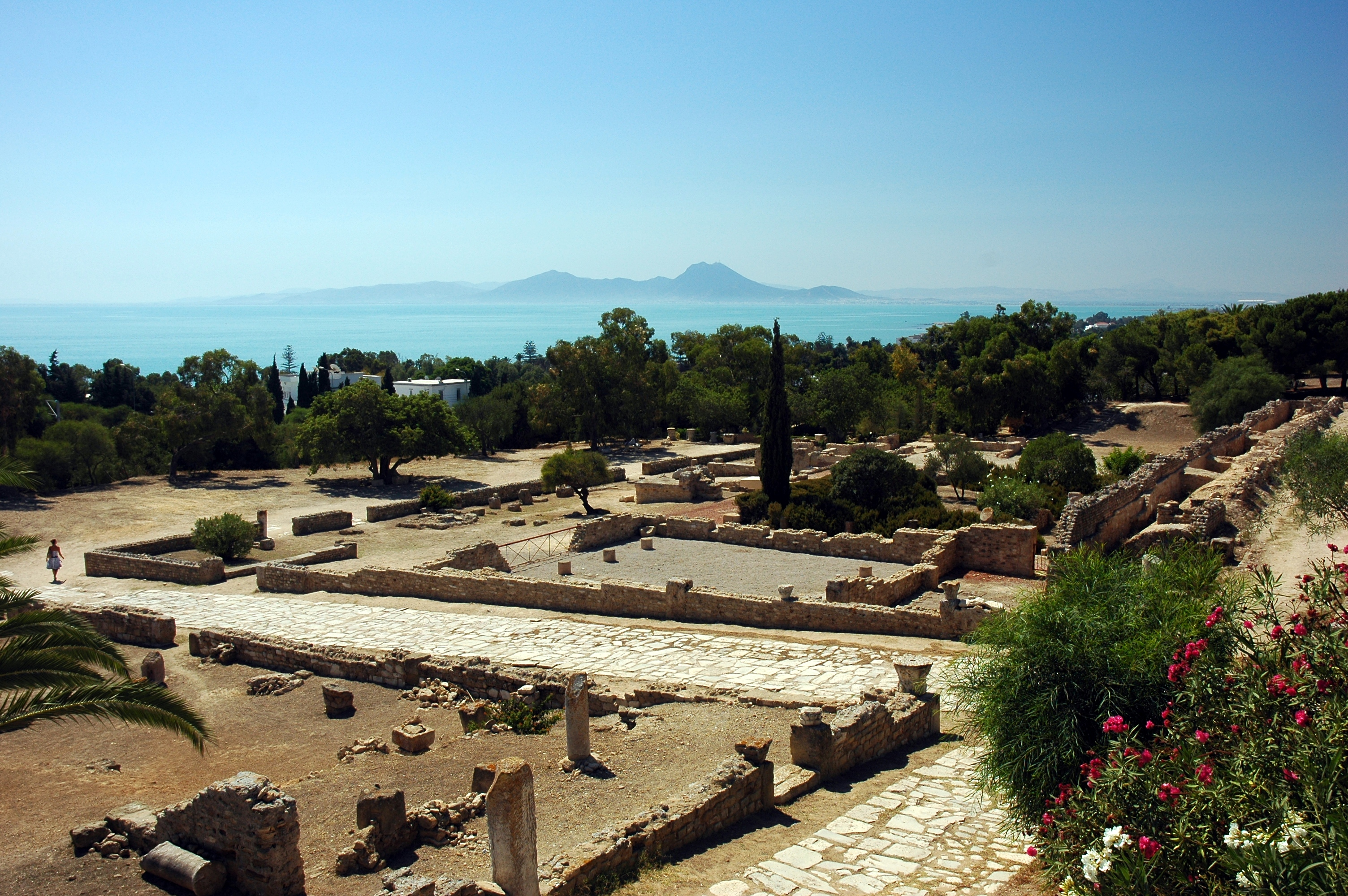
Ruinele Cartaginei

După Bătălia de la Zama, Cartagina a reușit o redresare impresionantă. A dezvoltat intensiv agricultură bazată pe irigații, a refăcut flota, deși era încă supravegheată de regele Masinissa. Numidia devenise și ea un stat elenistic prosper.  Masinissa dorea să anexeze Cartagina, și în 151 î.Hr., numizii au învins armata cartagineză. 
Însă romanii nu l-au lăsat să formeze un puternic stat numido-punic. Tot în același an, Cartagina a plătit ultima livrare de indemnizație de război impusă din 201 î.Hr. S-a trecut la o reînarmare a statului punic. Cartaginezii au atacat Numidia, declanșând un pretext pentru romani pentru a declara un război Cartaginei, invocându-se încălcarea legii din 201 î.Hr. Mulți senatori se pronunțau în favoarea unui nou război punic, destinat să lichdeze Cartagina, iar Cato afirmă distrugerea ei. Din 149 până în 147 î.Hr., operațiunile militare au fost comandate de Scipio Aemilianus.
Conditile impuse erau dure-capitularea, distrugerea orașului, mutarea populației. Cartaginezii s-au revoltat și rezistă asediului roman multe luni. A urmat lupte de stradă, angajate pentru o singură casă, durand 8 zile. 50000 de locuitori au fost vânduți că sclavi, orașul a fost brutal incendiat, solul sau a fost blestemat. După căderea ei, numeroase orașe punice au trecut de partea Republici. Nimic nu mai putea contesta puterea Romei.

### Cucerirea Greciei și Asiei

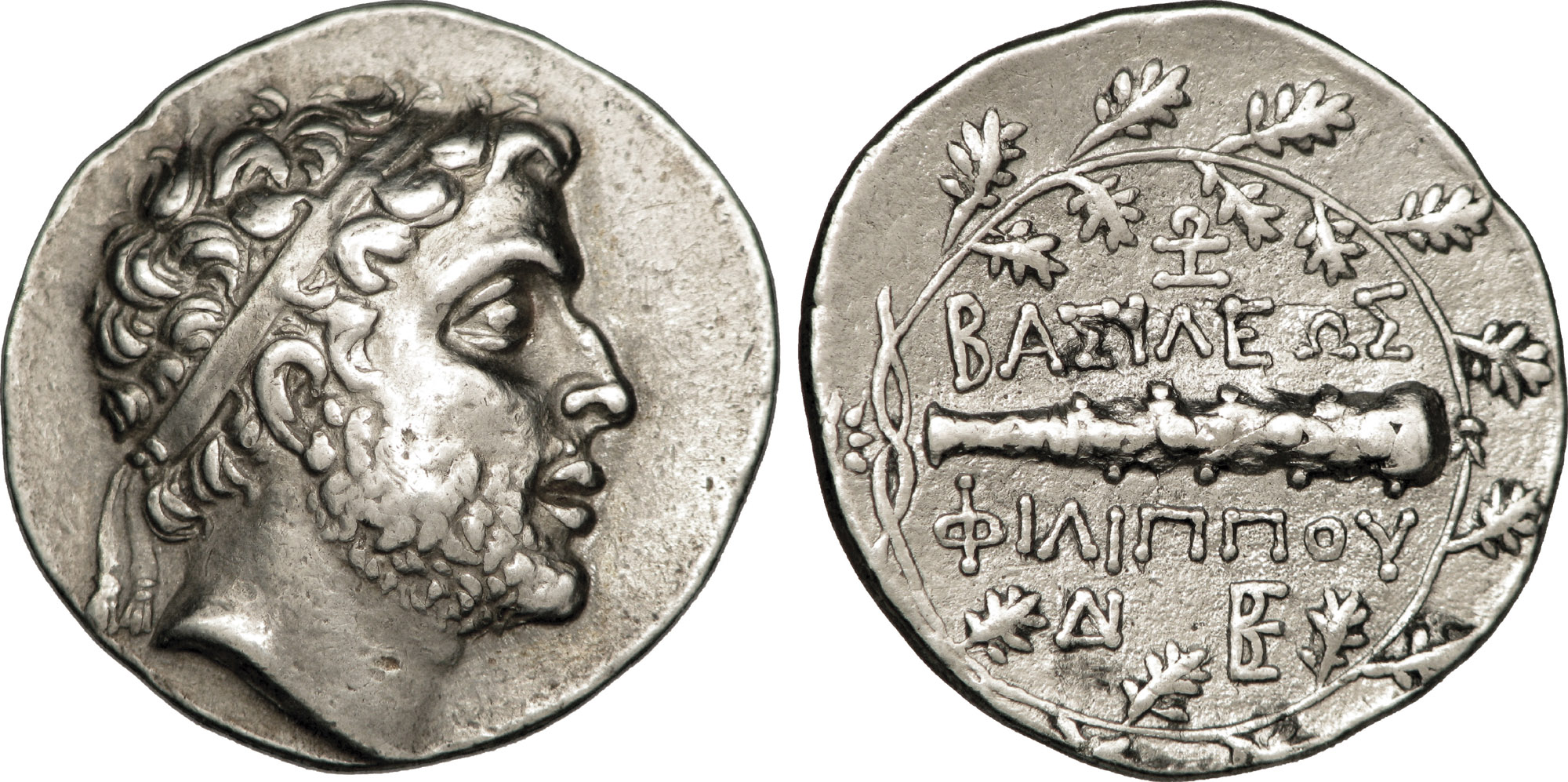
Filip al V-lea

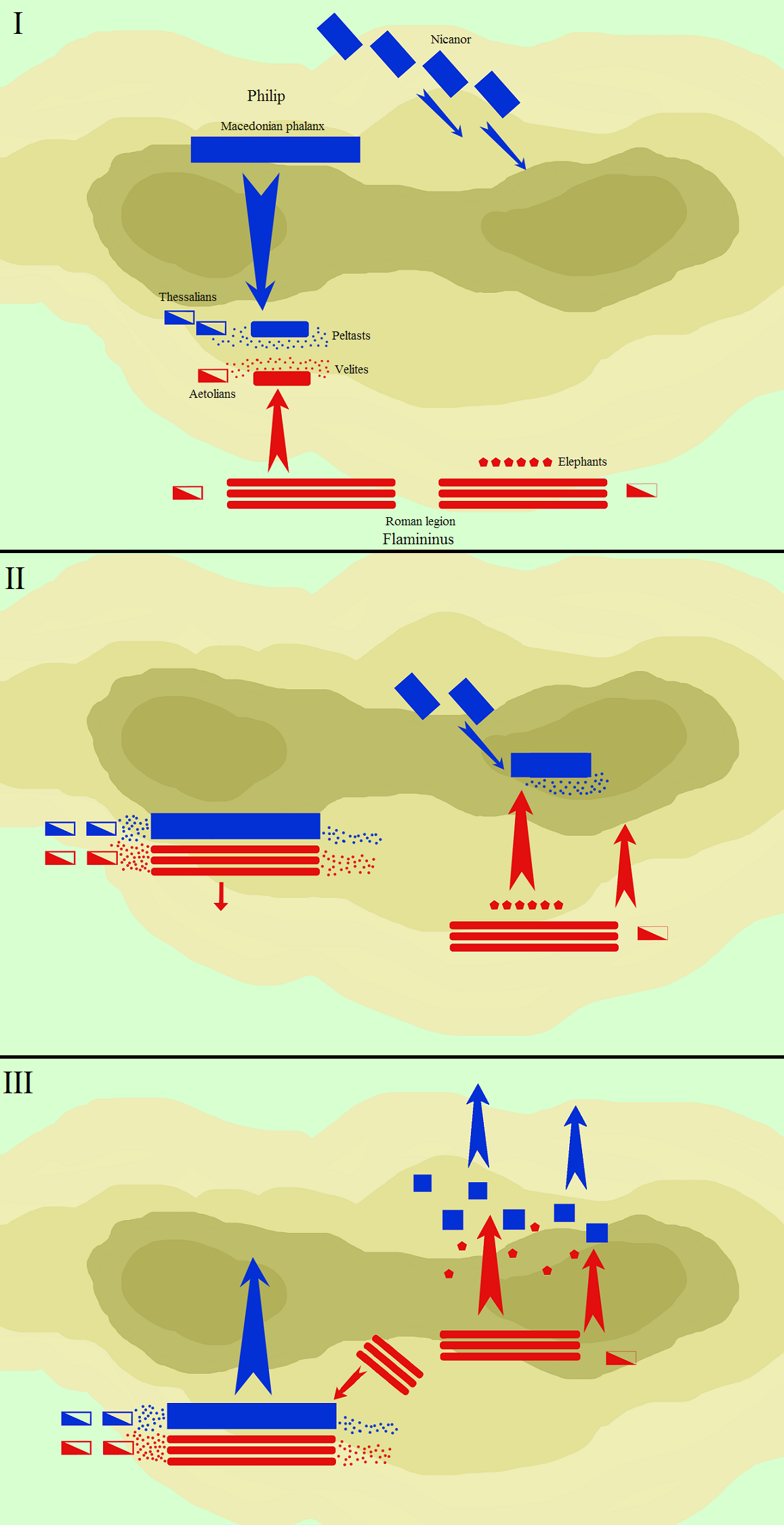
Cynoscephalae

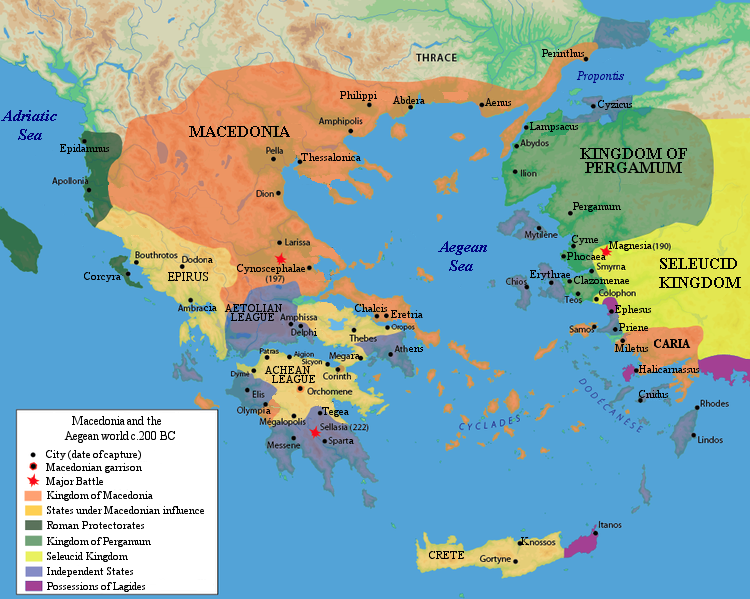

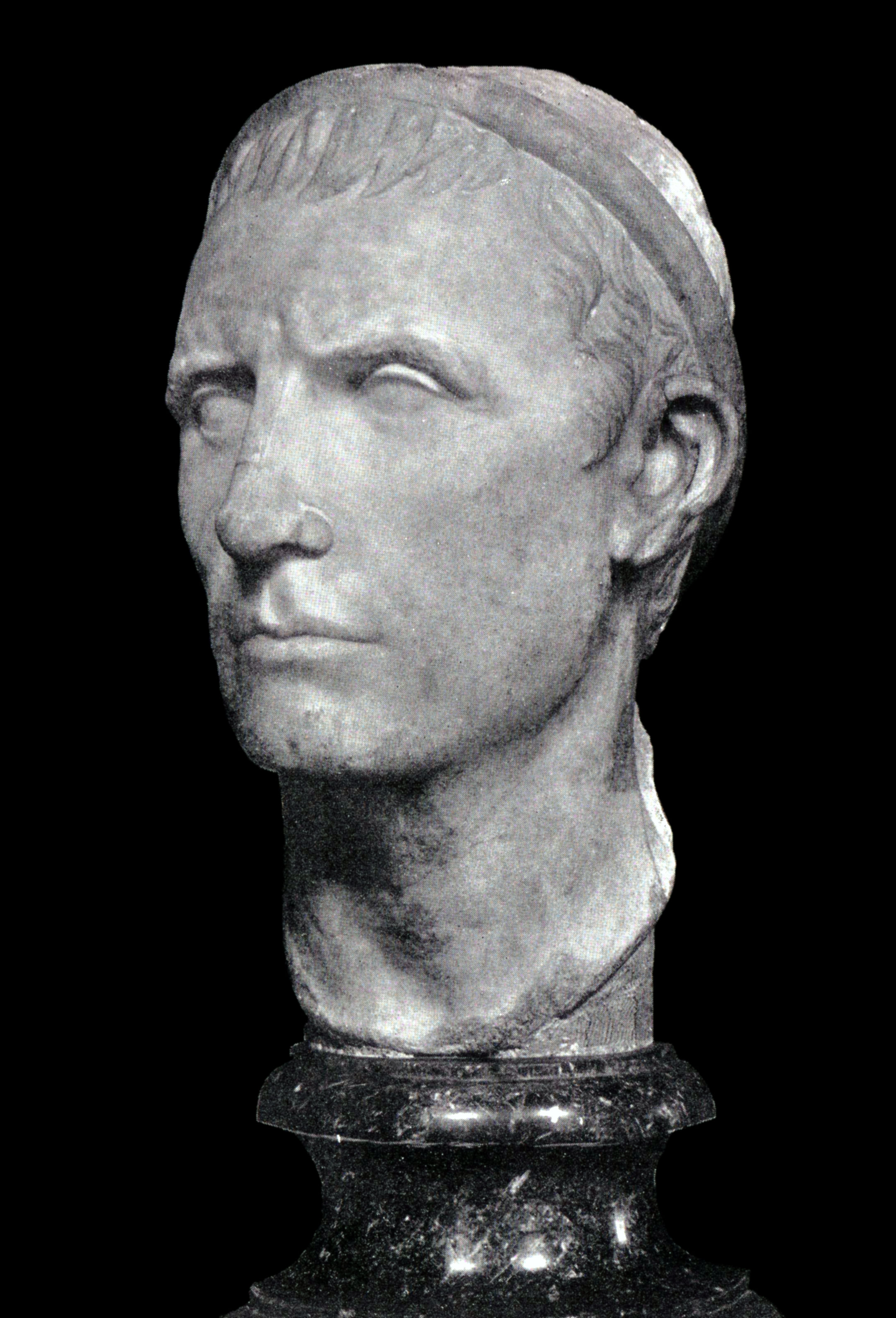
Antiochos III

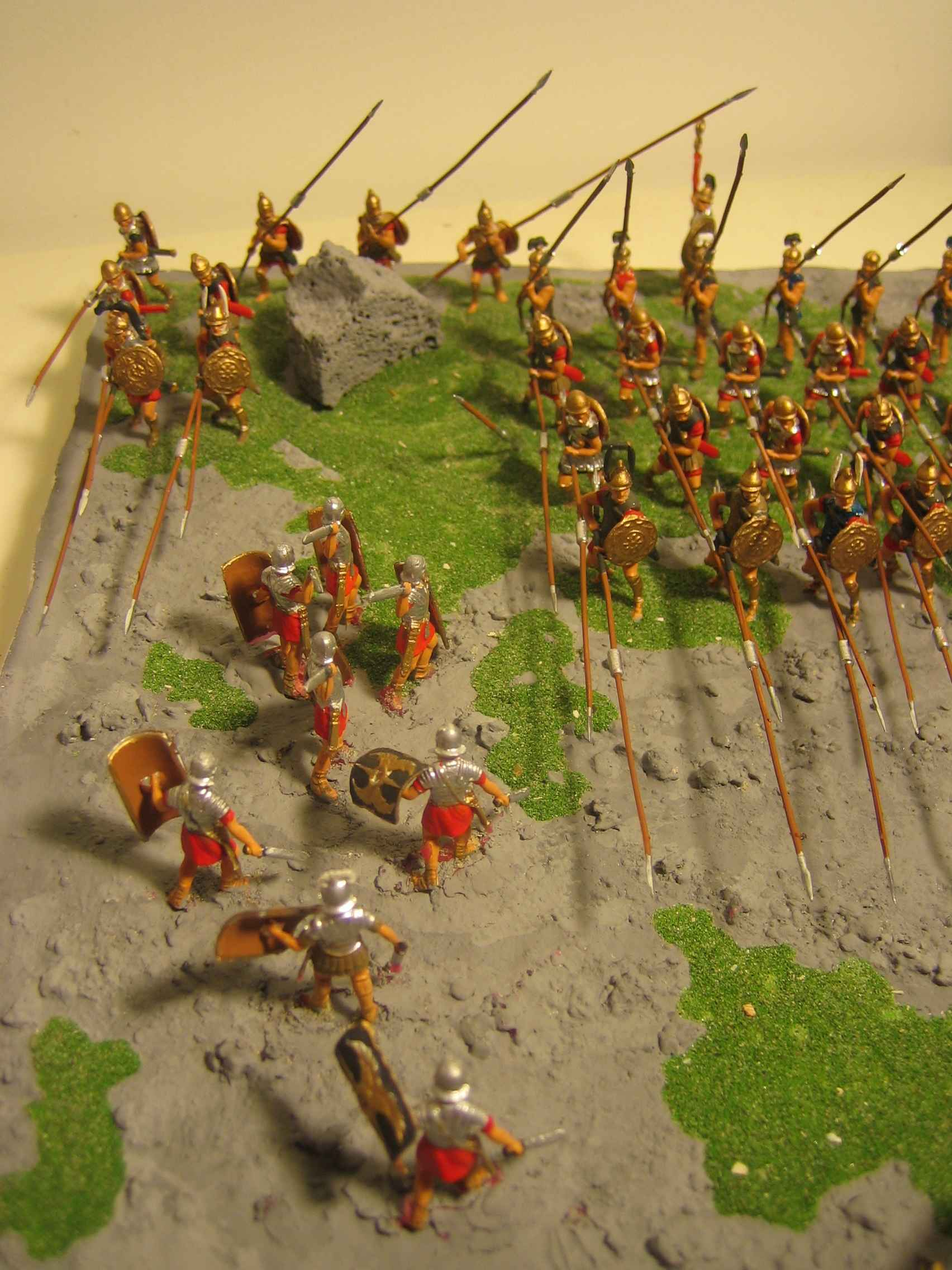
Pydna

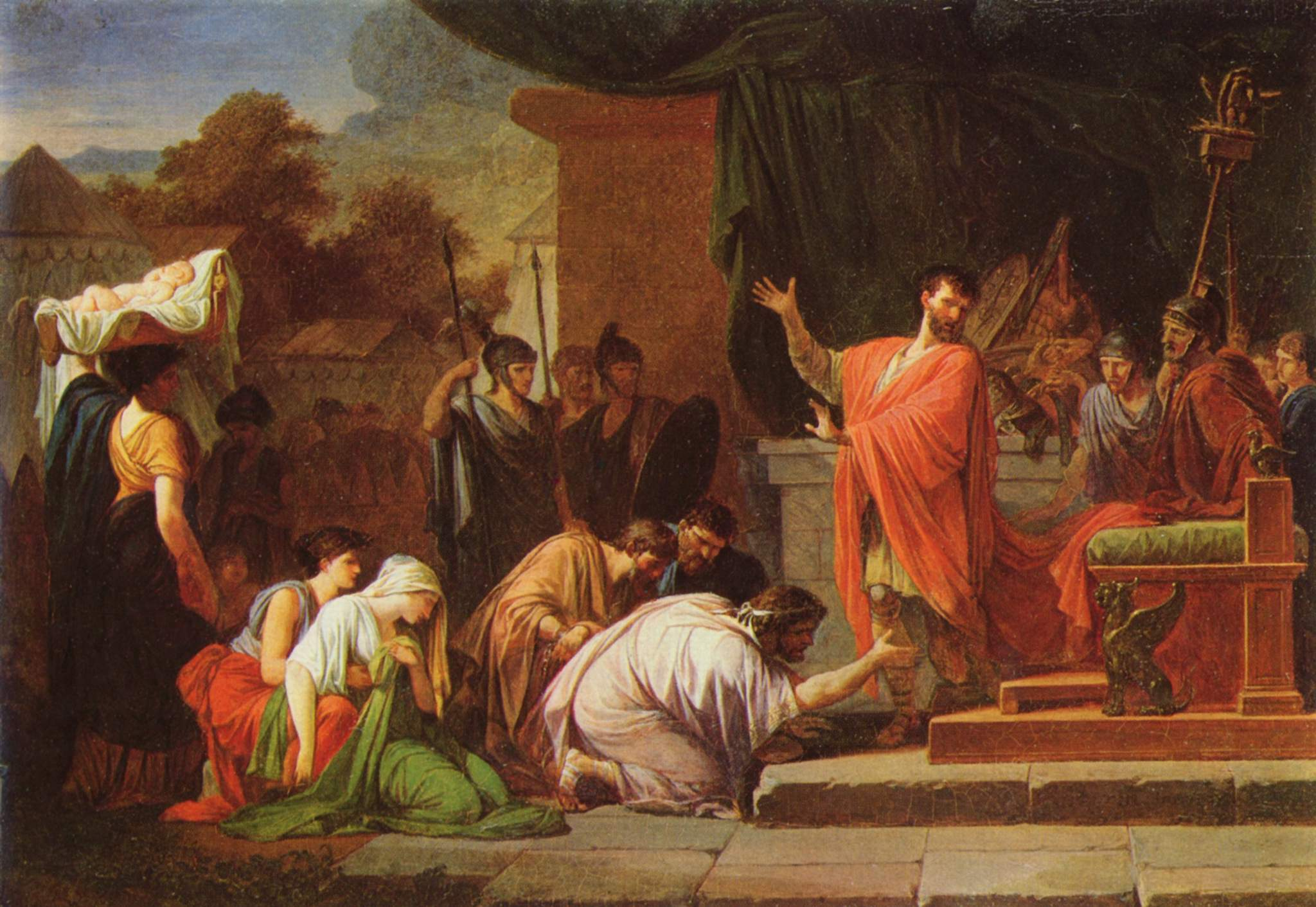

Din secolul al III-lea î.Hr., Roma s-a implicat in politica lumii elenistice. Chiar Hannibal incheiase o alianta cu regele Macedoniei, Filip al V-lea, impotriva Romei. Aflata simultan in conflict cu Hannibal,  Roma s-a implicat astfel intr-un razboi impotriva Macedoniei, finalizat prin pacea de la Phoinike din 205 î.Hr.
In anul 200 î.Hr., a inceput cel de-al doilea razboi macedonean, izbucnit de conflictul dintre Filip al V-lea si o coalitie condusa de Rhodos, acesta nerespectand prevederile pacii de la Phoinike. 
Senatul a declarat formal razboi lui Filip. Regatul Macedoniei a fost atacat direct. Dupa o serie de victorii romane, in 197 î.Hr., romanii au obtinut o mare victorie in batalia de la Kynoskephalai, marcand superioritatea legiunii romane asupra falangei macedonene.
Pacea a fost incheiata la Elateia, in 196 î.Hr., prin care se prevedeau libertatea si autonomia cetatilor grecesti, retragerea garnizoanelor macedonene din teritoriile din afara Macedoniei, predarea prizonierilor si a navelor de razboi din flota macedoneana, pastrand doar 5 corabii cu 16 randuri de vasle. Filip a fost obligat sa plateasca despagubiri de razboi de 1000 de talanti. 
Generalul roman, victorior la Kynoskephalai, T. Quinctius Flaminius, a proclamat in cadrul jocurilor istmice la Corint libertatea oraselor grecesti. In 193 î.Hr., trupele romane s-au retras din Grecia.
În Orient, Antiochos al III-lea cel Mare, regele Siriei seleucide, a intervenit impotriva oraselor grecesti din Asia Mica, aflate sub protectorat roman. Incurajat de liga etoliana, aliatul acestuia, Antiochos a invadat Grecia in 192 î.Hr., ca "eliberator al Greciei".
Astfel, a debutat războiul romano-sirian. Antiochos nu a reusit sa-l atraga pe Filip de partea sa, acesta trecand de partea romanilor. 
Fiind infrânt în bătălia de la Termopile din 191 î.Hr., Antiochos se retrage in Asia. 
Batalia de la Magnesia din 189 î.Hr. a fost decisiva pentru romani, obtinand victoria. Antiochos a incheiat pacea la Apameeea in 188 î.Hr., iar prevederile erau: incheierea unei aliante dintre Roma si Regatul Seleucid, cedarea posesiunilor din Asia Mica, inapoierea prizonierilor si obligatia de-al preda pe Hannibal, aflat la curtea sa si  pe grecii "tradatori",   predarea flotei,  interzicerea recrutarii mercenarilor si plata despagubirilor. Desi Hannibal s-a sinucis inainte sa fie predat, Roma a devenit arbitrul lumii elenistice.
Intre 170-168, Antioh al IV-lea  intervine fără succes în Egipt, în condițiile în care Roma se manifestă ca protector al regatului Ptolemaic.
Perseus, fiul lui Filip al V-lea, noul rege al Macedoniei, a izbucnit cel de-al treilea razboi macedonena in 171 î.Hr.. Razboiul se incheie prin batalia de la Pydna din 168 î.Hr., in Grecia, razboiul marcand desfiintarea Macedoniei ca putere elenistica si impartirea regatului in patru state tributare Romei. Revolta lui Andricos, fiul lui Perseu, a dus la transormarea Macedoniei in provincie romana in 148 î.Hr. In 146 i.en, Corint este distrus de romani, Grecia fiind anexata de romani.
Dupa distrugerea Cartaginei din 143 î.Hr., este creata provincia Africa. In 133 î.Hr., dupa moartea ultimului rege al Pergamului, Attalos al III-lea regatul a fost oferit Romei ca mostenire, devenind provincia Asia.
Între 112-106 î.Hr., se desfasoara razboiul cu Iughurta in Numidia. 
În 88 î.Hr., izbucneste primul razboi mithridatic intre romani aliati cu Bithinya si Regatul Pontului. Lucius Cornelius Sulla cucereste Grecia si asediaza Atena. Archelaos, generatul pontic, se retrage in Beotia. Romanii obtin victorii in bataliile de la Cheroneea (86 î.Hr.) si Orchomenos (85 î.Hr.). In 84 î.Hr., romanii traverseaza Asia Mica. L. Licinius Murena il ataca pe Mithritrades si il invinge. 
In Al doilea razboi mithridatic (83-81 i.en), are loc conflictul dintre Bithinya si Nicomedes IV care lasa mostenire Pontul catre Roma.
L. Licinius Lucullus ataca Armenia, controland astfel trecerea in Asia. 
Pompei ataca simultan Armenia si Pontul, iar in 63 î.Hr., Mithridates VI se retrage si se sinucide.

### Începutul sfârșitului republicii romane

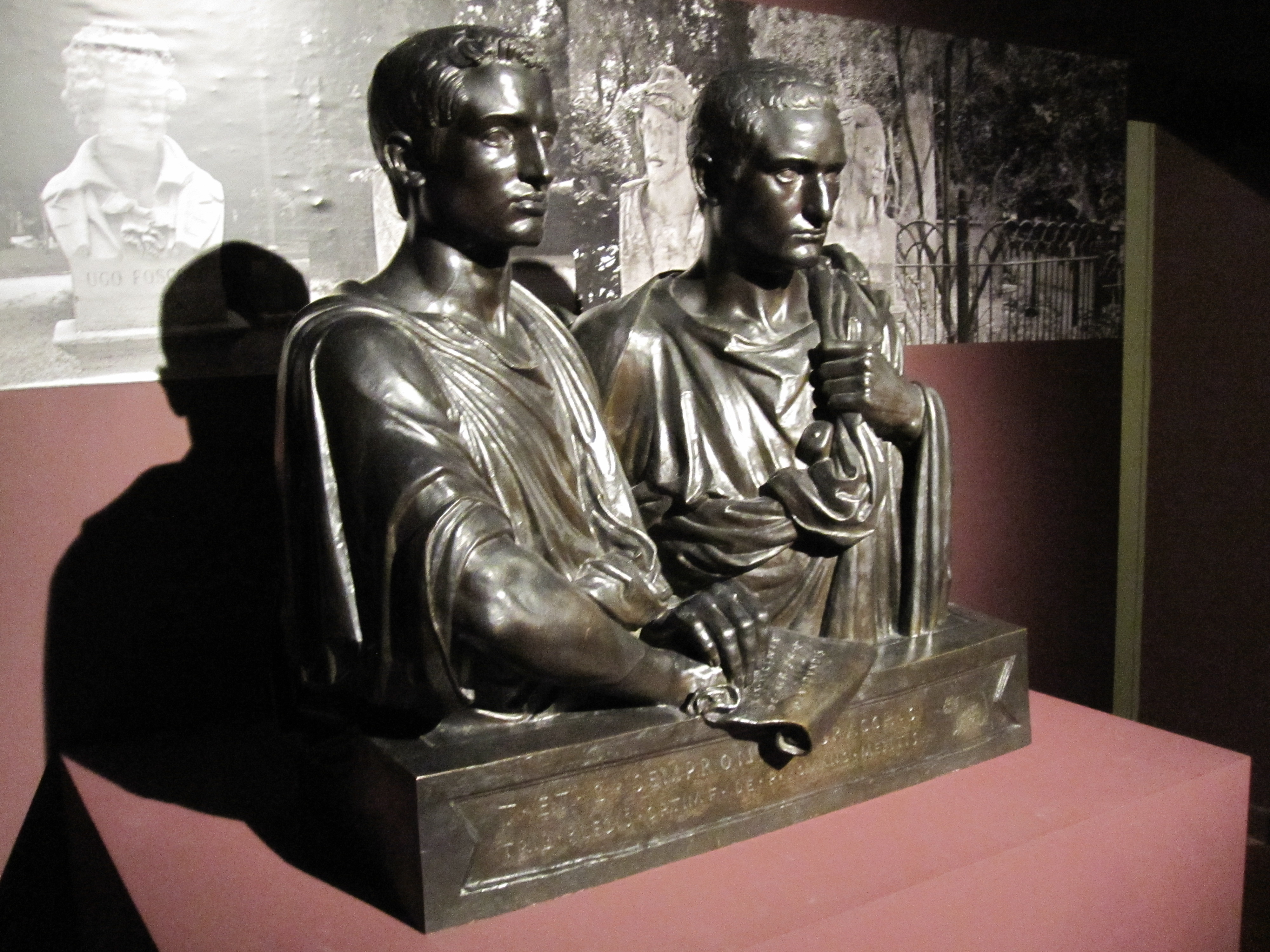
Frații Gracchus

Succesele militare și diplomatice romane în jurul Mediteranei au avut ca rezultat noi și neobișnuite presiuni asupra structurilor vechiului oraș-stat. În timp ce conflictele dintre facțiuni deveniseră o parte tradițională a vieții romane, mizele erau acum mult mai ridicate; un guvernator provincial corupt se putea îmbogăți peste orice și-ar fi putut imagina strămoșii săi, iar un comandant militar victorios avea nevoie doar de sprijinul legiunilor sale pentru a putea conduce vaste teritorii.
Începând cu războaiele punice, economia romană a început să alunece în altă direcție, dovedindu-se mai târziu auto-distructivă. Familii puternice din Roma și-au însușit teritorii ce odată aparținuseră orașelor italiene la care s-au renunțat în favoarea lui Hannibal în timpul războiului. Aceasta a dat startul unui proces care până la final va dezbina însăși Republica.
Armata romană din acel timp se baza pe proprietatea pământurilor: astfel, numai oamenii ce își puteau procura propriile arme și care dovedeau că dețineau pământ puteau servi în stadiul militar. Ideea era că oamenii care dețineau ferme aveau mai multe de pierdut pe câmpul de luptă și, astfel, ar fi luptat mai puternic și mai îndelungat decât mercenarii sau cei recrutați. Atât timp cât Roma avea o mare populație stabilă de tineri împroprietăriți, acest sistem a funcționat, soldații putându-se întoarce la fermelor lor să muncească când nu erau plecați în campanie. Aproape nesfârșita serie de războaie ce a urmat după cele punice a făcut însă ca armata să nu se mai poată relaxa după numai câteva luni; războaiele erau frecvente, departe de casă și, mai important decât orice, ajunseseră la punctul în care fermierii se puteau întoarce acasă doar în interval de câțiva ani. Ca rezultat, terenurile au ajuns nemuncite și înțelenite. Aceasta a forțat familiile acestora să rămână în urmă și să se împrumute pentru a cumpăra mâncare. Aceste împrumuturi s-au acumulat în sume majore prin care mulți fermieri, luptând în afară în numele Romei, au ajuns să-și piardă pământurile în fața creditorilor, care le-au consolidat în latifundii.
Până în 133 î.Hr. problema devenise prea violentă pentru a putea fi ignorată în continuare. Însă mulți membri ai Senatului, în special patricienii și familiile vechi, aveau acum un interes serios în conservarea status quo-ului - cedarea oricărui teritoriu al lor însemna pierderea veniturilor vaste și a luxului prin care deveneau extrem de notorii încurajându-l. Mai mult, banii însemnau putere - banii cumpărau voturi, banii cumpărau imunitate de la judecată, banii puteau cumpăra orice în Republica Romană, iar fără ei nici un senator nu ar fi rezistat mult. Era o simplă amenințare la veniturile private ale Senatului. Pentru mulți era abilitatea de a candida pentru oficiu sau a urca pe scara puterii.
Așa și-au făcut apariția frații Gracchus. Tiberius Gracchus a început în 133 î.Hr., reforma în sistem pentru a permite soldaților care se întorceau din aproape constantele războaie sau îndatoriri ca garnizoană la granițele mereu crescânde ale Republicii imperiale să primească parcele de pământ, din teritoriile deținute, tehnic vorbind, de către Senat și poporul din Roma sau, cu alte cuvinte, din însuși partea statului. Însă multe dintre aceste terenuri erau chiar sursele de venit folosite de senatori pentru a se îmbogăți și orice mișcare pentru a li se lua era respinsă de puternice violențe din partea Senatului. Tiberius, pentru a-și legifera reformele, a trebuit să muncească în afara constituției Republicii. Acțiunile sale au fost etichetate ilegale. Senatul a răspuns prin masacrarea lui Gracchus și a 300 dintre adepții săi pe străzile din Roma.
Fratele său mai mic, Gaius Gracchus, a continuat eforturile reformei aproape zece ani mai târziu, promovând extinderea cetățeniei romane către toate orașele Italiei și stabilind echitatea ca o nouă forță în politica romană. Gaius, însă, a amenințat serios proprietatea Senatului, iar în rezultat Senatul a acționat împotriva sa cu forță armată, angajând mercenari cretani să-i masacreze pe el și adepții săi în timp ce retraseră pe Dealul Capitoliului și se baricadaseră înăuntru.

### Marius și dictatura lui Sulla

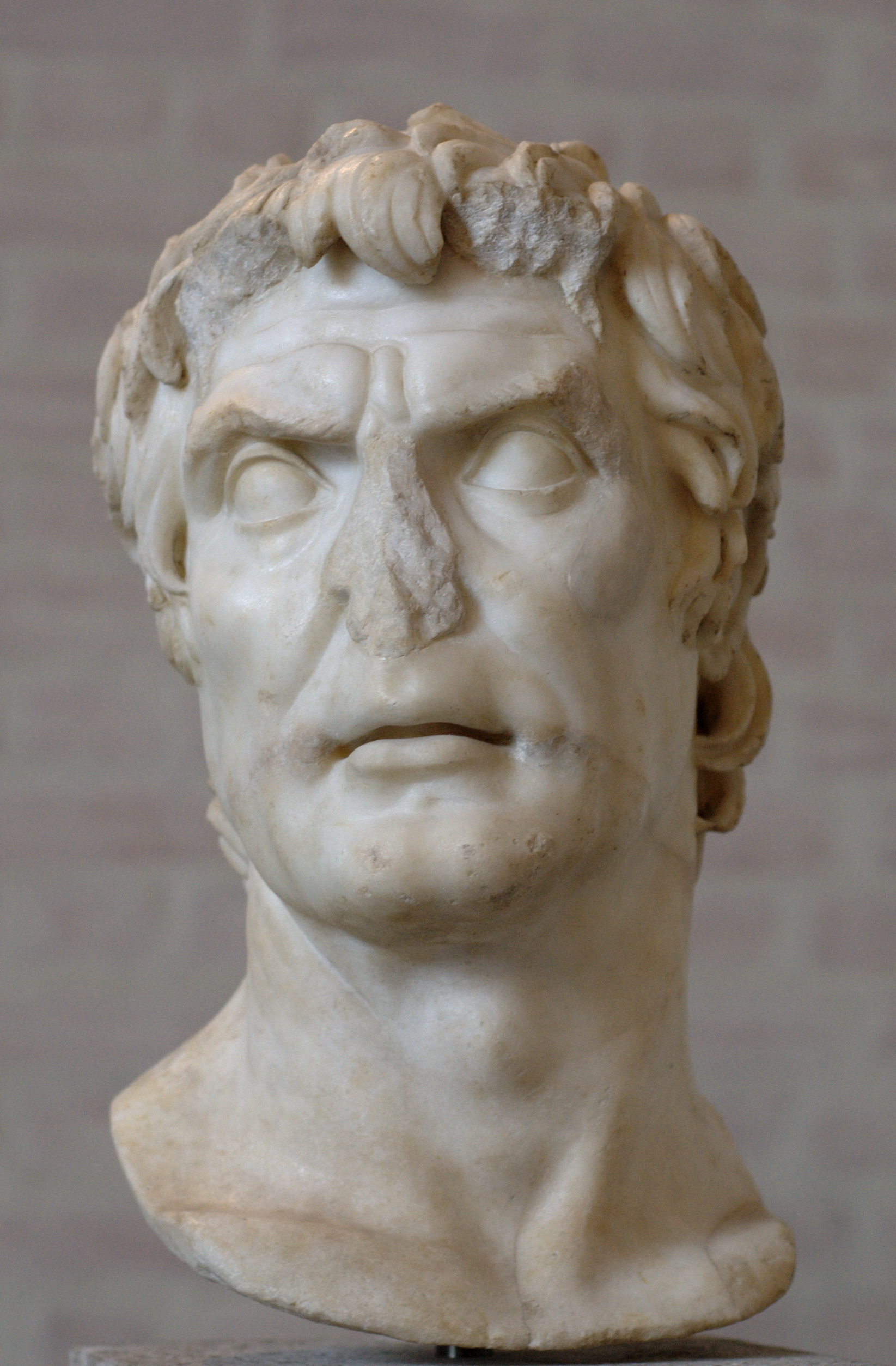
Sulla

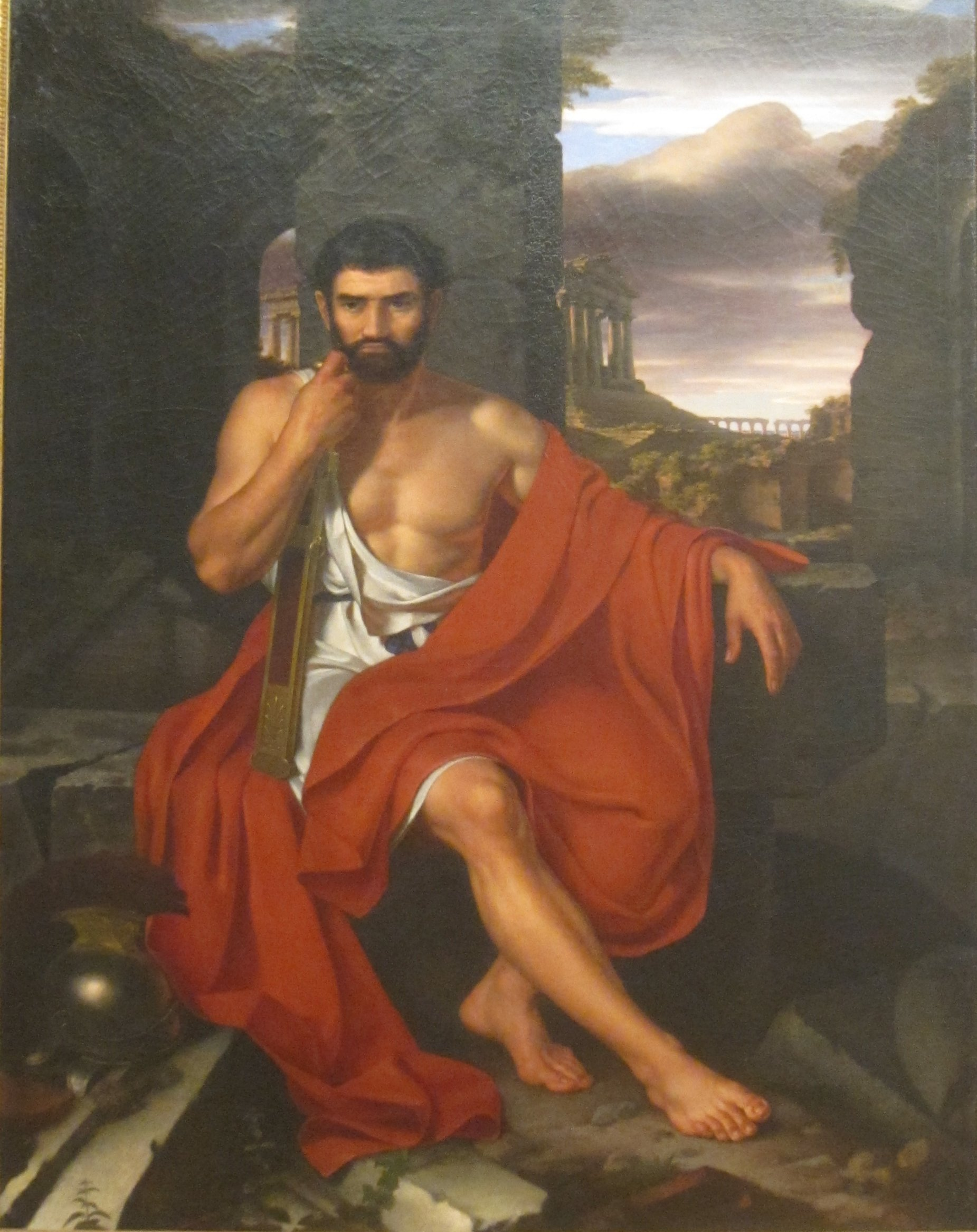
Marius în mijlocul ruinelor Cartaginei
John Vanderlyn

O reacție conservativă a adus puterea înapoi Senatului, însă proasta administrare a Războiului iugurtin în 112 - 105 î.Hr. deasupra unui al doilea război al sclavilor în Sicilia a condus la câteva înfrângeri militare severe în fața triburilor germanice invadatoare precum în Bătălia de la Arausio în 105 î.Hr.. Aceste triburi amenințau să invadeze însăși Italia, însă Roma a și-a găsit salvarea în persoana lui Gaius Marius un „novus homo“ (om nou: un om bogat, ai cărui străbuni nu s-au remarcat). Marius l-a înfrânt pe Iugurta în Africa în 105 î.Hr, câștigând și punând capăt războiului iugurtin. Aflat în campanie, însă, a aflat că a fost ales consul în „absentia“ pentru a putea combate pericolul germanic și s-a întors la Roma. A executat o reformă majoră asupra legiunilor romane. A permis recrutarea cetățenilor romani săraci și fără pământ în legiune. Alături de aceștia a mers la luptă și a fost victorios în fața invadatorilor germanici. După război, Marius a reușit să procure așezări pentru veteranii săi ca o recompensă pentru serviciile lor, însă doar înfruntând opoziție senatorială violentă. Era un semn al schimbării - trupele romane aveau de acum să fie formate aproape în întregime de către bărbați săraci, fără pământuri și slujbă care își priveau comandații ca binefăcătorii lor.
După criză, Senatul s-a dovedit încă o dată ineficient în rolul său, nereușind să rezolve nemulțumirile crescânde iscate între aliații Italiei. După asasinarea reformatorului Livius Drusus în 91 î.Hr., marea majoritate a aliaților Italiei s-au răsculat, începând Războiul social (latină: Socii - aliați). Romanii au putut încheia acest război în 88 î.Hr., doar prin oferirea cetățeniei romane tuturor italienilor locuind în sudul râului Po.

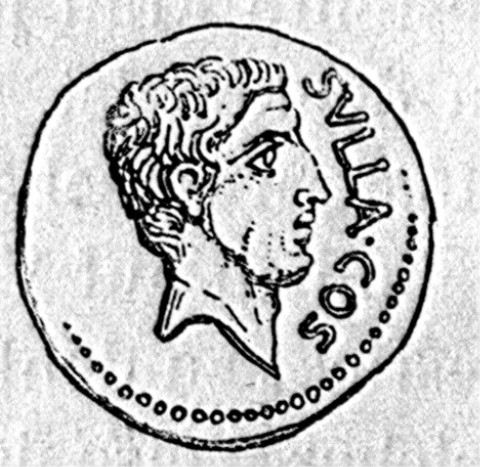
Lucius Cornelius Sulla

În același timp, Mithridates al VI-a al Pontusului invada Bitinia, ultima dintre o serie de mai multe provocări în urma căreia Roma a fost forțată să acționeze. Lucius Cornelius Sulla s-a ridicat după Războiul social ca un nou om puternic de factură conservantă în Senat, servind sub Marius atât în Războiul iugurtin, cât și în campania sa împotriva triburilor germanice invadatoare, fiind singurul om dinăuntrul Romei ce l-ar fi putut provoca pe Marius însuși. Sulla a fost determinat să conducă noul război împotriva lui Mithridates și să iasă în sfârșit din umbra lui Marius.
Marius, deși îmbătrânit, voia, de asemenea, gradul de general. În final, Sulla a fost învingător și a mers să lupte împotriva lui Mithridates în Grecia, unde s-a dovedit un lider capabil și un soldat excelent, expulzându-l pe Mithridates în afara Greciei, înapoi în Asia, impunând un nou tratat de pace favorabil Romei. În timpul ce-a fost plecat, însă, Marius a făcut un pas fără precedent - a preluat controlul asupra Romei înarmând sclavi și foști-veterani, folosind forța pentru a i se acorda al șaptelea mandat în poziția de consul. S-a angrenat într-un măcel răspândit al oponenților săi, însă regimul lui nu fost unul durabil - la numai puține zile după alegerea sa murind de o hemoragie craniană masivă, în timp ce se afla în culmea puterii.
Sulla s-a întors la Roma în 83 î.Hr. pentru a se confrunta cu succesorul lui Marius, Carbo, care doar recent preluase comanda de la Cinna, succesorul ales de către Marius și fost co-consul. Trupele aflate sub Carbo nu au oferit prea multă rezistență și acesta a fost înlăturat cu rapiditate, Sulla preluând controlul asupra Romei folosindu-se de propria sa armată, nu precum Marius, care folosise o forță voluntară.
Sulla s-a proclamat rapid dictator al Romei. Deși mandatul dura tehnic doar șase luni, Sulla l-a deținut timp de doi ani, folosindu-și armata pentru a menține puterea. Sulla dorea să dea timpul înapoi în vremurile de înainte de Gaius Gracchus. A curbat puterea adunărilor populare, reducând abilitatea liderilor populari de-a lucra în afara Senatului folosindu-se de sistemul curent, impunând puterea Senatului atât în deciziile judecătorești, cât și în pasarea legilor. El, însă, s-a dovedit a fi un tiran, instalând noua procedură a proscripției, prin care proprietatea unei persoane avea să fie confiscată de stat, iar protecția oferită de legi inexistentă. În alte cuvinte, era acum posibil să ucizi o persoană în afara legii, iar Sulla a creat un oficiu pentru ridicarea recompenselor pe capul oponenților care cauzau probleme. A folosit fondurile confiscate pentru a umple din nou trezoreria Romei, grav afectată de războaiele purtate în Grecia și conflictul civil din Italia. A proscris romani avuți ce vorbeau împotriva sa, chiar și unii care se aflau pur și simplu în calea lor sau aveau bogate proprietăți. Mii de aristocrați romani au fost uciși în proscrierile care au avut loc în următorii doi ani, până când Sulla s-a retras din postura de dictator în 79 î.Hr., murind la nici măcar un an mai târziu.
Deși Republica Romană a mai durat oficial încă cincizeci de ani, lupta dintre Marius și Sulla încetase adevărata libertate politică în Roma, aducând forța în procesul politic. Armatele erau acum pioni în jocul puterii politice - un general cu trupe loiale putea - și s-a întâmplat să - încalce legi, să ignore Senatul și să ceară orice dorea din partea provinciilor sale. Mai mult, dacă Senatul încerca să proscrie acești generali pentru oricare dintre păcatele lor, ei își puteau aduce trupele la Roma și puteau distruge facțiunea opoziției în oraș, arătând cu degetul către precedentul creat de Sulla. Senatul din Roma era acum doar pentru spectacol - generalii aveau acum ultimul cuvânt de spus. Consulii puteau fi aleși doar cu aprobarea generalilor de pe câmpul de luptă și singurul ce putea contracara un posibil periculos comandant legionar era un altul de pricepere și armată similară. Și deși cu lecțiile lui Sulla și Marius învățat, Senatul din Roma s-a purtat în continuare de parcă el ar fi deținut adevărata putere în Republică - și atât timp cât trupele le-au permis să-și continue joaca, ficțiunea s-a menținut. Fără orice abilitate reală de a se apăra, Senatul a devenit mai arogant, fracționat, corupt și irațional, pecetluindu-și, în consecință, soarta.

### Anii Șaptezeci și Șaizeci

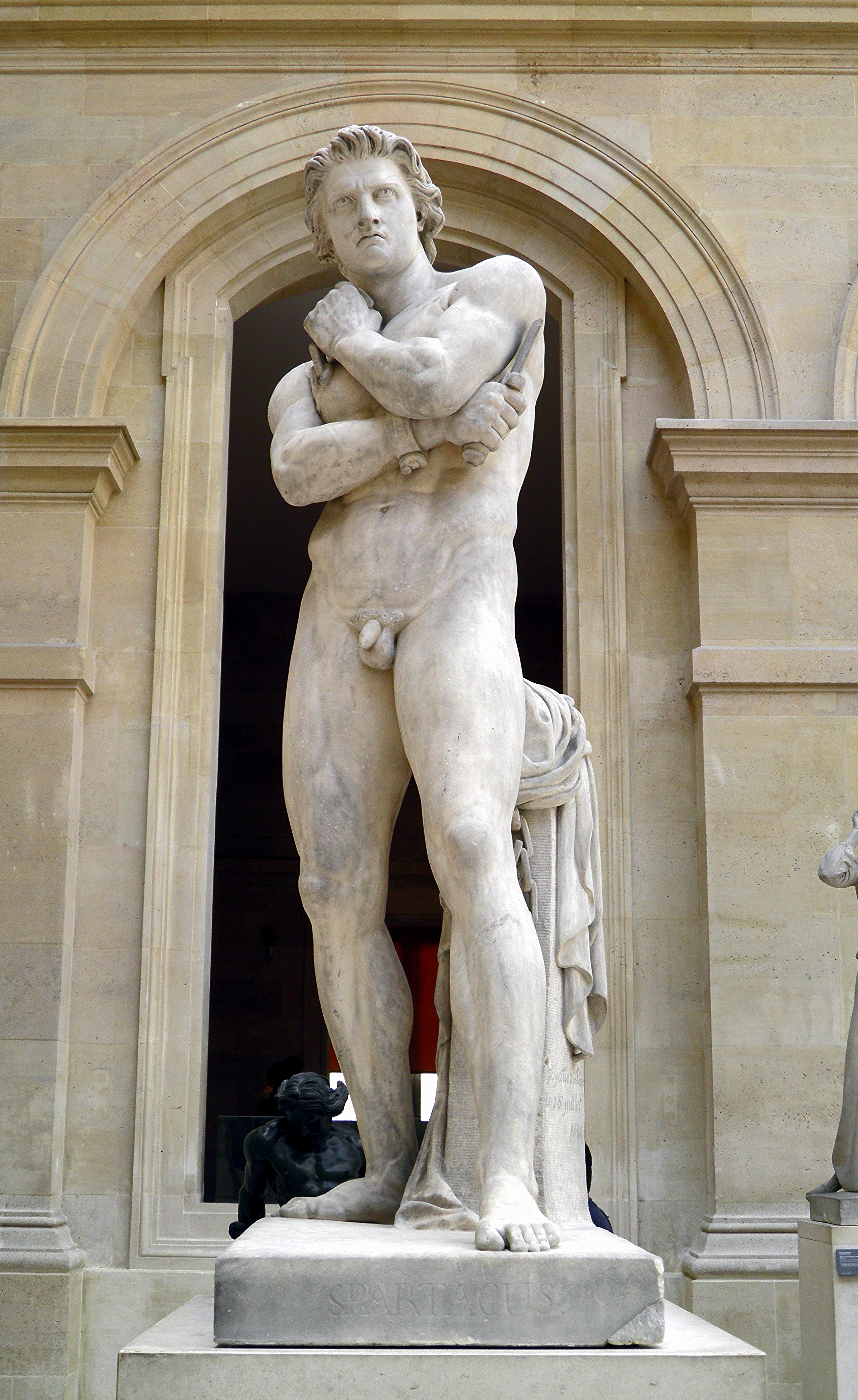
Spartacus

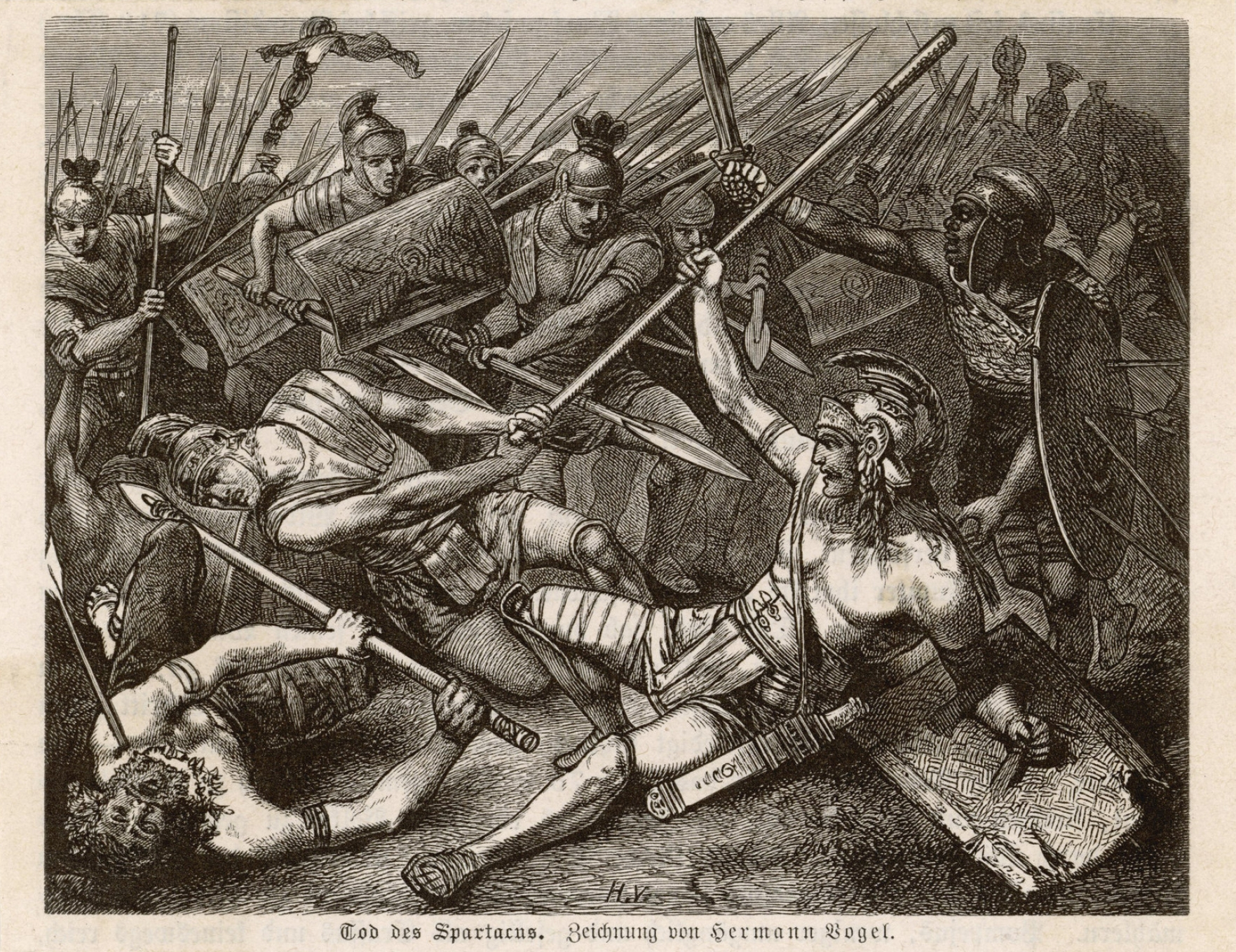
Moartea lui Spartacus

Sulla, în anul care a urmat demisiei sale, în 78 î.Hr.. Pe timpul decadei anilor 70, politica a fost dominată de către optimați; cu toate acestea, constituția sullană a început să se destrame aproape imediat, puțin câte puțin.
Din 73 î.Hr. până în 71 î.Hr. Republica Romană avea să fie zguduită de către o revoltă a sclavilor condusă de Spartacus, care, conform surselor antice, era un „auxilia“ de origine tracă, dezertat din legiunile romane. Fusese capturat, pus în sclavie și antrenat ca gladiator. În 73 î.Hr., el și alți confrați s-au răzvrătit la Capua și au organizat o tabără militară pe Muntele Vezuvius. Sclavi din tot cuprinsul peninsulei italice i s-au alăturat, numărul lor ajungând în jur de 70.000. Cele mai bune legiuni romane lipseau din Italia; unele aflate în Spania sub comanda lui Gnaeus Pompeius Magnus, suprimând rebeliunea condusă de Quintus Sertorius, în timp ce altele luptau în Asia Mică sub comanda lui Lucius Licinius Lucullus împotriva lui Mithridates. Inițial, sclavii au avut un mare succes în fața legiunilor romane trimise, învingând fără oprire de-a lungul peninsulei. Însă în 71 î.Hr., Marcus Licinius Crassus a primit comanda militară și a zdrobit rebelii. Aproape 6.000 au fost crucificați, cei 10.000 de supraviețuitori care scăpaseră fiind interceptați de către Pompei în timp ce se întorcea cu armata sa din Spania. Deși Crassus a dus majoritatea greului Pompei și-a revendicat meritul pentru victorie, creând tensiune între el și Crassus.
Crassus și Pompei au candidat pentru consul în anul 70 î.Hr., ambii fiind aleși. Cei doi au petrecut majoritatea anului încercând să se depășească în extravaganța evenimentelor publice organizate. În ciuda caracterelor necooperante ale celor doi consuli, au fost adoptate două legi care înlăturau constituția lui Sulla; prima, tribunul a primit puterea de înainta legi; a doua, monopolul senatorial asupra judecăților s-a încheiat, iar calitatea de membru a fost împărțită egal între senatori, ecvestri și un grup cunoscut sub numele de „tribunii trezoreriei“.
Între timp, Lucullus lupta, chiar cu succes, împotriva lui Mithridates și a aliatului și ginerelui său, Tigranes cel Mare, regele Armeniei, dar a fost incapabil să calmeze teritoriile pe care le cucerise. În același timp, M. Antonius (tatăl lui Marc Antoniu) și Q. Caecilius Metellus încercau să înlăture ciuma de piraterie care necăjea Mediterana, cu grotescă ineficiență, însă.

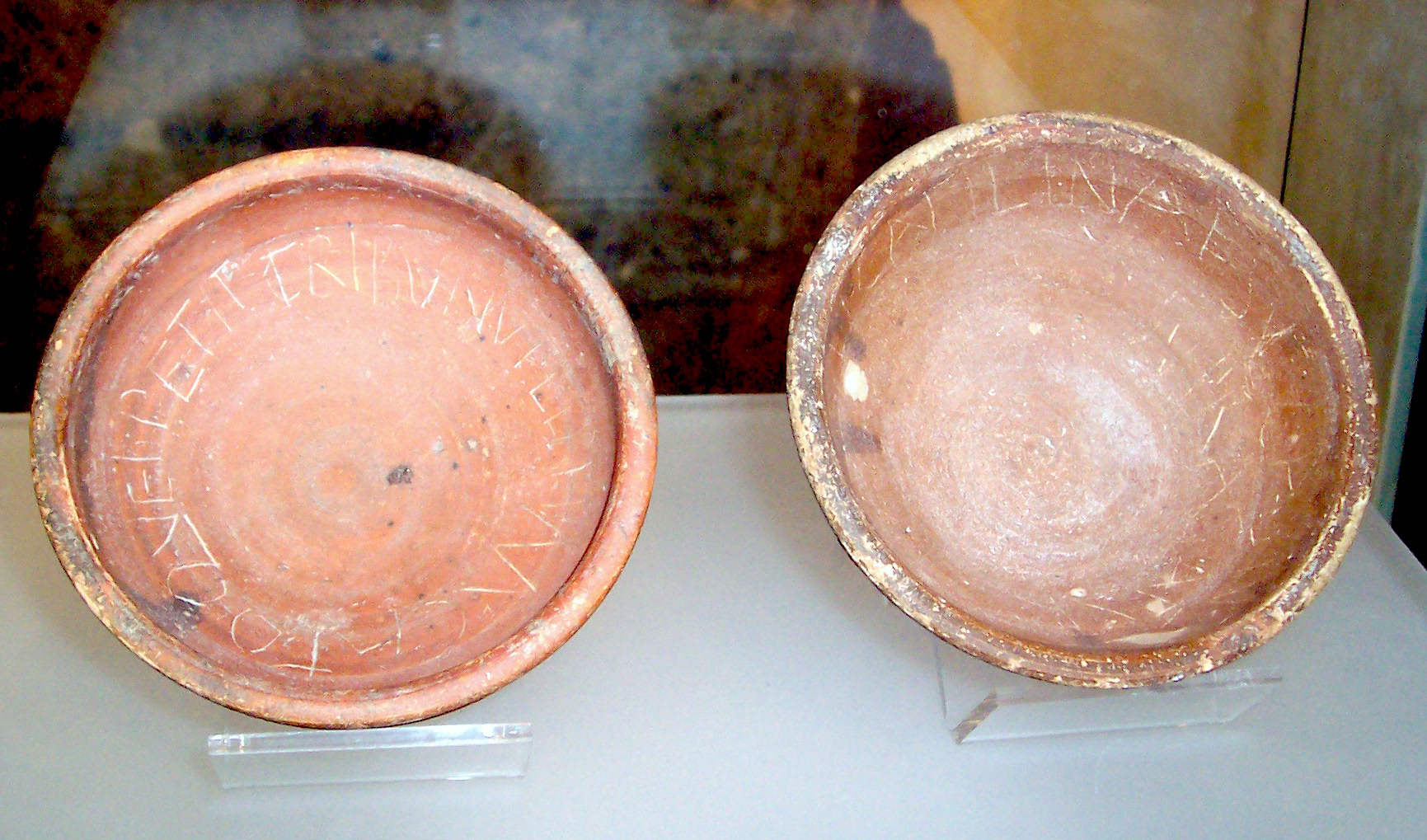
Cupa de propagandă a lui Catilina pentru alegerile consulare din 62 î.Hr. (în dreapta). Aceste cupe, umplute cu mâncare și băutură, aveau să fie distribuite alegătorilor pentru a sprijini candidații

Datorită lipsei de succese, în 66 î.Hr., Pompei a primit o comandă militară extraordinară. Acesta a alungat pirații până în patruzecișinouă de zile și a început urmărirea lui Mithridates. Pompei i-a anihilat armata, iar Mithridates a fost un fugitiv în ultimii săi trei ani de viață. Pompei a dus până la capăt aceste succese cucerind întreaga coastă de est a Mediteranei, punând capăt dinastiei siriene Seleucid. Bogăția capătată din cuceririle sale a dublat venitul statului roman, iar Pompei l-a surclasat pe Crassus ca fiind cel mai înavuțit om din Roma.
Situația economică din Roma însăși, însă, era încă problematică. Datoriile erau probleme refractare pentru mulți, atât nobili dar și nu exclusiv. Această manta negativă a fost înlăturată de către Lucius Sergius Catilina, care a candidat pentru consul în 64 î.Hr. pentru mandatul din 63 î.Hr. sub platforma unei anulări complete a datoriilor - esențial o distribuire a bogăției. În ciuda nașterii sale sub statutul de nobil, politica sa i-a speriat pe optimați, care în schimb sprijineau un novus homo: Marcus Tullius Cicero. Cicero a fost ales la timp; Catilina a fost al treilea în lista preferințelor și a rămas în afară. El a mai candidat o dată în anul următor, însă de data aceasta a fost înfrânt și mai convingător. Atunci, alături de mai mulți senatori desfrânați, au început planificarea unui coup d’état care ar fi inclus incendierea Romei, înarmarea sclavilor și ascensiunea lui Catilina ca dictator. Cicero a aflat și a informat Senatul într-o serie de cuvântări briliante, în urma acestora acordându-i-se putere absolută („senatus consultum ultimum“) din partea Senatului pentru salvarea Republicii. A executat conspiratorii în oraș fără proces; co-consulul său, Gaius Antonius Hybrida înfrângând apoi armata lui Catilina în apropiere de Pistoria. Niciunul dintre soldații lui Catilina nu a fost lăsat în viață.

### Primul Triumvirat

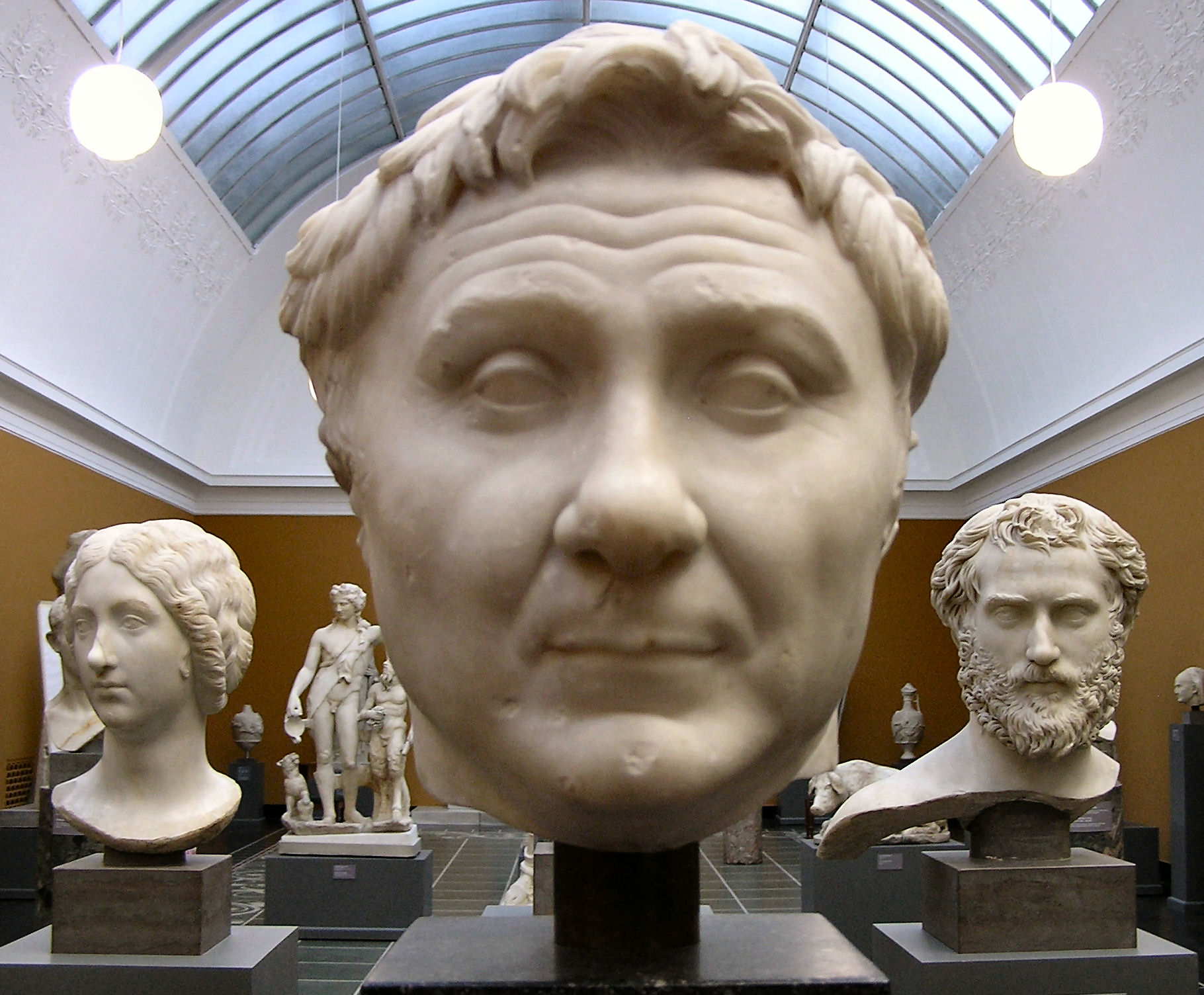
Pompei cel Mare

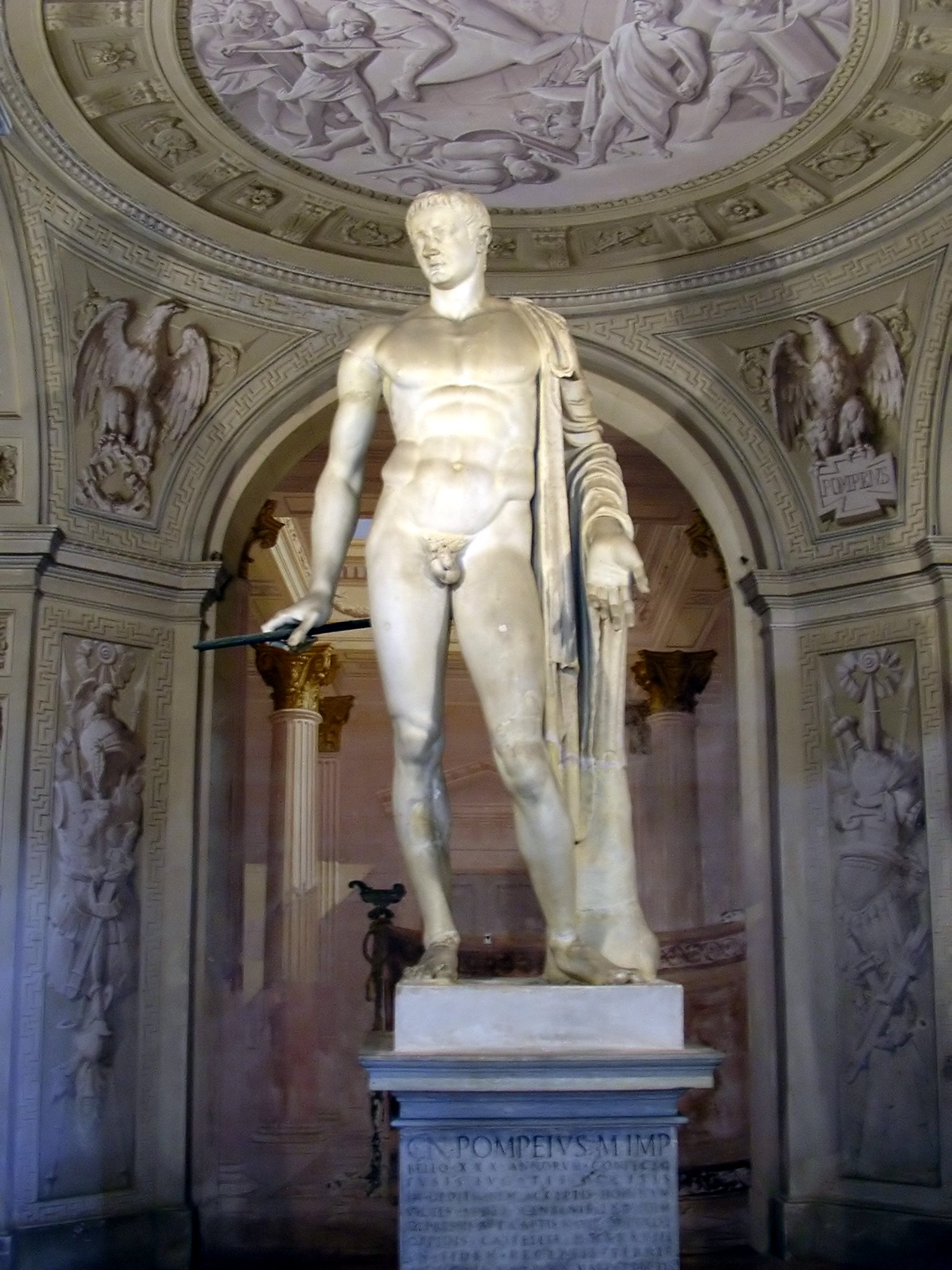
Pompei

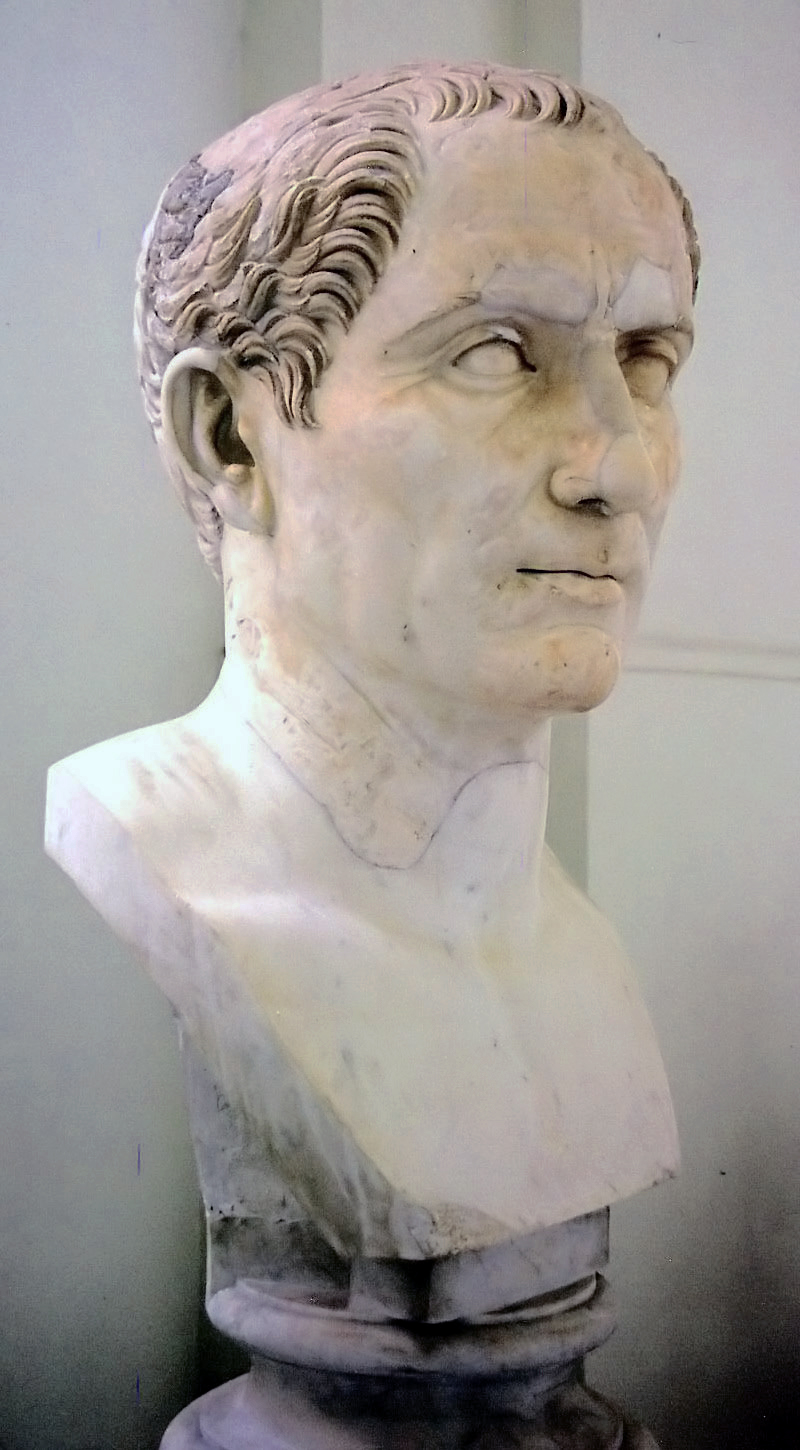
Gaius Iulius Caesar - bust

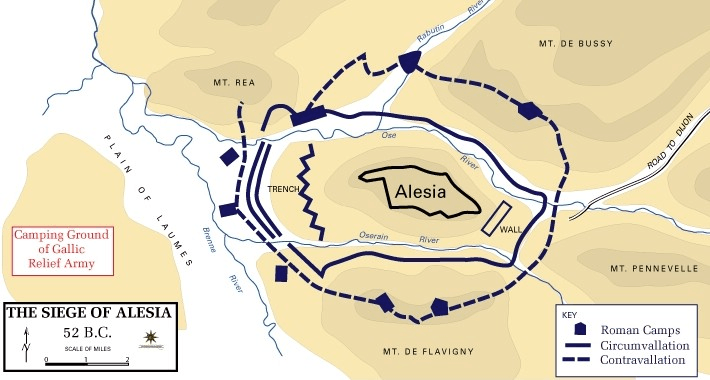
Alesia

Cezar și Vercingetorix

În 62 î.Hr. Pompei s-a întors din est. Mulți senatori, în special din rândurile optimaților, s-au temut că Pompei va merge pe urmele lui Sulla și se va instaura ca dictator. În schimb, Pompei și-a demobilizat armata la ajungerea în Italia. Totuși, Senatul și-a menținut opoziția în oferirea pământurilor pentru veteranii lui Pompei și în ratificarea așezării estice a lui Pompei. În plus, Senatul îl punea acum la zid pe vechiul inamic al lui Pompei, Crassus, în încercările sale de-a câștiga puțină înțelegere din partea aliaților săi, fermierii cu taxă. Intrând acum în scena a fost un tânăr politician care din acest punct înainte avea să aibă o carieră de succes, însă nu atât de briliantă Gaius Iulius Cezar. Cezar a profitat de nemulțumirile dintre cei doi inamici ai săi, aducându-i într-o alianță degajată cunoscută ca Primul Triumvirat. În plus, a consolidat alianța sa căsătorindu-și fiica, Iulia Cezaris cu Pompei. Cei trei triumviri erau capabili de a domina politica Romei datorită influenței lor colective; primul pas a fost alegerea lui Cezar pentru consulat în 59 î.Hr..
În încercarea de a pasa legi din care atât Pompei, cât și Crassus ar fi avut de câștigat, Cezar a întâlnit o opoziție dură din partea colegului său consular conservator Marcus Calpurnius Bibulus, care s-a folosit de toate tacticile parlamentare pentru a bloca legislația. Cezar a apelat la tactica neconstituțională a violenței; Bibulus s-a aflat sub arest la domiciliu pentru majoritatea acelui an, iar Cezar a fost capabil să paseze aproape toată legislația sa. A fost numit apoi guvernator al Galiei Cisalpine și al Illyricum pentru o perioadă de cinci ani. Când guvernatorul Galiei Transalpine a murit neașteptat, Senatul a repartizat teritoriul tot lui Cezar.
Cezar și-a început slujba de guvernator în 58 î.Hr.. A început imediat o serie de campanii militare în întreaga Galie, cunoscute ca Războaiele galice, ba chiar a avut câteva raiduri în Germania și Britania. Pe o perioadă de nouă ani a făcut ca triburile galice să se războiască între ele (divide și conduce) și a distrus toată opoziția. Aceste războaie au cauzat pierderi omenești și nu numai masive și au fost, tehnic, ilegale, considerând că Cezar și-a depășit autoritatea (care se limita la provinciile sale) în lansarea invaziilor, însă la Roma nimeni, în afară de inamicii lui din Senat, nu era interesat.
În acest timp, triumviratul de acasă necesita o relansare. În 56 î.Hr., cei trei oameni care dominaseră republica s-au întâlnit la Lucca, în provincia lui Cezar din Galia Cisalpină (cum legea interzicea unui om aflat în controlul unei armate să treacă în Italia). Cei trei triumviri au ajuns la un nou acord: Crassus și Pompei aveau să fie aleși încă o dată în poziția de consuli pentru anul 55 î.Hr.; Pompei păstra comanda legiunilor romane aflate în Spania (pe care le conducea în „absentia“), iar Crassus, dorind glorie militară pentru a se putea plasa la același nivel precum Cezar și Pompei, a primit o comandă de acest gen în est. Mandatul de guvernator al lui Cezar a fost extins pentru încă cinci ani.
În 53 î.Hr., Crassus a lansat o invazie a Imperiului Parthian (succesor al perșilor). Și-a condus armata adânc în deșert; aici, însă, legiunile romane nu erau obișnuite cu condițiile de luptă, pe când cavaleria parthiană era adepta unui astfel de climat Armata sa a fost învinsă după ce ajunsese departe în teritoriul inamic, încercuită la Bătălia de la Carrhae. Crassus însuși a fost capturat și mai târziu executat, turnându-i-se aur topit pe gât.
Moartea lui Crassus a îndepărtat o parte din balanța triumviratului; în consecință, Cezar și Pompei au început să se îndepărteze unul față de celălalt. În 52 î.Hr., Iulia a murit, mărind golul creat între cei doi. Pompei, care anterior fusese membrul senior al triumviratului și, într-adevăr, al republicii, începea să vadă autoritatea sa amenințată de acest partener junior, Cezar, ale cărui campanii în Galia îi extindeau vast prestigiul, norocul și puterea. În consecință, Pompei a început să se atașeze tot mai tare de optimați, care, la rândul lor, se opuneau lui Cezar și partidului său, populares.
În același timp, o răscoală galică unită, condusă de liderul carismatic Vercingetorix, care aproape a reușit să răstoarne prezența militară romană în Galia; însă Cezar, cu obișnuita sa viteză și briliantul mixaj al strategiei militare și cruzimii, a fost capabil să-l înfrângă pe Vercingetorix prin asaltul de la Alesia. Războaiele galice erau esențial terminate (o treime a tuturor bărbaților galici muriseră - o altă treime vândută în sclavie).
Până în 50 î.Hr. toată rezistența galică fusese înlăturată și Cezar avea o armată loială de veterani pentru a avansa în ambițiile sale militare. Cum Cezar se apropia de finalul carierei sale ca guvernator, cei mai mari lideri politici și militari ai Republicii Romane erau presați în a găsi teren comun, iar o criză creștea, dovedindu-se mai târziu ultimul cui de pe coșciugul Republicii.

### Războiul civil și dictatura lui Cezar

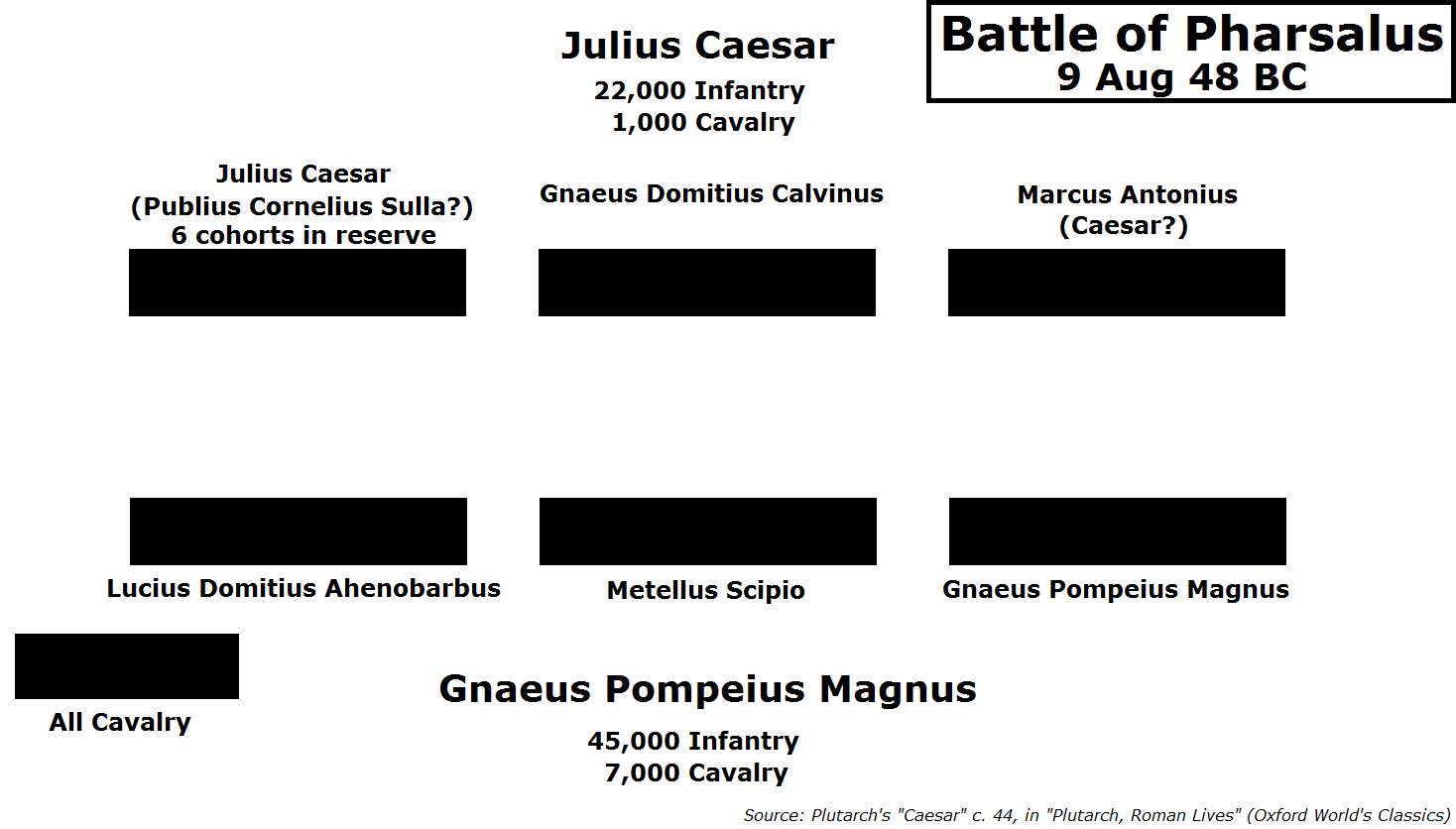
Pharsalus

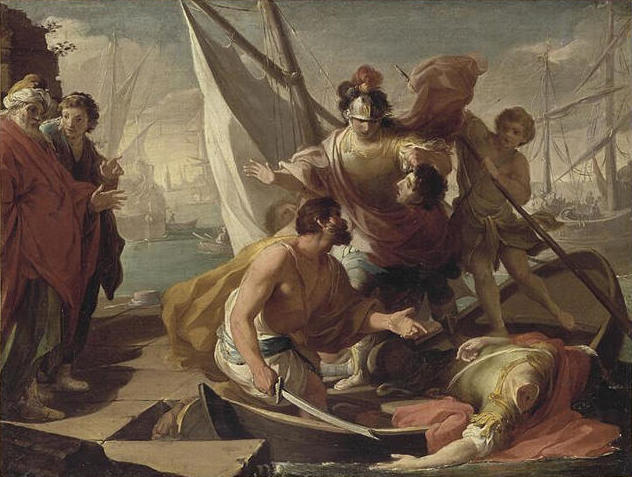
Moartea lui Pompei

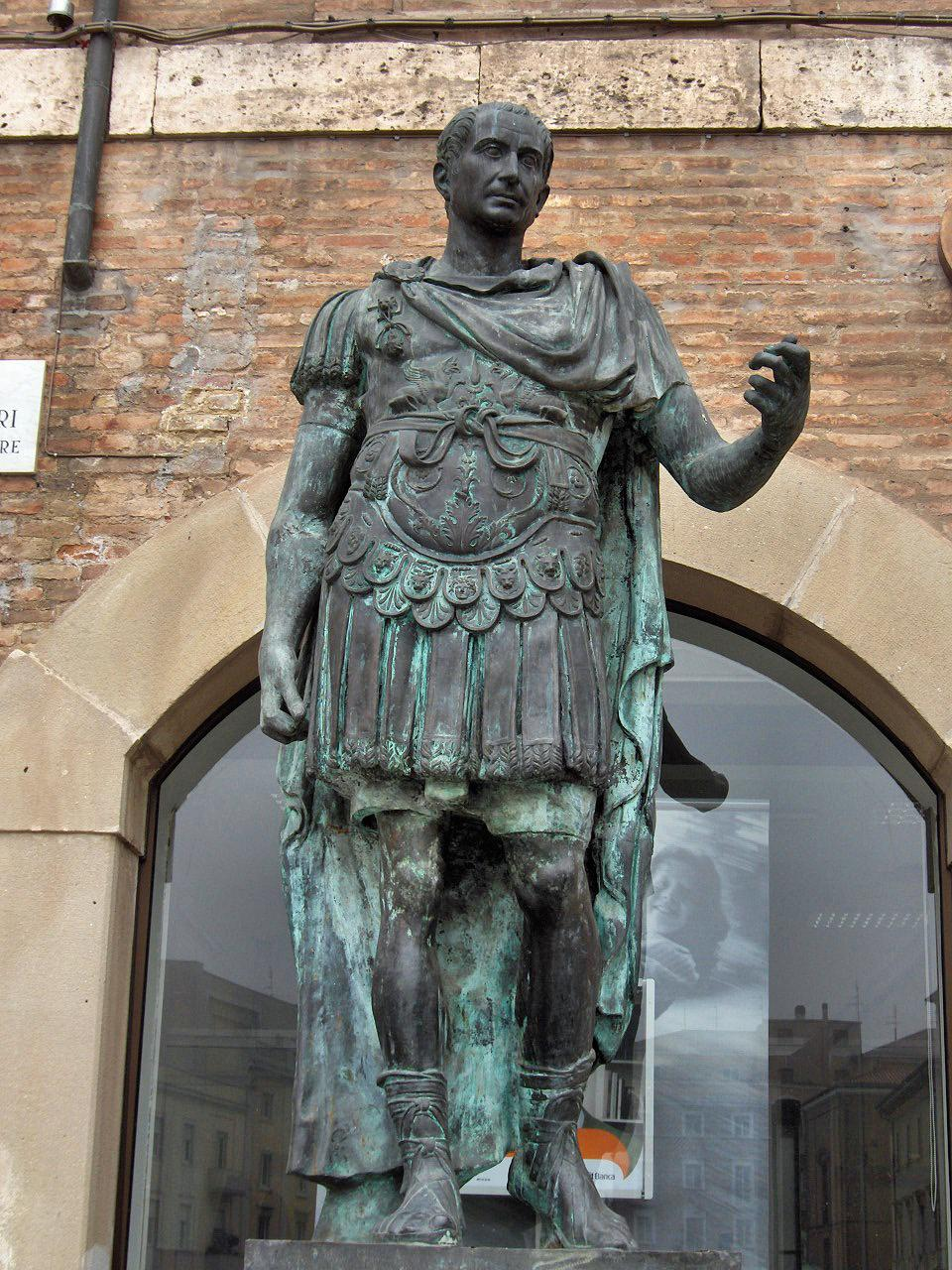
Cezar

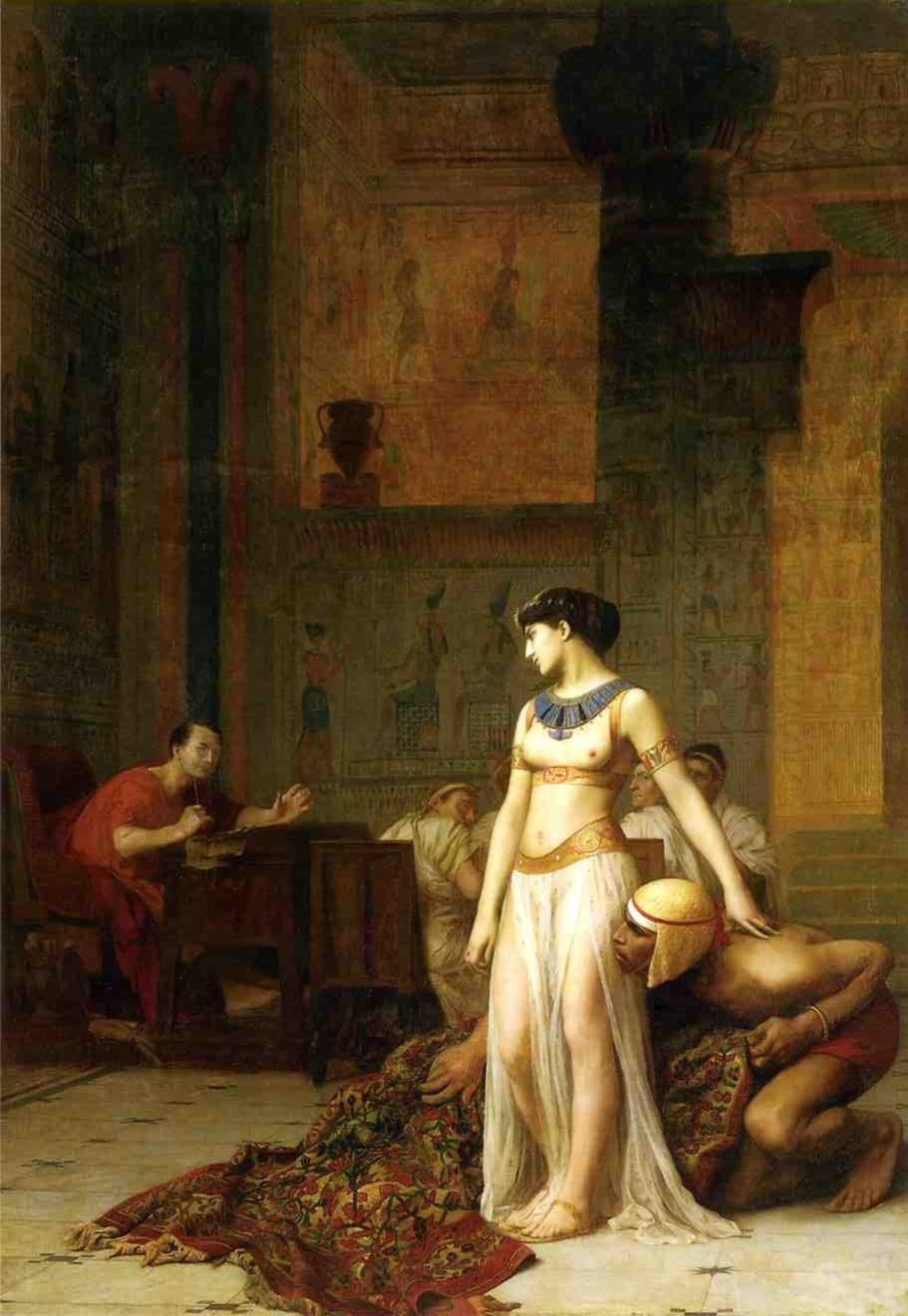
Cleopatra și Cezar - de Jean-Leon-Gerome

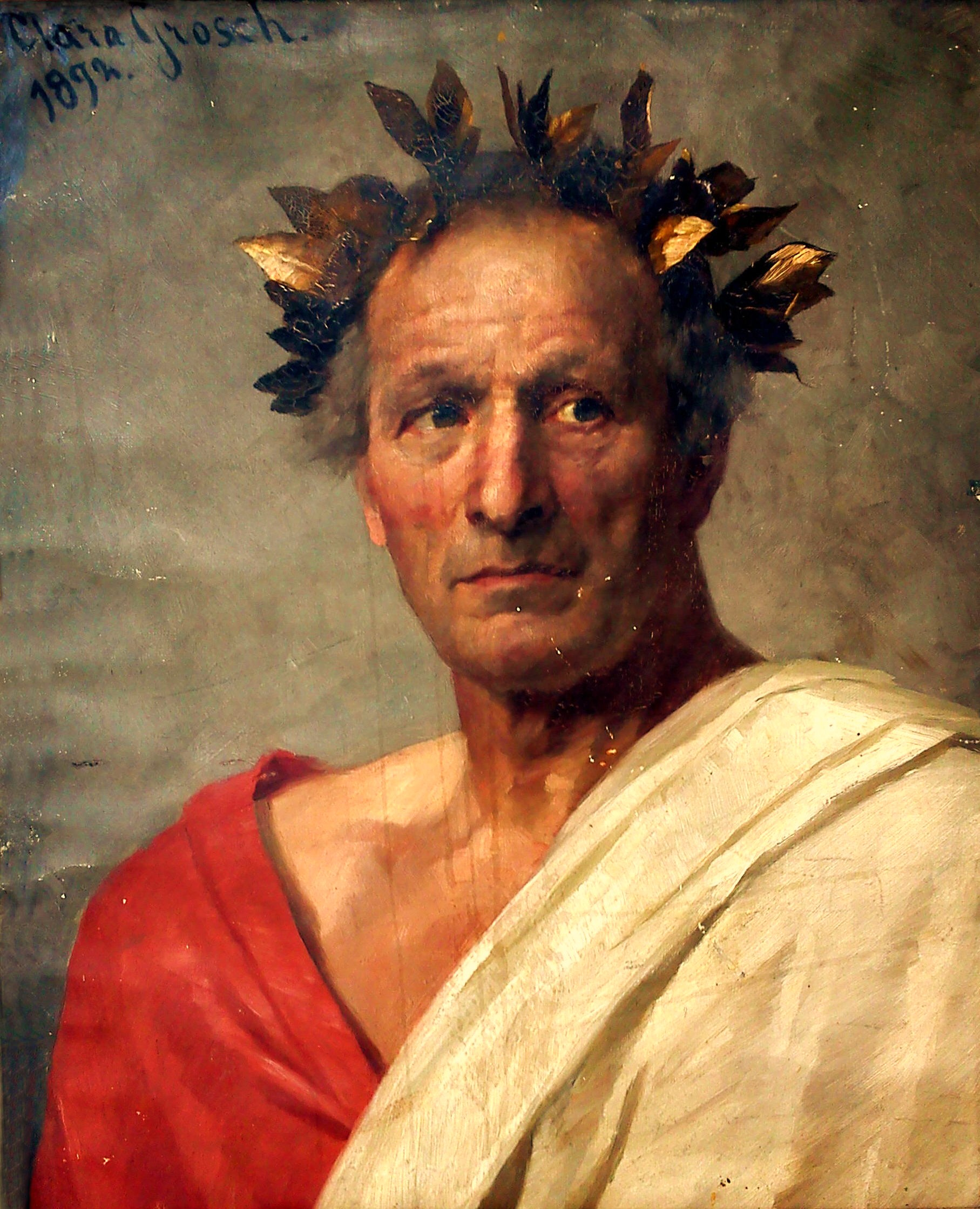
Cezar

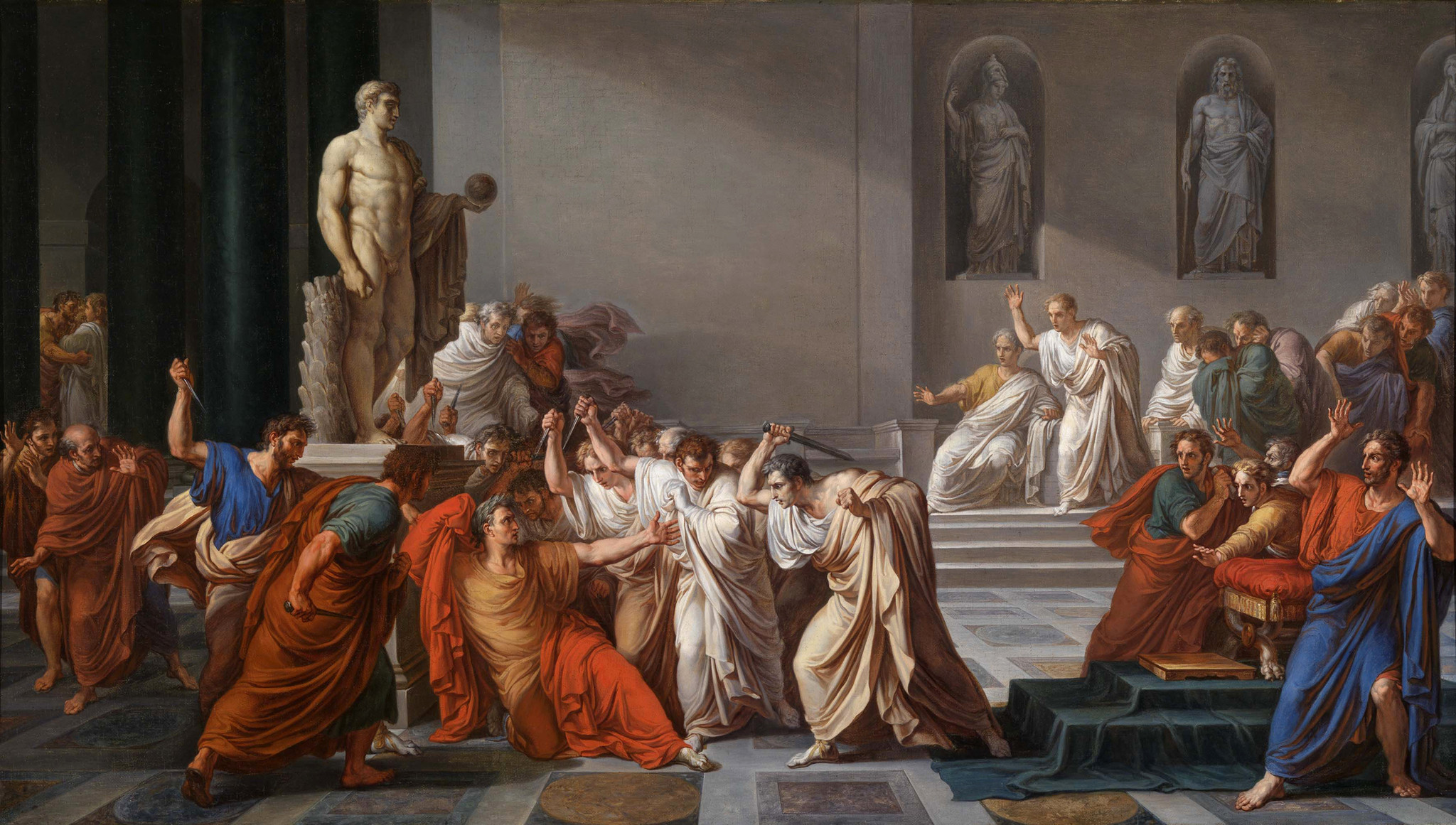
Moartea lui Cezar

Problema cheie era dacă Cezar va fi capabil sau nu să câștige postul de consul pentru 48 î.Hr. in absentia. Postul lui Cezar de guvernator avea să expire la finele lui 49 î.Hr., la fel ca și imunitatea sa juridiciară. Avea să fie cu siguranță acuzat de violarea constituției în perioada consulatului său din 59 î.Hr., ceea ce ar fi dus la moartea carierei sale politice sau chiar a vieții sale. Dacă i se permitea să candideze in absentia, și-ar fi putut asuma imediat consulatul, și apoi un nou mandat de guvernator, păstrându-și continuă imunitatea. Optimații se opuneau extrem de tare candidaturii lui Cezar in absentia, iar la 1 februarie 49 î.Hr., au pasat o lege prin care îl declarau pe Cezar un inamic public și îi cereau reîntoarcerea la Roma pentru a fi judecat. Pompei a primit autoritate absolută pentru a apăra Republica Romană. Aceste vești au ajuns la Cezar probabil la 10 ianuarie, tot atunci fiind datată și celebra sa vorbă: "Alea iacta est" (Zarurile sunt aruncate) - de fapt, în limba greacă, citându-l pe Menander. Cezar a trecut râul Rubicon (granița dintre Galia Cisalpină și Italia în timpul Republicii Romane) cu armata sa. Războiul civil începuse.
Conducând o armată veterană, Cezar și-a croit cu ușurință calea prin Peninsula Italiei, întâlnind o slabă rezistență din partea legiunilor de curând recrutate. Singura excepție a fost la Corfinium, unde Gnaeus Domitius Ahenobarbus a fost învins. Cezar l-a iertat, sub remarcabila sa politică de grațiere. Dorea să știe toată lumea că nu avea să devină viitorul Sulla. A luat Roma fără a întâlni opoziție, iar apoi a mărșăluit către sud pentru a încerca să-l oprească pe Pompei, care încerca să se retragă din Brundisium de-a lungul Mării Adriatice către Grecia. Cezar s-a apropiat, dar Pompei și armatele sale au scăpat în ultima clipă.
În 48 î.Hr. Pompei controla mările, iar legiunile sale le depășeau cu mult pe ale lui Cezar; însă legiunile ultimului, după zece ani de campanii riguroase deveniseră veterani experimentați. Din pricina lipsei sale de flotă, Cezar a încercat să-și solidifice controlul asupra vestului Mediteranei, notabil la Massilia și în Spania. Cele două armate s-au întâlnit pentru prima dată în Bătălia de la Dyrrhachium, la 10 iulie, unde Pompei a înregistrat o victorie majoră. Totuși, Pompei nu a reușit să fie constant, iar Cezar și-a putut regrupa forțele și câștiga o victorie decisivă în Bătălia de la Pharsalus la 9 august. Pompei a fugit către Egipt, unde a sperat să găsească sprijin.
Cezar ajunge în Alexandria, capitala Egiptului ptolemeic, găsind grânarul Mediteranei în starea unui război civil. Agenți ai tânărului rege Ptolemeu al XIII-lea, îl asasinaseră pe Pompei și îi prezentaseră capul acestuia lui Cezar, crezând că acest gest îl va bucura și îl va sprijini pe Ptolemeu în lupta împotriva surorii sale, Cleopatra. A avut efectul opus. Cezar a început o legătură cu Cleopatra, iar Ptolemeu a încercat să-l distrugă pe Cezar în orașul Alexandria. O lungă bătălie, ajunsă până la urmă în afara orașului, amintită ca una dintre cele mai periculoase din cariera lui Cezar, a fost însă o victorie. Astfel Cleopatra ajunge pe tronul Egiptului alături de un alt frate, Ptolemu al XIV-lea. Mai tărziu, Cleopatra a născut fiul lui Cezar, Cezarion, întitulat Ptolemeu Cezar. Auzind de o invazie în Asia Mică condusă de către Pharnaces al II-lea al Pontusului, fiul vechiului inamic al Romei Mithridates, a avansat într-acolo în 47 î.Hr., înregistrând o victorie rapidă la Bătălia de la Zela. Atunci Cezar a pronunțat fraza ajunsă celebră mai târziu: „Veni, Vidi, Vici“ -- Am venit, am văzut, am cucerit.
În 46 î.Hr. Cezar a mers către nordul Africii pentru a se ocupa de rămășițele pro-Pompei care încercau să se regrupeze sub conducerea lui Cato cel Tânăr și a lui Titus Labienus. A întâlnit un mic pas-înapoi în Bătălia de la Ruspina înainte de a-i învinge în Bătălia de la Thapsus. Sinuciderea lui Cato i-a cauzat multă amărăciune lui Cezar. El își dorea să-l ierte pe Cato, refractarul său inamic, pentru a câștiga popularitate printr-o astfel de clemență. În 45 î.Hr., a mers în Spania și a câștigat în lupta finală împotriva trupelor pro-Pompei în îngrozitoarea Bătălie de la Munda. Spunea că înainte luptase întotdeauna pentru victorie, dar în Munda a luptat pentru viața sa. S-a întors la Roma. Avea mai puțin de un an de trăit.
Cezar a regulat foarte strâns achiziționarea grânelor subvenționate de către stat, prostituatelor și a interzis celor ce își permiteau aprovizionarea privată cu grâne de la cumpărarea sa din partea statului. A reformat calendarul, trecând de la unul lunar la calendarul solar și a oferit numele gintei sale lunii a șaptea (iulie). Acest calendar, cu mici retușuri făcute de către Octavian (care câțiva ani mai târziu a redenumit a opta lună în august, după unul dintre titlurile sale) și Papa Grigore în 1582. Schimbările și implicit, calendarul au rezistat până în zilele noastre. A reformat, de asemenea, și problema datoriilor. În același timp, a continuat să accepte imense onoruri din partea Senatului. A fost numit Pater Patriae (Părintele țării), începând purtarea îmbrăcăminții vechilor împărați romani. Aceasta a adâncit ruptura dintre Cezar și senatorii republicani aristocratici, mulți dintre cei pe care îi grațiase în timpul războiului civil.
În 45 î.Hr. a fost numit dictator pentru zece ani. Această numire a fost urmată de cea din 44 î.Hr., dictator pe viață. O dublă problema se crease; în primul rând, toată puterea politică ar fi trebuit a fi concentrată în puterile lui Cezar pe viitorul previzibil, având ca posibil efect subordonarea Senatului la dorințele sale; în al doilea rând, numai moartea lui Cezar ar fi putut pune capăt. Astfel, un grup de aproximativ 60 de senatori, conduși de către Gaius Cassius Longinus și Marcus Junius Brutus, a conspirat pentru asasinarea lui Cezar în scopul salvării republicii. Și-au îndeplinit fapta în Idele lui martie, la 15 martie, 44 î.Hr., cu trei zile înainte de plecarea lui Cezar în est pentru a apăra parthianii.

### Al doilea Triumvirat și triumful lui Octavian

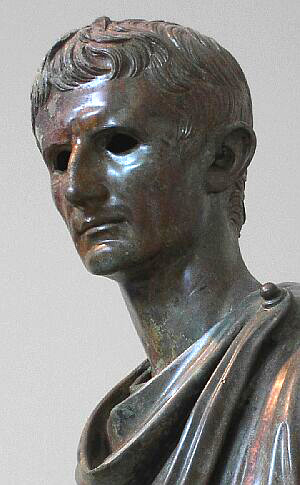
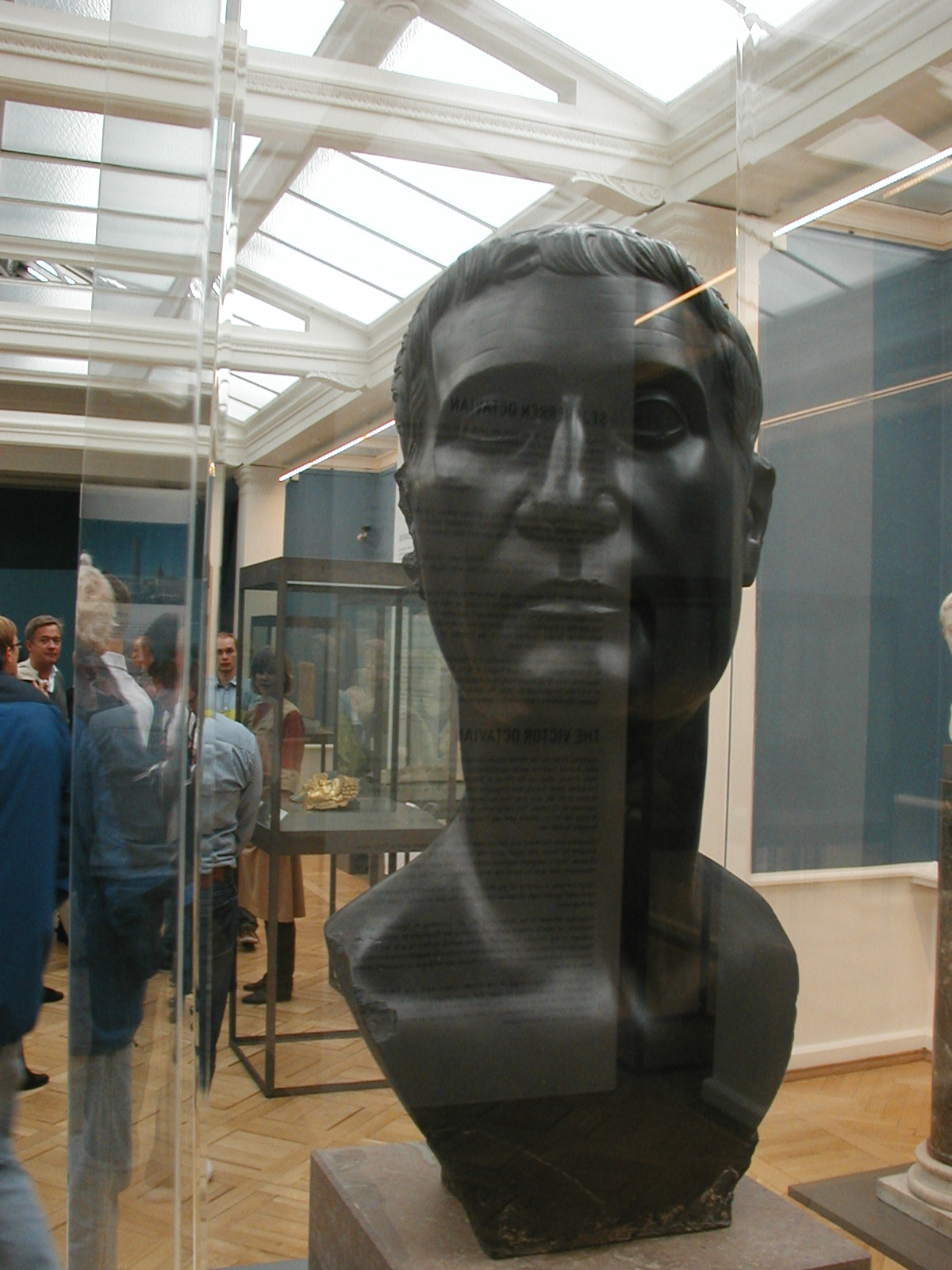

Map Philippi campaign 42 BC-it

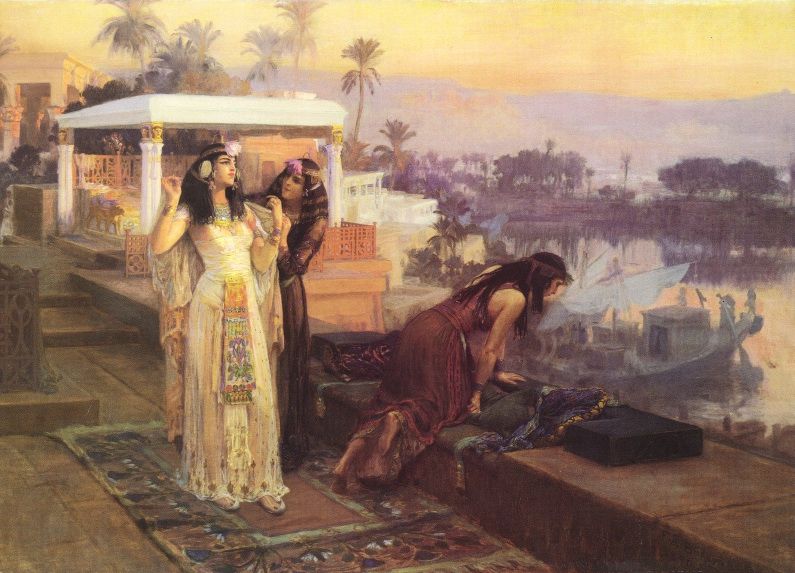
Frederick Arthur Bridgman - Cleopatra on the Terraces of Philae

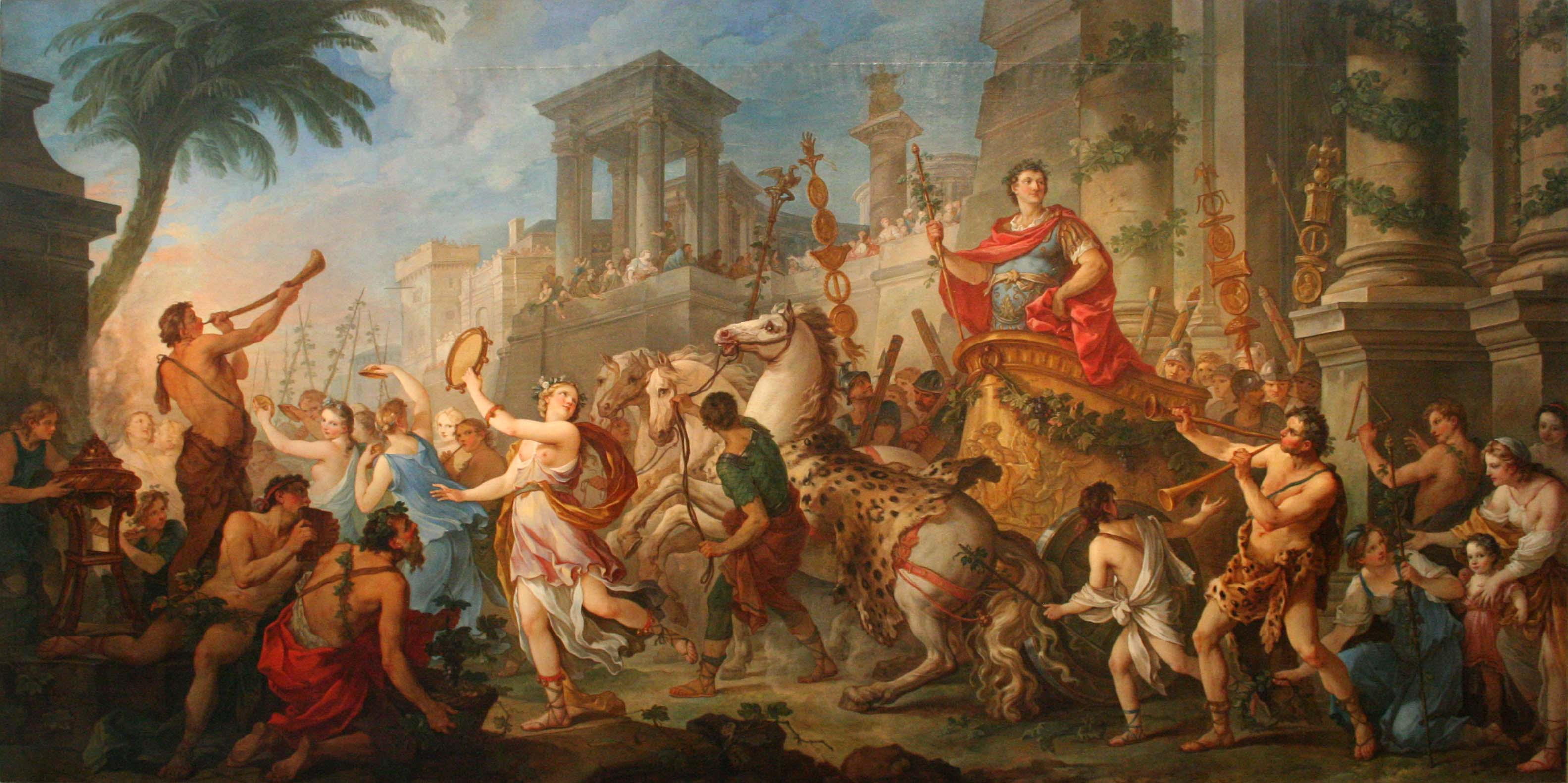
Natoire Marc-Antoine-Ephèse

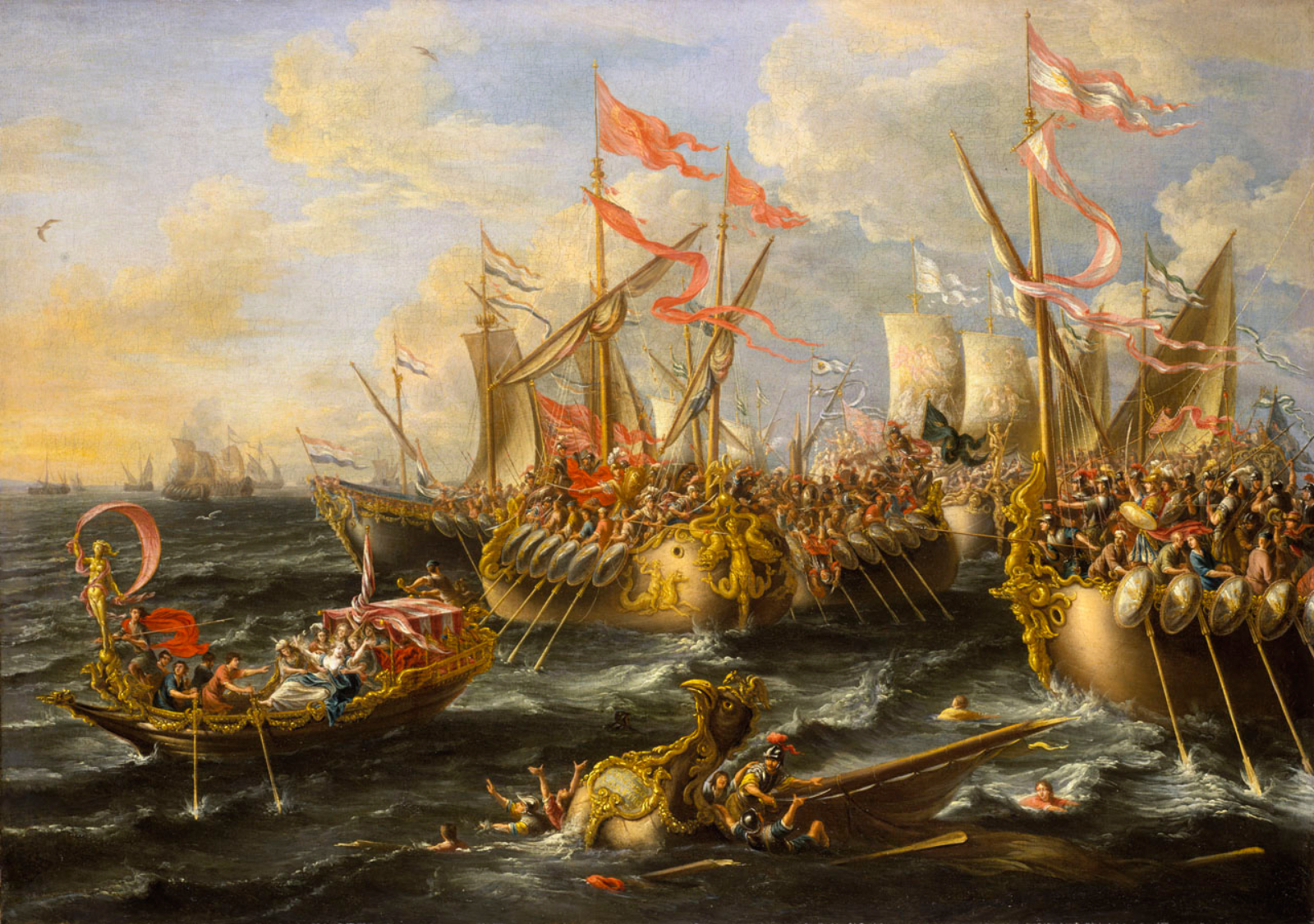
Castro Battle of Actium

Battle of Actium-en

După asasinarea lui Cezar, prietenul și locotenentul său șef, Marcus Antonius, s-a folosit de ultimul testament al lui Cezar într-un strălucit discurs împotriva asasinilor, incitând mulțimea. Asasinii au fugit către Grecia. În testament, nepotul său Octavianus, totodată fiul adoptiv al lui Cezar, a fost numit moștenitorul său politic. Octavian s-a întors din Grecia (unde el și prietenii săi, Marcus Vipsanius Agrippa și Gaius Mecenas, ajutau la regruparea legiunilor macedonene pentru invazia planificată asupra Parției) și a strâns o mică armată din rândurile veteranilor lui Cezar. După câteva neînțelegeri inițiale, Antonius, Octavianus și Marcus Aemilius Lepidus au format al doilea Triumvirat. Puterea lor îmbinată a dat triumvirilor forță absolută. În 42 î.Hr., i-au urmărit pe asasinii lui Cezar în Grecia, unde, datorită mai ales calităților de comandant militar ale lui Antoniu, i-au înfrânt în Bătălia de la Filippi, la 23 octombrie al aceluiași an.
În 40 î.Hr., Antoniu, Octavian și Lepidus au negociat Pactul de la Brundisium. Antoniu a primit cele mai bogate provincii din răsărit: Achaea și Macedonia (în Grecia actuală), Epirus, Bithinia și Asia (în Turcia actuală), Siria, Ciprul și Cirenaica. Antoniu avea, de asemenea, avantajul strategic de a fi foarte aproape de Egipt, pe atunci cea mai bogată regiune mediteraneeană. De cealaltă parte, Octavian a primit provinciile romane din apus: Italia, Galia (Franța actuală) și Hispania (actualmente Spania și Portugalia). Aceste teritorii erau mai sărace, însă în mod tradițional ofereau o mai bună bază de recrutare a soldaților. Lepidus a primit mica provincie a Africa (Tunisia actuală) pentru a o guverna. De aici înainte, lupta pentru puterea supremă se va da între Antoniu și Octavian.
În apus, Octavian și Lepidus trebuiau întâi să se ocupe de Sextus Pompeius, fiul în viață a lui Pompei, care luase controlul asupra Siciliei și desfășura operațiuni de piraterie în întreaga Mediterană, periclitând transporturile cruciale de grâne egiptene către Roma. În 36 î.Hr., Lepidus, în timp ce asedia forțele lui Sextus Pompeius în Sicilia, a ignorat ordinul lui Octavian ca nicio capitulare să nu fie permisă. Atunci Octavian a mituit legiunile lui Lepidus, iar acestea l-au părăsit. Efectul imediat a fost înlăturarea puterii militare și politice de care dispunea Lepidus.
În răsărit, Antoniu se afla în război împotriva parților. Campania lui nu a fost atât de reușită precum și-ar fi dorit, deși era mult mai reușită decât cea a lui Crassus. A început o relație amoroasă cu Cleopatra, care a dat naștere celor trei fii ai săi. În 34 î.Hr., la Donațiile din Alexandria, Antoniu a „dăruit” mult din jumătatea estică a imperiului copiilor săi și ai Cleopatrei. În Roma, acest fapt, precum și dezvăluirea testamentului lui Marc Antoniu (în care acesta își exprima dorința, devenită ulterior faimoasă, de a fi îngropat în iubita sa cetate Alexandria), au fost folosite de către Octavian într-un război de propagandă, în care îl acuza pe Antoniu că ar fi devenit „barbar” și un „sclav al Cleopatrei”, trădând astfel cauza Romei. Octavian a încercat să nu-l atace pe Antoniu direct, pentru că acesta era încă foarte popular la Roma; în schimb, întreaga vină a fost pusă pe umerii Cleopatrei.

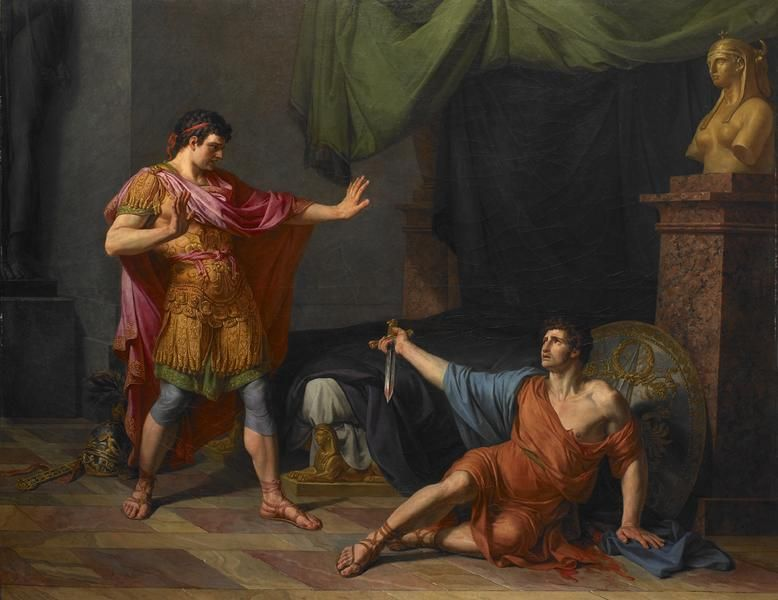
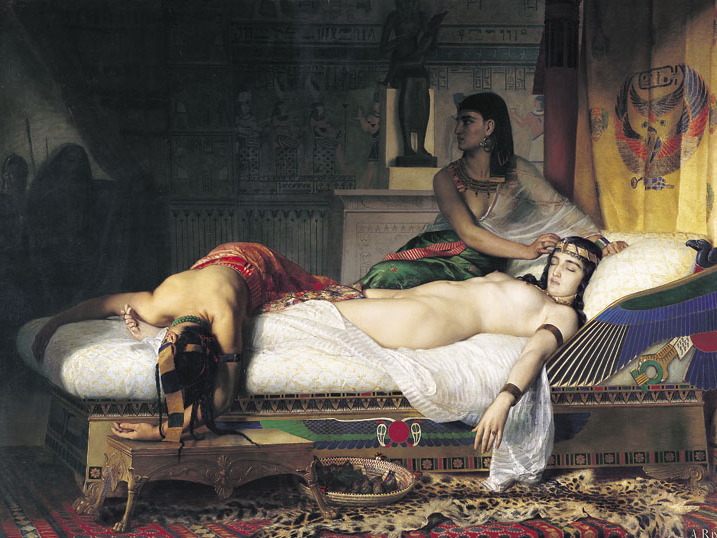

În 31 î.Hr. a început în sfârșit războiul. Aproximativ 200 de senatori, o treime a Senatului, l-au abandonat pe Octavian pentru a-i sprijini pe Antoniu și Cleopatra. Sfâtuitorul-șef și extraordinarul lider militar al lui Octavian, Agrippa, a capturat Methone în Grecia. Marea confruntare finală a Republicii romane s-a întâmplat la 2 septembrie 31 î.Hr., în Bătălia navală de la Actium, unde flota lui Octavian aflată sub comanda lui Agrippa a înfrânt mai marea flotă a lui Antoniu și Cleopatrei; cei doi iubiți au fugit către Egipt. Datorită victoriei lui Octavian și priceputa sa folosire a propagandei, negocierii și mituririi, multe legiuni din Grecia, Asia Mică și Cyrenaica i s-au alăturat.
Octavian și-a continuat marșul în jurul Mediteranei către Egipt, primind supunerea regilor locali și a guvernatorilor romani întâlniți în cale. A ajuns în sfârșit în Egipt în 30 î.Hr., dar înainte ca Octavian să-și fi capturat inamicul principal, Antoniu s-a sinucis. Cleopatra a făcut la fel în câteva zile, în luna august.
Perioada războaielor civile se încheiase în sfârșit. De atunci înainte, nu mai rămase nimeni în Republica romană care putea și ar fi vrut să i se împotrivească lui Octavian, cum fiul adoptiv al lui Cezar a preluat controlul absolut. A desemnat guvernatori loiali lui în jumătate dintre provinciile „de frontieră“, unde era situată majoritatea legiunilor, asigurându-se astfel că nici un guvernator nu ar putea să încerce detronarea sa. De asemenea, a reorganizat Senatul, înlăturând membrii periculoși și de neîncredere și exttinzându-l prin aducerea suporterilor săi din provinciile și din afara aristocrației romane, oameni de la care se aștepta urmarea ordinelor sale. Din păcate, a lăsat majoritatea instituțiilor republicane aparent intacte, slabe ca organizare. Consulii au continuat să fie aleși, tribunii plebeilor au continuat să ofere legislație și dezbaterile încă răsunau prin Curia romană. Din păcate, Octavian influența totul și avea ultimul cuvânt de spus, dispunând de legiunile sale oricând, dacă era necesar.
Senatul roman și cetățenii romani, obosiți de războaiele civile care parcă nu se terminau niciodată și neliniștiți, erau dispuși să arunce incompetența și instabilitatea conducere a Senatului și a adunărilor populare în schimbul voinței de fier a unui singur om care ar fi putut aduce Roma înapoi la normal. Până în 27 î.Hr. tranziția, deși subtilă și ascunsă, a fost completă; în acel an Octavian a oferit înapoi Senatului toate puterile sale extraordinare, și într-o manieră premeditată, Senatul a refuzat și l-a votat pe Octavian August sau „cel venerat“. Întotdeauna se ferea grijuliu de titlul de rex (rege) și, în schimb, a luat titlurile de princeps (primul cetățean) și imperator.

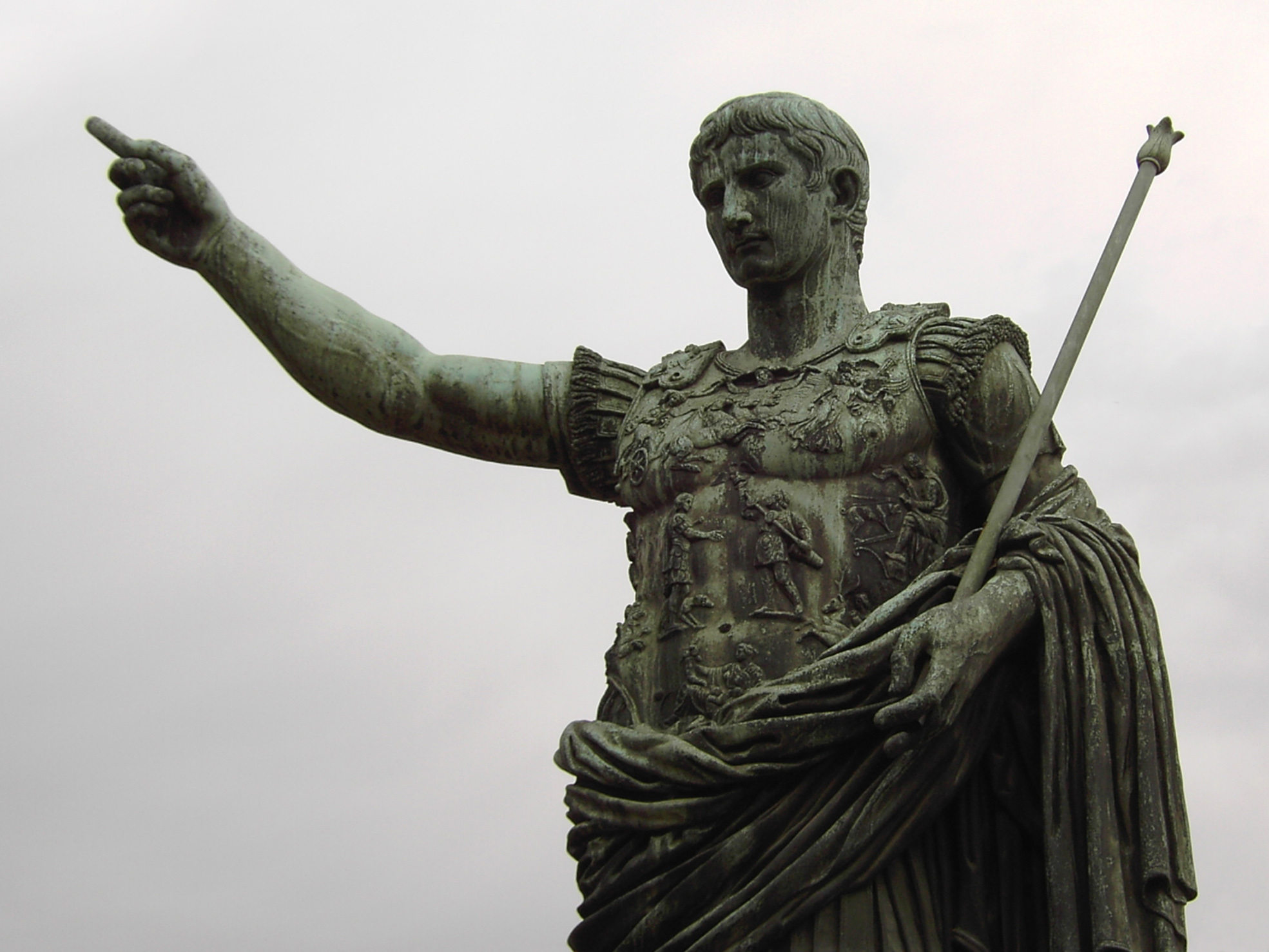
Rome Statue of Augustus

### Cauzele colapsului
Într-adevăr, Republica se afla pe moarte încă din 133 î.Hr., odată cu uciderea fraților Gracchus. Moartea lor a semnalat sfârșitul dezbaterilor și procedurilor legale; din acel moment vremurile oferind puterea oricui era dispus să meargă până la capăt. Omorurile au devenit comune în timpul alegerilor, unde mase de persoane erau eliminate de către partidele de opoziție pentru a-și speria inamicii. Se acceptase, ba chiar se încurajase în unele regiuni, ca forța să fie folosită pentru „conservarea Republicii“. Senatorii care nu puteau bloca reforma legal foloseau asasinatele și delictele criminale pentru a o stopa. Reformatorii care nu-și puteau trece legile prin Senat se foloseau de nervozitatea crescândă a populației romane pentru a intimida Senatul, sau apelau la generali puternici și armatele lor pentru sprijin militar. De fiecare dată când cineva folosea violența pentru a dobândi ceva, altcineva lovea înapoi și mai tare pentru a-l contracara. Când Marius și-a folosit armata sa de gladiatori, sclavi și plebei pentru a captura Roma, Sulla a lovit folosind legiuni profesioniste. Rezultatul a fost o stabilitate pe termen scurt și slăbirea pe termen lung a structurilor guvernamentale.
Schimbarea s-a manifestat și prin punerea oamenilor înaintea Republicii - nu mai era posibil să supraviețuiești în noua lume vicioasă a politicii romane rămânând loial ideilor străbunilor. Politicienii puternici se întreceau pentru a deveni „primii între cei egali“, prin orice mijloace posibile, iar oamenii ambițioși erau ținuți în scurt de către alți competitori la fel de ambițioși. Marius și Sulla au fost primii, iar exemplul lor a dat naștere Primului Triumvirat al lui Cezar, Crassus și Pompei și celui de-al Doilea Triumvirat, compus din Octavian, Lepidus și Antoniu.
Mai mult, Senatul s-a dovedit, de multe ori, egoist, arogant, stupid și incompetent în atât de multe privințe încât populația romană nu mai avea încredere în el pentru a conduce. Când cineva provenit din rangurile lor venea și se dovedea capabil, romanii încercau să formeze o grupare prin care sperau să reînvie Republica și să readucă sens sistemului. Senatul, folosind orice mijloace, a călcat în picioare acești campioni unul câte unul, începând cu frații Gracchus. De fiecare dată când se întâmpla astfel, poporul roman devenea mai dornic de a accepta măsurile extreme pe care reformatorii trebuiau să le implementeze pentru a-și asigura legile și viața. Trecerea Rubiconului de către Cezar a fost o trădare, dar nimănui din afara Senatului nu i-a păsat, pentru ca el promitea o adevărată schimbare într-o republică coruptă și nefuncțională.
Înăuntrul Senatului, puternicul, tradiționalistul și bogatul partid conservator se afla constant în dispută cu orice reformator de orice gen care se ivea. Frații Gracchus au lucrat în afara sistemului constituțional folosind adunările populare în locul Senatului; Marius a trebuit să lupte doar pentru a face schimbările necesare recrutării de soldați din clasele inferioare; Sulla a înspăimântat senatorii cu execuții pentru acceptarea reformelor care erau intenționate pentru conservarea puterii Senatului, iar Cezar a trebuit sa cucerească efectiv întregul teritoriu roman pentru a putea trece legi rămase restante de cel puțin un veac. Cu cât senatul lupta mai greu pentru păstrarea acelui status quo, cu atât mai dispuși erau reformatorii să continue, până când conflictul s-a sfârșit odată cu dictatura lui Cezar.
Lipsa de încredere pe care cetățenii romani o resimțeau față de Senat era evidentă în reacțiile trupelor alor căror comandanți le cereau să comită o trădare. Legiunile erau dispuse să-și urmeze comandanții pentru că nu purtau o dragoste specială Senatului, care doar refuza să le plătească și să le recunoască drepturilor lor de-a primi pământuri la întoarcerea din război. N-a existat nici-un moment în care un comandant care a cerut pornirea unui marș asupra Romei să fi fost refuzat, nici un singur moment în care legionarii să se alăture Senatului. Au ales să urmeze nume precum Sulla, Pompei și Cezar, și nu idealurile antice ale Republicii. Singurul lucru care-i ținea împreună era legătura dintre ei. Neputința Senatului de a vedea noua realitate l-a costat scump. Senatul nu a putut să se adapteze schimbării puterii structurale și, ca rezultat, a fost înlăturat de cei care au putut face acest lucru.
O parte a problemei era că guvernul Romei nu era creat pentru a conduce un imperiu. Republica era adaptată cu guvernarea unui oraș-stat, unul care, chiar și la fondarea sa, creștea în scopuri și putere, dar niciodată nu și-ar fi dorit extinderea peste barierele Italiei centrale. Când erau capturate teritorii peste mări, Republica s-a dovedit ineficientă de a le guverna. Provinciile deveniseră feude ale guvernatorilor, care au continuat în a abuza de ele și a le implica în aventuri militare fără acordul Senatului. În cele din urmă, guvernatorii se luptau chiar cu Roma când se simțeau amenințați. Nu exista sistem de contabilitate, nici o tradiție antică de a pedepsi guvernatorii corupți - problema era una nouă, iar Republica, atât de tradiționalistă, nu s-a schimbat pentru a soluționa problemele ivite. Odată ce Republica a devenit un imperiu, doar un împărat îl putea conduce eficient, nu o adunare oligarhică. Însă a fost nevoie de aproximativ un secol înainte ca acest concept să fie înțeles.
În final, eșecul Senatului de a controla generalii a cauzat un dezastru în Republică. Senatul era adesea prea dispus în a-și proteja prietenii, aliații și membrii de proscrierile legale pentru până și cele mai evidente și extraordinare delicte și datorită acestui fapt a pierdut încrederea cetățenilor romani. Când Cezar a luat în cele din urmă în stăpânire Roma pentru el însuși, a fost întâmpinat cu aplauze, pentru că el promisese reforme pe care poporul roman le dorea încă din vremea fraților Gracchus.
Legiunile Romei au demolat fizic Republica, dar Senatul era cel care permisese o lume unde un astfel de lucru era posibil în aplauzele cetățenilor.

## Instituții politice ale Republicii
- Senat
- Dictator
- Consul
- Pretor
- Edil
- Chestor
- Legat
- Tribun
- Cenzor
- Guvernator
- Pontifex Maximus
- Princeps senatus
- Lictor
- Cursus honorum
- Diferite alte Adunări romane

## Repere

### Republica timpurie
- Lucretia
- Lucius Junius Brutus
- Cincinnatus
- Cenzorul Appius Claudius
- Războaie samnite 327 - 290 î.Hr.
- Războaie punice
- Războaie macedonene
- Hannibal și Cartagina
- Scipio Africanus Major
- Scipio Aemilianus
- Cenzorul Cato

### Republica târzie
- Familia Ahenobarbus
- Gaius Iulius Cezar
- Tiberius și Gaius Gracchus
- C. Marius
- Sulla
- Gn. Pompeius Magnus
- Spartacus
- Marcus Licinius Crassus
- Marcus Tullius Cicero
- Marc Antoniu
- Octavian

## Literatura latină a Republicii
- Gaius Iulius Cezar
- Catullus
- Cicero
- Ennius
- Fabius Pictor
- Livius Andronicus
- Lucretius
- Naevius
- Plautus
- Terentius